# Paróquia Nossa Senhora do Rosário (Pirenópolis)
A Paróquia Nossa Senhora do Rosário é uma circunscrição eclesiástica católica brasileira sediada no município de Pirenópolis, em Goiás. Foi criada em agosto de 1736 com a elevação da Vila de Meia Ponte à categoria de freguesia. Desde o seu início até 1745, esteve sob a jurisdição da Diocese do Rio de Janeiro. Posteriormente, passou a integrar a Diocese de Goiás até 1956. Entre os anos de 1956 e 1966, esteve sob a jurisdição da Diocese de Goiânia. A partir de 1966, passou a fazer parte da Diocese de Anápolis, na Região Pastoral 03.
A Paróquia Nossa Senhora do Rosário possui um considerável acervo patrimonial material em seu território, devidamente protegido por tombamento ou registros pela legislação municipal, estadual e federal. São patrimônios conservados desde o período colonial e imperial brasileiro, constituídos por imagens sacras, lanternas e cruzes de procissão, turíbulos e navetas, pálios, esquifes, sinetas, alfaias, paramentos e demais objetos litúrgicos em prataria e ourivesaria, depositados em capelas, igrejas e museus. Destaca-se a Igreja Matriz de Pirenópolis, construída pela Irmandade do Santíssimo Sacramento a partir de 1728, a Igreja Nossa Senhora do Carmo e a Igreja Nosso Senhor do Bonfim, ambas de 1750 e construída por particulares. Além disso, há demais templos que nortearam o crescimento urbano da cidade de Pirenópolis, seus conglomerados rurais e de outras porções territoriais que inicialmente compreendiam partes parciais ou totais das atuais Diocese de Anápolis, Diocese de Formosa, Diocese de Uruaçu, Diocese de Luziânia, Arquidiocese de Brasília e Arquidiocese de Goiânia.
É um local de destaque devido às manifestações do catolicismo popular, representando um valioso patrimônio imaterial que constitui uma importante expressão da sociabilidade na região de Pirenópolis. Estas manifestações têm suas raízes na fé do catolicismo tradicional, no sincretismo religioso, na diversidade de símbolos e nas festividades que dão vida a uma cultura única. Não apenas os habitantes locais, mas também visitantes e turistas são atraídos para testemunhar as apresentações dos grupos que preservam esta rica herança cultural, que perdura por séculos. Estes costumes trazem consigo as influências europeias, particularmente dos colonizadores portugueses que estabeleceram-se na cidade. Durante os séculos XVIII ao XX, as irmandades e confrarias desempenharam um papel significativo na moldagem das práticas e tradições locais. Além disso, é notável a presença de elementos da manifestação cultural e religiosa afro-brasileira, seja nos ritmos dos sinos que evocam as batidas dos tambores da congada e da Banda de Couro, que acompanham as celebrações, ou nas influências das tradições rurais que se refletem nas festas, nas quermesses, nos leilões e na sinceridade da devoção demonstrada pelas pessoas.
Entre as diversas festividades que ocorrem na Paróquia Nossa Senhora do Rosário, merecem destaque a Semana Santa, as celebrações de Corpus Christi, a Festa do Carmo na Igreja de Nossa Senhora do Carmo, a Festa do Bonfim na Igreja de Nosso Senhor do Bonfim e a Festa da Boa Morte, entre outras. No entanto, a Festa do Divino é especialmente notável, sendo oficialmente reconhecida como patrimônio cultural imaterial pelo IPHAN (Instituto do Patrimônio Histórico e Artístico Nacional) e gozando de renome internacional devido às suas Cavalhadas. Em 2022, a Festa do Divino foi agraciada com o título de evento do ano pela Organização Mundial de Jornalismo Turístico, tendo atraído um impressionante número de 30 mil turistas em 2023.
Além das festividades, a Paróquia é também detentora de um valioso arquivo documental, considerado um dos mais bem preservados e relevantes de todo o estado de Goiás. Contendo registros que remontam ao século XVIII, esta documentação inclui dados de batismos e óbitos que se constituem como fontes primárias de inestimável valor para estudiosos, genealogistas e pesquisadores interessados na rica história, cultura e memória do estado.

## Histórico

### Século XVIII: ciclo do ouro, irmandades, confrarias e a construção das igrejas

#### Minas de Nossa Senhora do Rosário de Meia Ponte
Antes da chegada dos europeus ao continente americano, a região central do Brasil, que engloba Pirenópolis, era habitada por uma diversidade de grupos indígenas que faziam parte do tronco linguístico macro-jê. Entre esses povos nativos destacam-se os acroás, xacriabás, xavantes, caiapós, javaés, além de outras comunidades indígenas, que, com o contato com os brancos foram catequizados. O surgimento de centros urbanos em Goiás durante o século XVIII estava intrinsecamente ligado à exploração do ouro, um atrativo que atraía inúmeros aventureiros para as minas. Em sua maioria, essas minas eram garimpos rudimentares, carentes de qualquer conforto, muitas vezes localizados nas encostas de morros ou às margens de córregos, ribeirões e rios, frequentemente em vales profundos, como ocorreu nas proximidades do Rio das Almas. Nesse contexto, os bandeirantes desempenharam um papel crucial, pois ao se estabelecerem nas margens desse rio, fundaram Meia Ponte, conhecida atualmente como Pirenópolis, um dos quatro primeiros núcleos de mineração em Goiás.

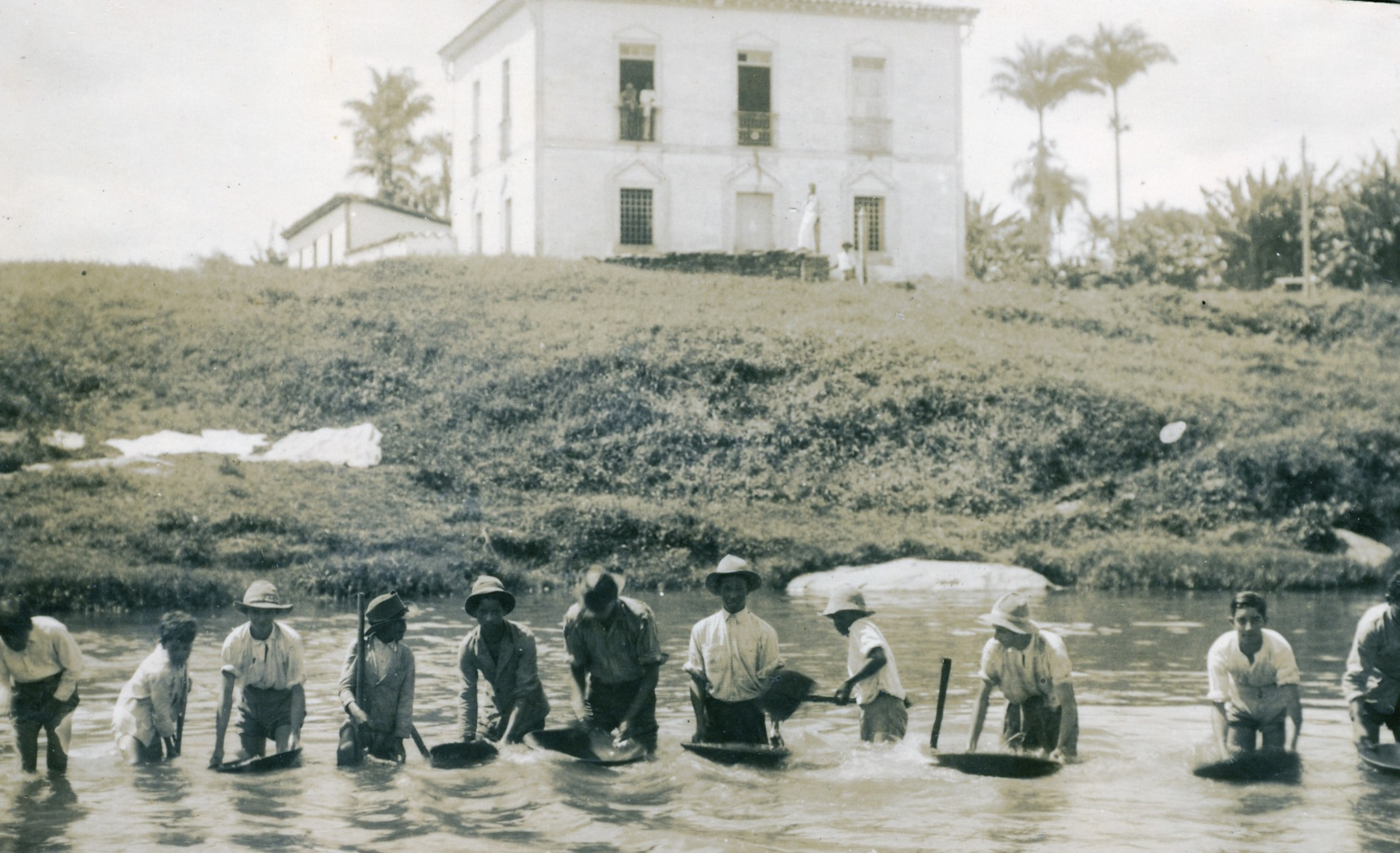
Faiscadores bateando ouro aluvionar no Rio das Almas em meados da década de 1930.

Apesar dos esforços constantes para manter a ordem e incentivar comportamentos adequados nessas comunidades recém-formadas, tais ações eram frequentemente coordenadas pela Igreja e pelo Estado. No entanto, essas medidas nem sempre surtiam os efeitos desejados. Em alguns casos, os garimpeiros resistiam à imposição do regime legal de tributação e desafiavam as autoridades e as leis vigentes. Muitas vezes, arriscavam-se a apropriar-se dos achados de ouro, julgando ser essa a opção mais vantajosa. Isso ocorria em parte porque a administração metropolitana nas minas era frequentemente ineficaz e carente de fiscalização adequada. Os funcionários da corte muitas vezes careciam de disciplina e não desempenhavam um papel eficaz na proteção do patrimônio da coroa, o que contribuía para o aumento dos conflitos nas áreas de garimpo. Esses conflitos, marcados por arbitrariedades e rivalidades, envolviam frequentemente os oficiais da administração, o clero e a população local.
No cenário tumultuado da ocupação de Goiás, a busca por documentos ou informações que esclareçam a data de fundação da Paróquia Nossa Senhora do Rosário em Pirenópolis revela-se uma tarefa árdua. A cidade carece de arquivos públicos organizados, sendo que os registros da Câmara Municipal são notoriamente incompletos. Além disso, os arquivos da Paróquia do Rosário sofrem com a ausência de livros relevantes, e os documentos do Cartório Cível e Criminal estão em um estado lastimável, danificados e infestados de cupins, alguns chegando mesmo a estar completamente destruídos. Adicionalmente, até o presente momento, não foi possível localizar em arquivos brasileiros ou portugueses qualquer outro documento oficial que possa lançar luz sobre as origens da Paróquia.
O que se conhece a respeito dessas origens é transmitido principalmente pela tradição oral, que estabelece uma conexão entre a Paróquia Nossa Senhora do Rosário e a fundação de Meia Ponte, atualmente conhecida como Pirenópolis. Conforme os antigos costumes da região, Nossa Senhora do Rosário é venerada como a padroeira, e a memória litúrgica da padroeira é celebrada em 07 de outubro. A falta de documentação oficial torna ainda mais desafiador reconstruir a história desses primeiros tempos. Foi somente em 2021 que se chegou a um consenso quanto à data de fundação de Pirenópolis, graças à promulgação da Lei Municipal Nº 941, que oficializou o dia 07 de outubro de 1727 como a data de fundação da cidade.

#### Irmandade do Santíssimo Sacramento e a Matriz
O estabelecimento da Igreja Católica no Brasil foi moldado pelos princípios delineados no Concílio de Trento (1545-1563), adaptados às circunstâncias da América Portuguesa por meio das "Constituições Primeiras do Arcebispado da Bahia", elaboradas em 1707 por Dom Sebastião Monteiro de Vide, Arcebispo da Bahia e Primaz do Brasil. A evangelização do novo território foi conduzida através do "Padroado Régio", um acordo entre a Igreja de Roma e o Reino de Portugal. Segundo esse pacto, o papa transferia ao rei de Portugal as responsabilidades pela implantação do catolicismo no Brasil. O rei, por sua vez, obtinha o direito de recolher o dízimo das atividades religiosas, nomear bispos e vigários, além de assumir as despesas relacionadas à construção e manutenção de igrejas, bem como os salários do clero.

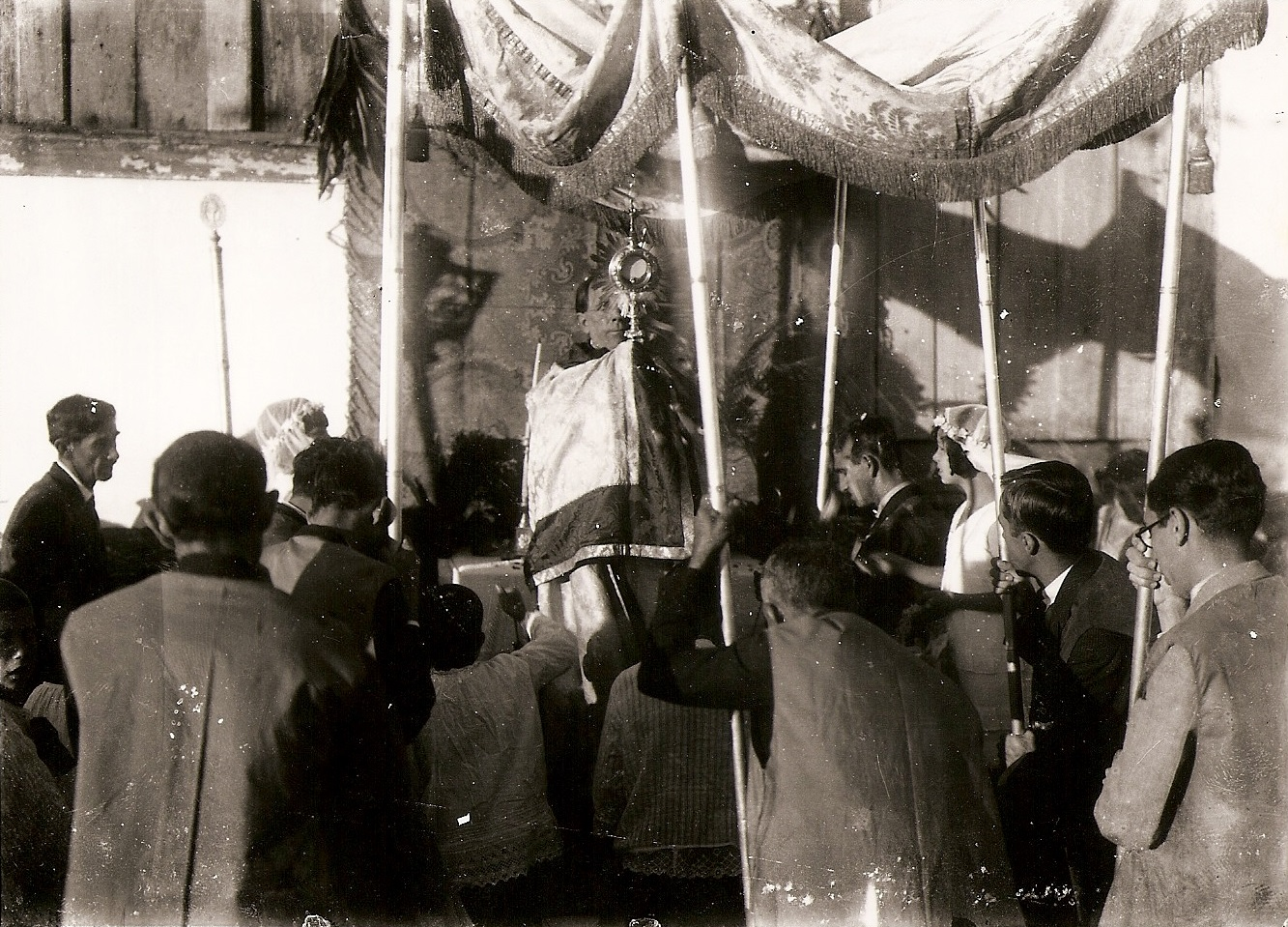
Irmandade do Santíssimo Sacramento de Pirenópolis, fotografada em meados de 1920, durante Procissão com Padre Santhiago de Uchoa.

O "Padroado" resultou no enfraquecimento da autoridade papal na América Portuguesa, desencadeando um processo de "desromanização" da Igreja Católica no Brasil, promovendo a formação de um catolicismo laico e o recrutamento do clero secular. Essa forma de catolicismo deu origem a uma sociedade na qual as estruturas civis e religiosas estavam profundamente entrelaçadas. A Igreja não se limitava a questões litúrgicas; desempenhava um papel central na emissão de escrituras de terras, certidões de nascimento, casamento e óbito. Bispos, vigários e outros líderes religiosos, especialmente em áreas remotas do Brasil onde o Estado era menos presente, assumiam funções que transcendiam o âmbito religioso, tornando-se líderes culturais, econômicos e políticos em suas comunidades.
O catolicismo laico também fortaleceu as irmandades e confrarias no Brasil. Estas associações religiosas de leigos com o propósito principal de se reunirem em torno de uma entidade sacra, buscando proteção em assuntos espirituais e materiais. As irmandades foram instituições essenciais para negociações sociais, e critérios étnicos, sociais ou profissionais frequentemente influenciavam a seleção de membros. As Irmandades do Santíssimo Sacramento, por exemplo, eram compostas predominantemente por brancos e ricos, assumindo, assim, uma posição proeminente nas comunidades em que estavam presentes. No ano de 1728, a sociedade da então Minas de Nossa Senhora do Rosário de Meia Ponte fundou a Irmandade do Santíssimo Sacramento em Pirenópolis, uma associação de leigos católicos, e ao obter as devidas provisões e licenças da época, tornando-a assim a mais antiga do estado. A Irmandade do Santíssimo Sacramento é uma instituição presente em muitas igrejas católicas, cuja origem está profundamente ligada à piedade e devoção eucarística.
Quanto as origens da primeira Irmandade do Santíssimo, sabe-se que a celebração de Corpus Christi, instituída por Urbano IV em 1264, contou com a participação dessa confraria. Depois de participar no Concílio de Trento, o frade dominicano Tomás de Stella, originário de Veneza, Itália, manifestou preocupação com o estado dos sacrários em Roma. Como resposta a essa preocupação, ele reuniu um grupo de clérigos e leigos na Igreja de Santa Maria Sopra Minerva. Entre esses membros, estava Inácio de Loyola, o fundador dos Jesuítas, que se tornou um destacado defensor e divulgador dessa Irmandade. A autorização canônica que regulamentou a Irmandade veio por meio da Bulla Dominus Noster Jesu Christi do Papa Paulo III, datada de 30 de novembro de 1539. Essa bula concedeu grandes privilégios à Irmandade do Santíssimo existente na Santa Maria sopra Minerva, e a partir desse ponto, disseminou-se por todo o mundo católico.
No Brasil, a Irmandade esteve presente desde a colonização do território brasileiro, sendo formada predominantemente pela elite branca, especialmente durante o período colonial, quando desempenhou um papel crucial na construção das Igrejas Matrizes nas regiões do Ciclo do Ouro. Embora até o momento não exista um documento que comprove o local exato da criação da primeira Irmandade em terras brasileiras, há uma carta datada de 09 de agosto de 1549, escrita por Manuel da Nóbrega. Nessa correspondência, Manuel da Nóbrega solicita a concessão das mesmas indulgências concedidas às Irmandades de Minerva. Conforme destacado por Serafim Leite, não dispomos de elementos suficientes para identificar a consequência imediata desse pedido em 1549. No entanto, pouco mais de vinte anos depois, as confrarias do Santíssimo Sacramento já estavam estabelecidas no Brasil, inclusive em aldeias indígenas, demonstrando uma organização contínua, presentes em todas as regiões do país.
Em termos gerais, a Irmandade do Santíssimo desempenha um papel significativo na promoção da devoção ao Santíssimo Sacramento, que representa a presença real de Jesus Cristo na forma consagrada da Eucaristia. Além disso, ela organiza e participa ativamente de eventos litúrgicos relacionados à Eucaristia, como procissões, adoração eucarística, missas e outras celebrações. Em muitos casos, é responsável pela manutenção e conservação da igreja, especialmente das áreas associadas ao Santíssimo Sacramento, como capelas ou altares.
As atividades da Irmandade envolvem também a assistência espiritual à comunidade, com algumas dedicadas à formação espiritual de seus membros, oferecendo palestras, retiros espirituais e outros meios de aprofundamento na fé. Além das práticas litúrgicas, muitas irmandades se envolvem em atividades de caridade e assistência social, visando ajudar os membros da comunidade em situações de necessidade. É crucial observar que a natureza e as atividades específicas de uma Irmandade do Santíssimo podem variar dependendo das tradições locais, diretrizes da diocese e ênfases particulares estabelecidas pela liderança da irmandade e da igreja.

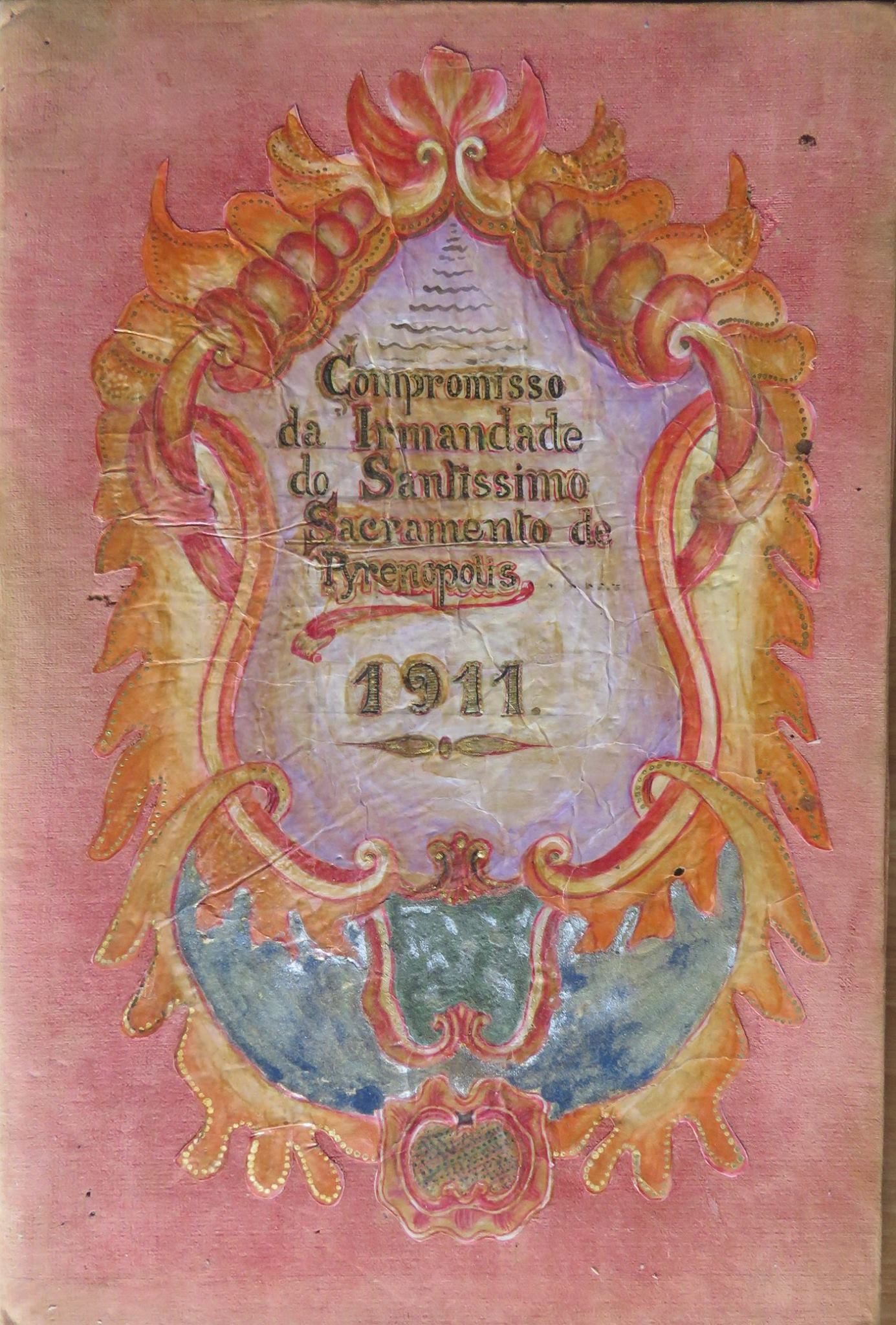
Frontispício do Compromisso da Irmandade do Santíssimo Sacramento de Pyrenopolis – 1911.

Quanto a Irmandade em Pirenópolis, dentre as funções descritas no último estatuto, documento autorizado pelo Bispo Diocesano Dom Prudêncio Gomes da Silva em 1911, grande figura da romanização em Goiás, assinado três anos após sua ascensão ao posto de bispo da Diocese de Goiás, os membros não podem pertencer a qualquer sociedade condenada pela Igreja, posição adotada pela diocese nos bispados de Dom Cláudio José Gonçalves Ponce de Leão e Dom Eduardo Duarte e Silva mediante a questão religiosa, e dentre os fins está servir ao Santíssimo Sacramento e oferecer sufrágio às almas dos Irmãos falecidos, proporcionando-lhes jazigo. É administrada por uma Mesa Administrativa e regida pelos cargos que incluem Provedor, cargo de certo modo parecido à dos provedores das comarcas, Escrivão, Tesoureiro, Procurador e doze Irmãos anuais, todos eleitos anualmente, com exceção de uma reeleição após quatro anos para Oficiais e dois anos para Irmãos anuais, além de um capelão, cargo estatualmente designado para o pároco, também designado como presidente de honra. Na visão do ultramontanismo enfatizado nas últimas décadas, ao ocupar o cargo de presidente de honra, os párocos centralizam e verticalizam o poder clerical, e assim diminuem o poder  das  irmandades, fato este observado em vários locais do país, e que levou o desaparecimentos de várias associações leigas. A eleição dos cargos ocorre no Sábado de Aleluia e o processo envolve a apresentação de nominatas, votação e proclamação dos eleitos.
Pelo mesmo estatuto, a admissão à Irmandade requer uma decente subsistência, profissão da Religião Católica e não pertencimento a sociedades condenadas pela Igreja, e a remissão de obrigações pode ser concedida mediante pagamento. Os Irmãos têm obrigações, como cumprir o Compromisso, satisfazer anuidades e joias - contribuição estipulada pela Irmandade como contribuição mínima, assistir a eventos da Irmandade e receber a Sagrada Comunhão durante a Páscoa, obedecendo assim o terceiro mandamento da Igreja na Semana Santa, evento geralmente organizados pelas Irmandades do Santíssimo. Os Oficiais, como Provedor, Escrivão, Tesoureiro e Procurador, têm funções específicas, como presidir a Mesa e zelar pelos bens da Irmandade.
As jóias dos Cargos variam, e anuidades não são cobradas nos anos em que um Irmão ocupa um cargo. A receita da Irmandade inclui doações, jóias, anuidades e esmolas. A despesa abrange eventos como a Missa de Quinta-Feira Santa, funerais e custos diversos. A Irmandade deve cumprir deveres como celebrar a Missa de Quinta-Feira Santa, sufragar almas nas demais quintas-feiras do ano, dia em que a igreja celebra a eucaristia, dar sepultura aos Irmãos e manter trinta e duas opas de seda encarnada - vestimenta usada como uniforme. Pode prestar funeral a não-Irmãos mediante emolumento. Na Mesa administrativa, composta legalmente, possui poder administrativo e deve zelar pelo cumprimento do Compromisso, autorizar despesas e tomar contas do Tesoureiro.

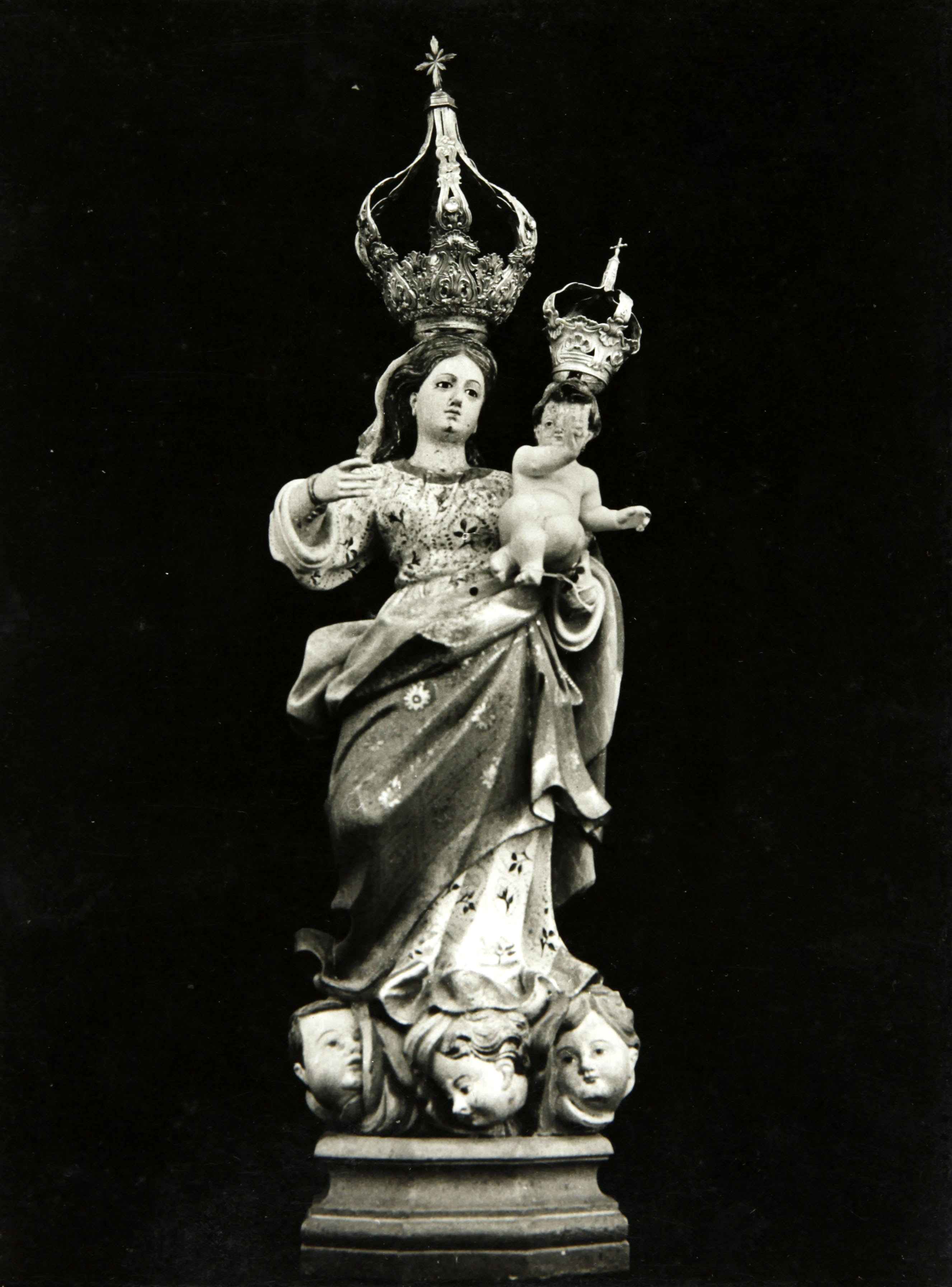
Nossa Senhora do Rosário - Padroeira de Pirenópolis, escultura barroca de madeira policromada e dourada, pertencente ao inventário da Irmandade do Santíssimo 1823-1846

Seguindo o padrão das demais cidades do período colonial brasileiro de construir a Igreja Matriz do lugar, a Irmandade em Pirenópolis, associada a elite local contou com a participação de poderosos da época, dentre eles o português Alexandre Pinto Lobo de Sá. Na Igreja do Rosário, futura Matriz, somente nela, era inicialmente permitida a instalação do sacrário. O templo foi construído a partir de 1728 utilizando mão de obra escravizada africana, que levantou a obra usando técnicas mistas, como taipa de pilão, cantaria de pedra e adobe, e ao longo das décadas seguintes, recebeu ornamentações nos estilos barroco, rococó e neoclássico em seus altares. Em torno dessa igreja, se expandiu a cidade, e no templo se concentra, por séculos, os principais eventos religiosos e festivos da cidade, eventos como a Festa da Padroeira, os solenes atos da Semana Santa e Corpus Christi, iniciados pela irmandade, um legado cultural que perdura até os dias de hoje.
A Igreja Matriz destaca-se na paisagem com seu imponente volume composto por dois prismas de base retangular e torres sineiras simétricas. O frontispício do corpo principal apresenta um frontão triangular, um óculo central e duas janelas altas para iluminação e ventilação do coro. O conjunto é coberto por sete telhados, cada um abrangendo diferentes áreas da igreja. A planta da igreja é dividida em dois retângulos, separados pelo arco cruzeiro. O corpo principal abriga a nave, o vestíbulo, o coro, a capela-mor e a camarinha, enquanto as torres sineiras, a sacristia e o consistório da Irmandade do Santíssimo, hoje capela do Santíssimo situam-se nas laterais. O sistema construtivo envolve uma gaiola de madeira, formando um arcabouço estrutural que se insinua nas fachadas. As paredes da igreja foram erguidas em taipa de pilão, e os alicerces são em cantarias de pedra.
A grandiosidade e rapidez na construção desse templo que é considerado o maior e mais antigo patrimônio histórico de Goiás, a Igreja Matriz do Rosário, se justificam pela sua coincidência com o auge da atividade mineradora na região. No entanto, com o declínio da mineração em Meia Ponte, as obras internas da igreja se estenderam por muitas décadas e lentamente, importantes elementos foram adicionados, como pisos ladrilhados, móveis, gelosias e esgoto ao redor da igreja. No ano seguinte, o assoalho da capela-mor e o púlpito foram instalados.

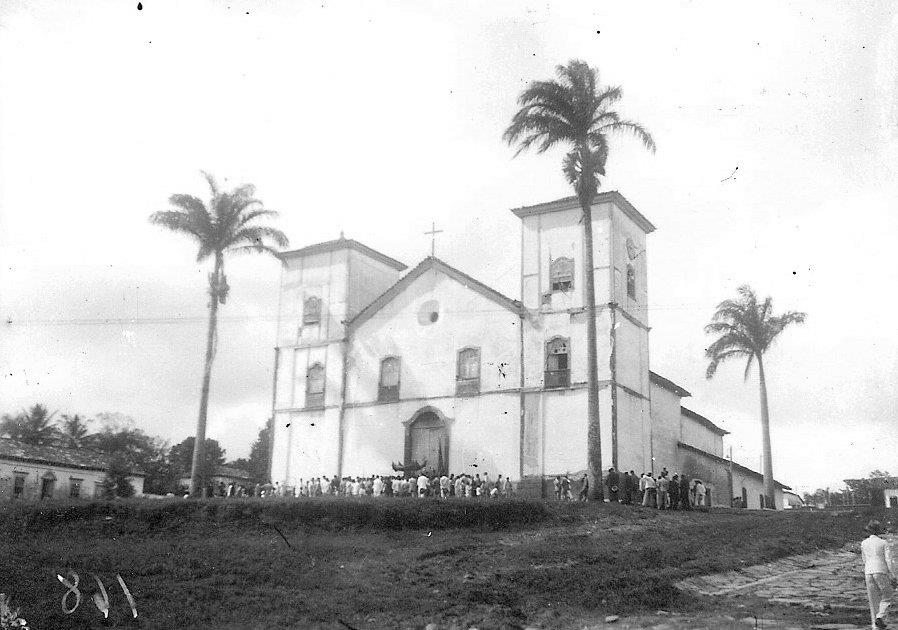
Igreja Matriz Nossa Senhora do Rosário, fotografada do início do século XX, durante Procissão de Ramos na Semana Santa.

O altar-mor, por exemplo, notável pelo barroco que prezava pela sobriedade nos ornamentos, foi concluído em 1761, após a instalação do trono central para a imagem da padroeira, Nossa Senhora do Rosário, e dois nichos laterais. Embora não haja registros sobre o aumento da altura das torres, uma deliberação de 1763 menciona a construção de uma torre do lado do sol nascente. Nessa época, foram instaladas as janelas da capela-mor, portas de acesso à sacristia e ao consistório, e, posteriormente, construiu-se a camarinha atrás da capela.
Pinturas foram realizadas em 1766 nos frontispícios do altar-mor, da camarinha, da sacristia e do consistório. Três anos depois, o altar foi recuado para ampliar o espaço da capela-mor. Em 1770, esculturas dos anos com trombetas e entalhes do arco cruzeiro foram adicionados. O início do século XIX viu a decadência das minas goianas e o empobrecimento da cidade, refletindo-se na sua majestosa igreja. Apesar disso, a localização privilegiada e a beleza da paisagem atraíram a atenção dos viajantes do século XIX que visitaram Goiás.
O estilo barroco deixou suas marcas na Matriz, com talhas em madeira cobertas por pinturas policromáticas e laminações em ouro. O altar-mor, com uma feição barroca singela, apresenta espirais em ouro de concha, colunas e arcos adornados com elementos florais e representações religiosas.

#### Esmolares da Terra Santa

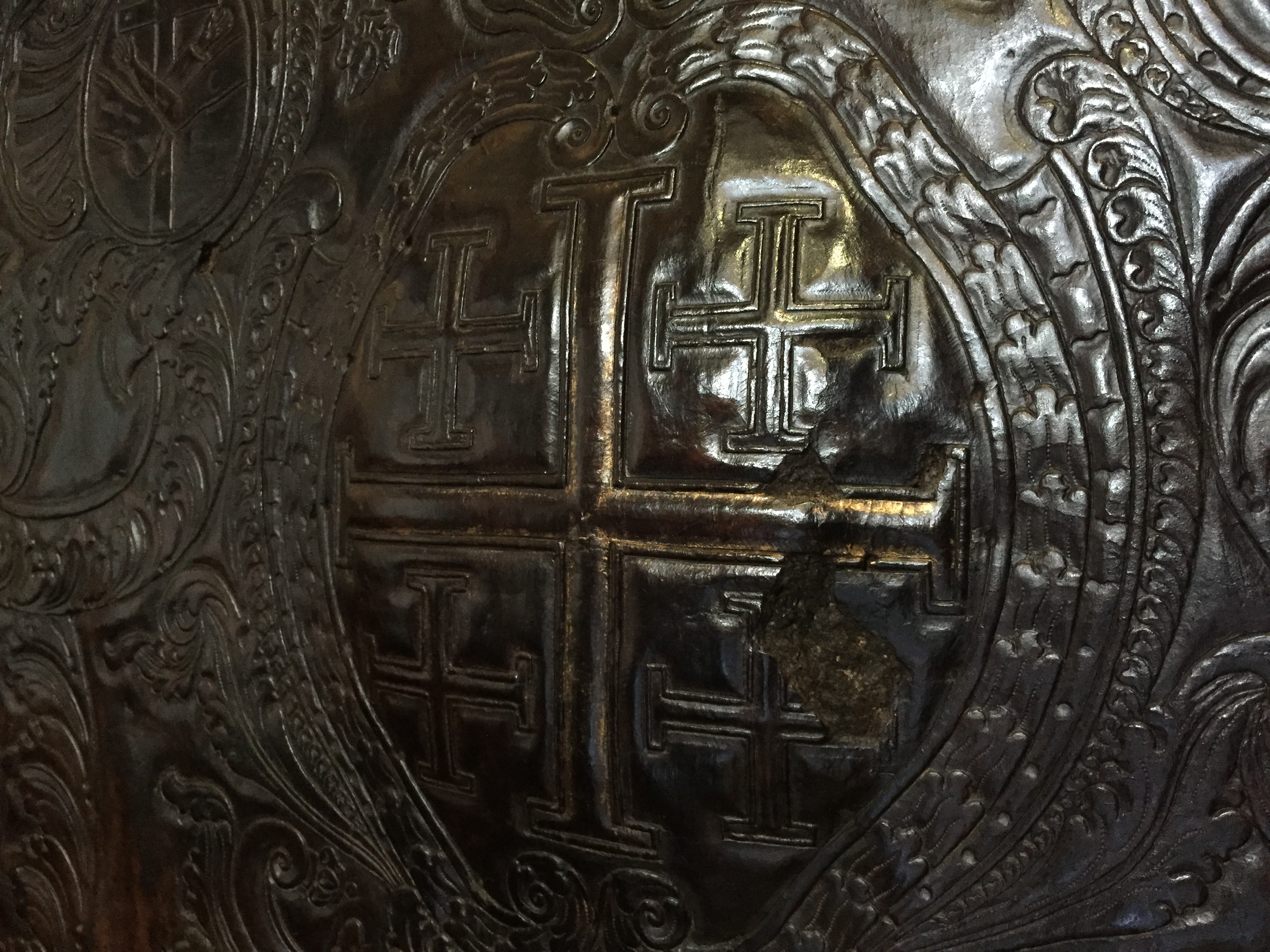
Frontal de altar barroco em couro com filigranas de ouro com desenhos franciscanos e a Cruz de Jerusalém. Peça remanescente da capela dos esmolares, hoje na Igreja do Carmo.

Em 1731, uma importante presença franciscana chegou a Meia Ponte quando os frades mendicantes franciscanos - OFM da Ordem Terceira dos Esmolares da Terra Santa fundaram um Hospício. Esta notável instituição religiosa foi estabelecida sob a liderança de Frei João de Jesus e Maria, com o apoio de Frei Domingos Santiago, ambos provenientes do Hospício de Vila Rica, atual Ouro Preto, e em 1733, mais outro, em Traíras, no norte goiano. O Hospício de Meia Ponte ocupava uma vasta área urbana que se estendia ao longo da Rua do Rosário, atual Rua do Lazer e do Largo do Rosário, atual Praça do Coreto, oficialmente Praça Coronel Chico de Sá. Este terreno abrigava não apenas o hospício, mas também uma belamente ornamentada Capela dedicada a São Francisco das Chagas.
A escolha do nome São Francisco das Chagas para a Capela reflete a origem portuguesa dos frades esmolares de Meia Ponte, que vinham do Convento de Santo Antônio, localizado no Rio de Janeiro, e estavam sob a jurisdição do Comissariado de São Francisco das Chagas, em Lisboa, especificamente no Convento de São Francisco de Xabregas. O Hospício da Terra Santa fundado em Meia Ponte fazia parte de uma rede de hospedarias para religiosos franciscanos que percorriam diversas vilas e cidades, arrecadando esmolas em prol da conservação dos locais sagrados da Terra Santa, na Palestina. Esse modelo de rede de hospedarias também foi estabelecido em várias outras cidades durante esse período, incluindo Salvador, Recife, Rio de Janeiro, Ouro Preto, Sabará, São João Del Rei, Diamantina, Cidade de Goiás, Itu e São Paulo. O convento em Pirenópolis tinha como patrona Nossa Senhora da Conceição, consolidando assim a presença franciscana na região e contribuindo para o desenvolvimento religioso e cultural da comunidade local.

#### Elevação da Capela do Rosário em Matriz
Em 1732, partes da construção da Capela do Rosário foram concluídas e já estavam em uso, como comprovado pelo registro no Livro de Batismos ainda mantido no arquivo paroquial. Em março deste ano, ocorreu o primeiro batismo na então capela, evidenciando a rapidez com que Meia Ponte buscava consolidar sua posição como sede da província. Esse esforço estava alinhado com o plano traçado por Dom Antônio Luís de Távora, conde de Sarzedas, que almejava tornar a cidade a capital da província. No entanto, esse ambicioso projeto não se concretizou devido à morte desse governador. Em 1734, os registros de sepultamentos dos membros da Irmandade do Santíssimo e outras autoridades locais começaram a ser feitos no Livro de Óbitos, que era mantido no local. Durante esse período, vários padres diocesanos serviram na paróquia, incluindo nomes como José Vieira de Paiva, José Pinto Braga, José Cardoso Marinho, Manuel Teixeira e Antônio de Oliveira Gago, totalizando 15 padres atuantes na paróquia.
Devido às numerosas irregularidades no controle da exploração do ouro, casos de assassinato e contrabando que ocorriam no Arraial de Meia Ponte, o visitador diocesano Pe. José de F. Vasconcelos assumiu o cargo de Capelão em 1732. Ele desempenhou um papel fundamental na administração da Capela do Rosário até 1734, quando foi designado pela Diocese do Rio de Janeiro para ser o visitador diocesano, o representante do bispo em Goiás. Ao deixar a capela do Rosário, Pe. Vasconcelos foi sucedido por Pe. Pedro Monteiro de Araújo, que se tornou o primeiro padre provisionado, assumindo a liderança da paróquia até 1741. Durante a administração do Pe. Monteiro, a Capela do Rosário foi elevada à condição de Igreja Matriz, sendo desmembrada da Paróquia de Sant'Ana de Vila Boa, que era a primeira paróquia de Goiás. Portanto, a Matriz do Rosário se tornou a segunda mais antiga do estado, marcando um importante passo na história religiosa e administrativa da região.

#### Irmandades e Confrarias
Durante esse período histórico, a Igreja Matriz de Pirenópolis testemunhou a fundação de três importantes Irmandades: a Irmandade Almas de São Miguel, a Irmandade de Santo Antônio e a Irmandade de Sant’Ana. Cada uma delas foi honrada com altares laterais na nave principal da igreja. Além dessas, destaca-se a influente Ordem Terceira de São Francisco de Paula, responsável pela construção de um dos altares laterais que, posteriormente, abrigou a imagem de Nossa Senhora das Dores. Quando os Esmolares da Terra Santa se retiraram para Traíras, a Ordem Terceira assumiu a administração do Hospício e Capela. Contudo, com a transformação imposta pelo governo estadual, o espaço foi convertido em uma instituição de ensino no século XIX, culminando na demolição da edificação. Essa mudança de função reflete a dinâmica evolutiva dos propósitos e usos dos edifícios religiosos ao longo do tempo.
As irmandades leigas e confrarias desempenharam um papel de destaque na organização da Igreja Católica em Goiás, assim como em outras regiões do Brasil colonial. Essas instituições religiosas, majoritariamente formadas por leigos devotos, exerciam múltiplas funções e deixaram um legado significativo na vida religiosa, social e cultural da época. Elas se reuniam em torno de devoções específicas a santos ou práticas religiosas, desempenhando um papel fundamental na promoção da devoção católica. Incentivavam ativamente a participação nas práticas religiosas, como missas, procissões e festas, contribuindo para a vitalidade espiritual da comunidade.
Além de seu impacto religioso, as irmandades também tinham um forte caráter assistencial. Arrecadavam fundos por meio de contribuições dos membros para realizar obras de caridade, prestando auxílio aos mais necessitados na comunidade. Essa assistência ia desde a distribuição de alimentos, roupas até o oferecimento de abrigo para os pobres e doentes.
O papel das irmandades não se limitava apenas às atividades religiosas e filantrópicas, elas também desempenhavam um papel relevante na esfera política e social das comunidades locais. Os líderes dessas irmandades frequentemente ocupavam cargos importantes na administração local, exercendo influência decisiva nas tomadas de decisão que moldavam a vida da comunidade.
As irmandades frequentemente assumiam a responsabilidade pela manutenção, ornamentação e reforma das igrejas e capelas ligadas aos santos ou às práticas religiosas que veneravam. Isso ajudou a preservar e embelezar os locais de culto, contribuindo para a promoção da fé católica, como no caso pirenopolino. Além de suas atividades religiosas e de caridade, as irmandades frequentemente desempenhavam um papel na vida política e social das comunidades locais. Seus líderes muitas vezes ocupavam cargos importantes na administração local e eram influentes na tomada de decisões que afetavam a comunidade.
No contexto de Goiás, as irmandades leigas e confrarias foram fundamentais na construção da identidade católica da região e na organização da vida religiosa e social das comunidades. Contribuíram para a coesão social, solidariedade e manutenção das práticas religiosas, desempenhando um papel central durante o período colonial, quando a presença da Igreja Católica era uma parte integral da vida cotidiana.

#### Capela de Santo Antônio

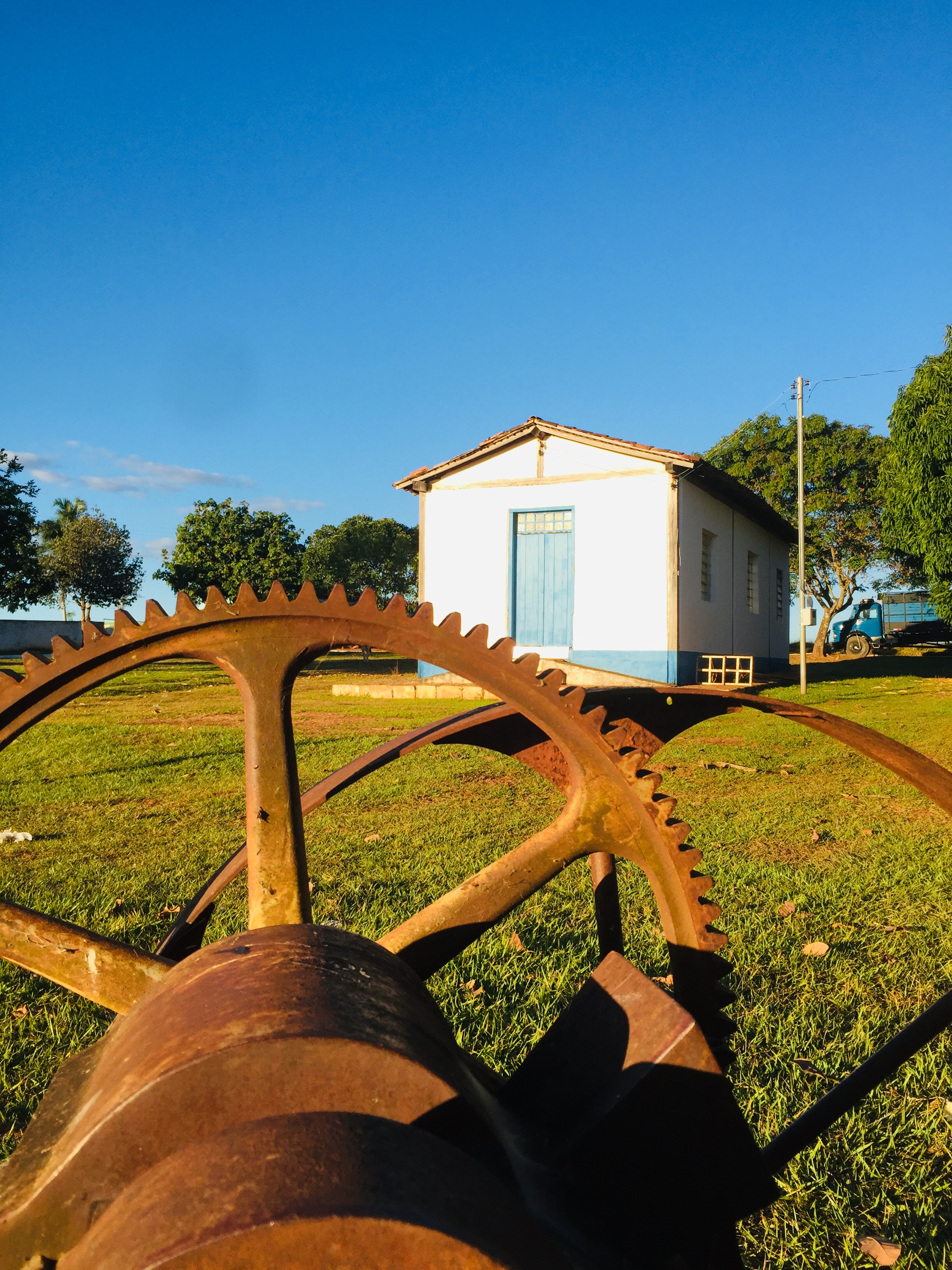
Atual Capela Santo Antônio no atual Povoado de Santo Antônio, zona rural de Pirenópolis

Na zona rural do atual município de Pirenópolis, a cerca de 20 km de distância, encontrava-se a Capela de Santo Antônio, uma construção que datava dos anos entre 1734 e 1736 e que foi erguida sob a iniciativa do Tenente-Coronel Clemente da Costa e Abreu. Este distinto morador já residia na região desde 1733. Naquela época, o povoado de Santo Antônio estava florescente, sendo um importante arraial de mineradores. Além da Capela, o local contava com um cemitério adjacente, cercado por muros de pedra. A região era próspera em termos de exploração de ouro aluvial, encontrado nos córregos e ribeirões circundantes, como Santa Rita, Santo Antônio, entre outros, além da vizinha Serra de Santo Antônio, rica em lavras auríferas. O povoado de Santo Antônio, situado no Distrito de Santa Rita, ocupava a margem esquerda do Ribeirão Santo Antônio. Se ainda existisse hoje, estaria delimitado por um lado pela antiga estrada real e, do outro, pela trilha da linha telegráfica que conectava Pirenópolis a Jaraguá.
Além do Tenente-Coronel Costa e Abreu, outros vultos notáveis ali moravam: o Tenente José Gomes Curado, pai do Tenente-General Joaquim Xavier Curado, Conde de São João das Duas Barras, o Guarda-mor José Cardoso de Camargo, o Capitão Manuel de Faria Albernaz, o Capitão Fernando Bicudo de Andrade e muitos outros, todos genearcas de grandes famílias goianas. Em 1737, o Capitão Fernando Bicudo de Andrade assumiu o cargo de administrador da Capela, onde inclusive sepultou um de seus escravizados. A Capela de Santo Antônio abrigava uma pia batismal que era frequentemente usada pelos coadjutores da freguesia de Meia Ponte durante suas visitas pastorais. Muitas crianças e escravos adultos devem ter sido batizados ali antes de 1737, embora os registros provavelmente tenham sido feitos em Vila-Boa. No entanto, esses registros desapareceram ao longo do tempo, assim como todos os registros anteriores a março de 1732 relacionados a Pirenópolis. Entre os raros registros de batismo que mencionam a Capela de Santo Antônio, encontra-se um datado de 4 de julho de 1743, no qual é registrado o batismo de João, filho de Alferes Manuel de Barros Martins e Ana Pais de Melo e Albuquerque. O termo de batismo foi assinado pelo 4º vigário da Freguesia, Padre Manuel Nunes Colares da Mota, que foi o primeiro a registrar um batismo na Capela de Santo Antônio.

#### Capela da Penha de Corumbá

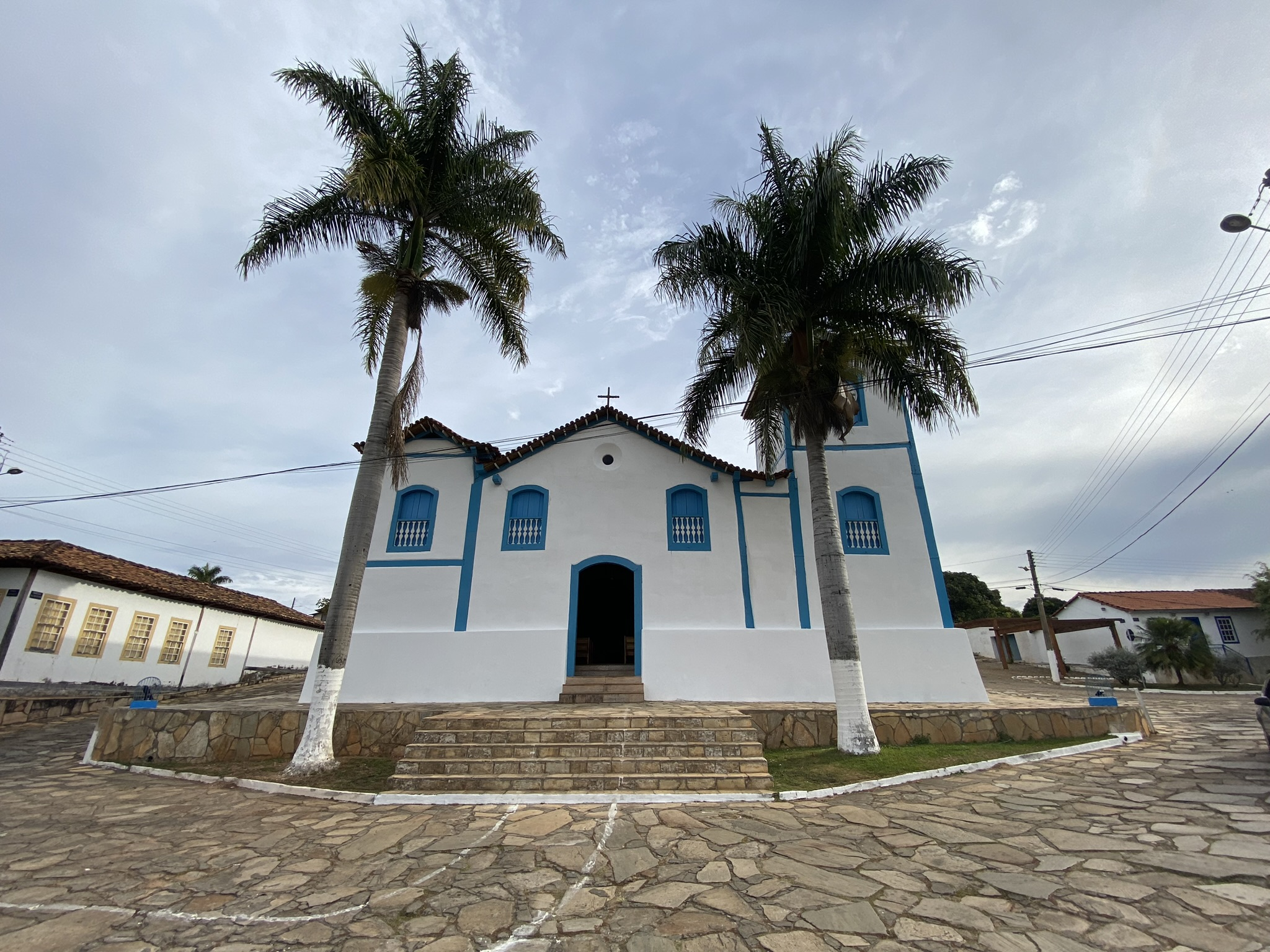
Atual Igreja Matriz da Penha de França de Corumbá, construída em 1733 sob território da Paróquia do Rosário.

A partir de outubro de 1737, o Livro de Óbitos começou a registrar assentos em Corumbá de Goiás, uma localidade que abrigava a Capela Nossa Senhora da Penha de França. Esta capela foi inaugurada em 1733 e estava subordinada à Paróquia do Rosário. Em 1747, o Pe. Antônio Soares foi designado para prestar assistência religiosa na região. A Capela da Penha, elevada à categoria de Matriz em 1840, desempenhou um papel pioneiro ao servir como precursora das paróquias de Abadiânia, Alexânia e Cocalzinho.
A influência da Paróquia Nossa Senhora do Rosário se estendeu até a Capela da Penha de Corumbá, onde foram reproduzidas as tradições religiosas e culturais características de Pirenópolis. Isso incluiu a formação da Irmandades do Santíssimo, a celebração da Semana Santa, a realização da Festa de São Sebastião, da Festa do Divino, a presença de coros, orquestras e bandas de música durante as missas e procissões, bem como a encenação das Cavalhadas, que acontecem na cidade em setembro durante a Festa da Penha, que é a padroeira daquela localidade. Essa continuidade das tradições pirenopolinas na Capela da Penha demonstra a influência cultural e religiosa da Paróquia Nossa Senhora do Rosário na região.

#### Capela do Rosário dos Pretos
Em 22 de dezembro de 1742, o visitador Pe. José F. Vasconcellos autorizou a fundação da Irmandade de Nossa Senhora do Rosário dos Pretos. No ano seguinte, em 1743, a Irmandade deu início à construção de sua sede, a Igreja do Rosário dos Pretos. As obras da igreja foram realizadas pelos escravizados, que dedicavam seu tempo livre aos domingos para a construção. A edificação apresentava características típicas da arquitetura colonial brasileira, empregando a técnica mista de taipa de pilão, cantaria de pedra e adobe. O altar-mor de talha em madeira em estilo barroco tinha entronizada a imagem de Nossa Senhora do Rosário dos Pretos, e nos dois nichos laterais do altar-mor ficavam São Rafael e São Bento, enquanto os altares da nave eram entalhados no estilo rococó, sendo o da direita dedicado a São Sebastião, festejado em janeiro, com grande pompa, e o da esquerda, dedicado a São Benedito.

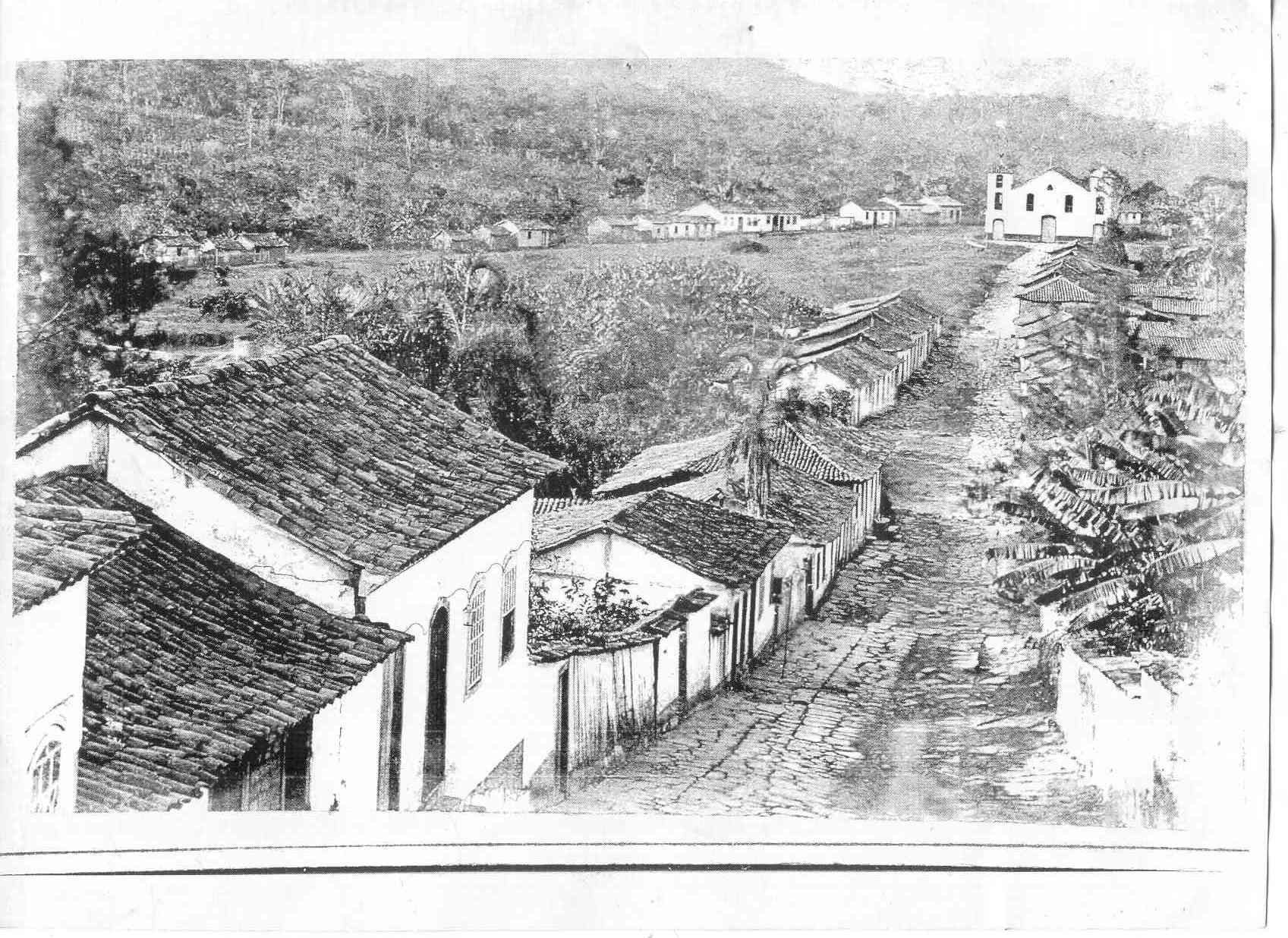
Vista da Igreja do Rosário dos Pretos, por volta de 1886.

Em 22 de agosto de 1758, com a estrutura organizada e as obras em andamento, a Irmandade do Rosário conseguiu a aprovação de seu estatuto, a instalação da pia batismal e a autorização para realização de casamentos e sepultamentos na Igreja. Sobre os sepultamentos, eles seguiam uma ordem de acordo com a hierarquia que o morto ocupou na Irmandade do Rosário: rei, rainha, juiz, padre, irmãos, etc, e os que tinham colaborado na construção e aquisição dos objetos litúrgicos para o uso da Capela. A partir desse momento, a Irmandade do Rosário dos Pretos passou a celebrar o Reinado de Nossa Senhora do Rosário, realizando a festa do Rosário dos Pretos na própria igreja.
Essa festividade de eleição anual, ocorria sempre no primeiro domingo de outubro, posteriormente transferida para a manhã de Corpus Christi, era solenemente presidida pelo Capelão da Irmandade, que era um dos vigários da Paróquia. Foi nesse contexto que começaram a surgir as manifestações folclóricas da congada, a Banda de Couro e outros costumes africanos, tradições que a Irmandade do Rosário mantinha viva na Igreja do Rosário. Atualmente, essas manifestações são realizadas como parte das celebrações da Festa do Divino, representando uma importante herança cultural e religiosa da região, uma vez que estes tinham acesso restrito à Igreja Matriz dos brancos. Meia Ponte, possuía nesta época, cerca de 4.777 escravizados provenientes de várias nações da africanas como Costa da Mina, além de Angola, Nagô, Cabo Verde, Luda, Cobu, Gentio da Guiné, Benguela, Congo, Monjolo e Manseogena entre outras nações que se faziam presentes.

#### Capela de Luziânia
Em meados de 1746 surge a Capela de Santa Luzia no julgado de Luziânia, subordinada a Paróquia do Rosário. Por Alvará de 21 de dezembro de 1756, a Capela de Santa Luzia foi erigida em Paróquia. Do território inicial da Paróquia de Luziânia, foram criadas as atuais Diocese de Luziânia, Diocese de Formosa e Arquidiocese de Brasília.

#### Capela da Penha de Jaraguá

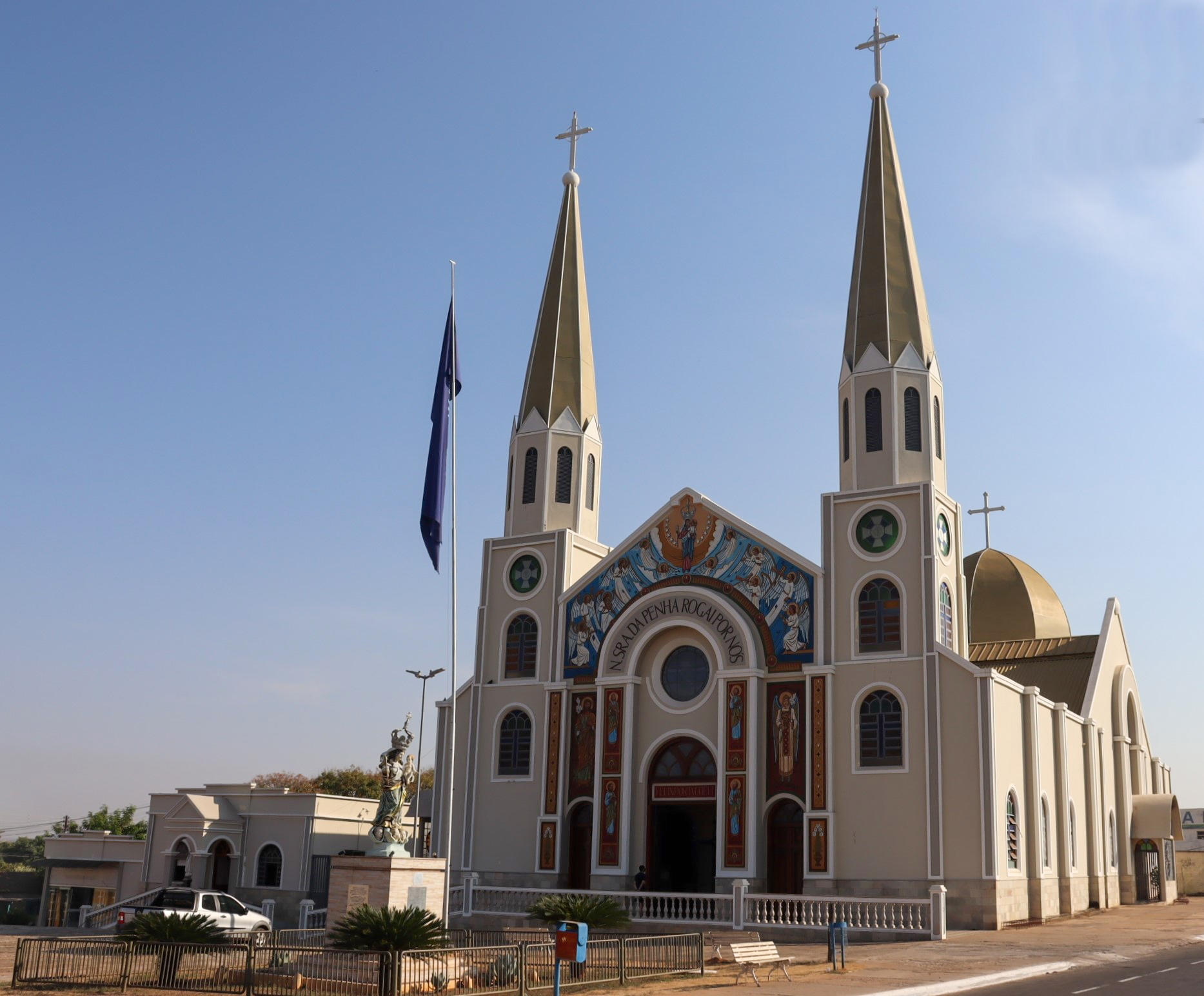
Atual Igreja Matriz da Penha de Jaraguá, a terceira construída no local. A primeira iniciou-se em 1748 sob território da Paróquia do Rosário

No Arraial Córrego do Jaraguá, que hoje corresponde à cidade de Jaraguá, testemunhamos o surgimento de uma comunidade impulsionada pelo ciclo do ouro no ano de 1748 , quando a imponente Igreja São José e Nossa Senhora da Penha foi finalizada. Esta igreja, que inicialmente era uma capela filial da Paróquia do Rosário, marcava o início do desenvolvimento religioso da região. Com o contínuo crescimento da população local, em 1776, outra notável construção religiosa emergiu na forma da Igreja de Nossa Senhora do Rosário e São Benedito. Esta segunda igreja testemunhou a devoção e a fé florescerem na comunidade. Em 1828, um marco adicional foi estabelecido com o início da construção da terceira igreja, dedicada a Nossa Senhora da Conceição, consolidando ainda mais a presença religiosa na região.
À semelhança do que ocorreu em Corumbá de Goiás, os costumes e tradições celebrados na Paróquia do Rosário encontraram eco e ressonância na Igreja da Penha de Jaraguá. Esta última foi posteriormente elevada à categoria de Paróquia em 1833, a partir da qual se desdobraram diversas Paróquias em cidades circunvizinhas, como Petrolina, Uruana, Goianésia, Rialma, Itaguaru, Santa Isabel e São Francisco de Goiás,. Essa disseminação religiosa e a fundação de novas Paróquias, por sua vez, originaram outras comunidades, como a Paróquia de Jesúpolis.

#### Capela do Carmo
Em 1750, uma notável iniciativa liderada pelo abastado mineiro Luciano Nunes Teixeira, em colaboração com seu genro, o sargento-mor Antônio Rodrigues Frota, resultou na construção da imponente Igreja Nossa Senhora do Carmo, localizada na parte baixa da cidade, especificamente no Largo do Carmo, às margens da margem direita do Rio das Almas. Este projeto arquitetônico originalmente foi concebido como uma capela particular para a família, que se originou na Freguesia de São Miguel, pertencente ao patriarcado de Lisboa. Luciano Nunes Teixeira e Antônio Rodrigues Frota eram proprietários de vastas riquezas adquiridas através da exploração das minas de ouro, e migraram para Meia Ponte no início do auge das Minas de Nossa Senhora do Rosário.

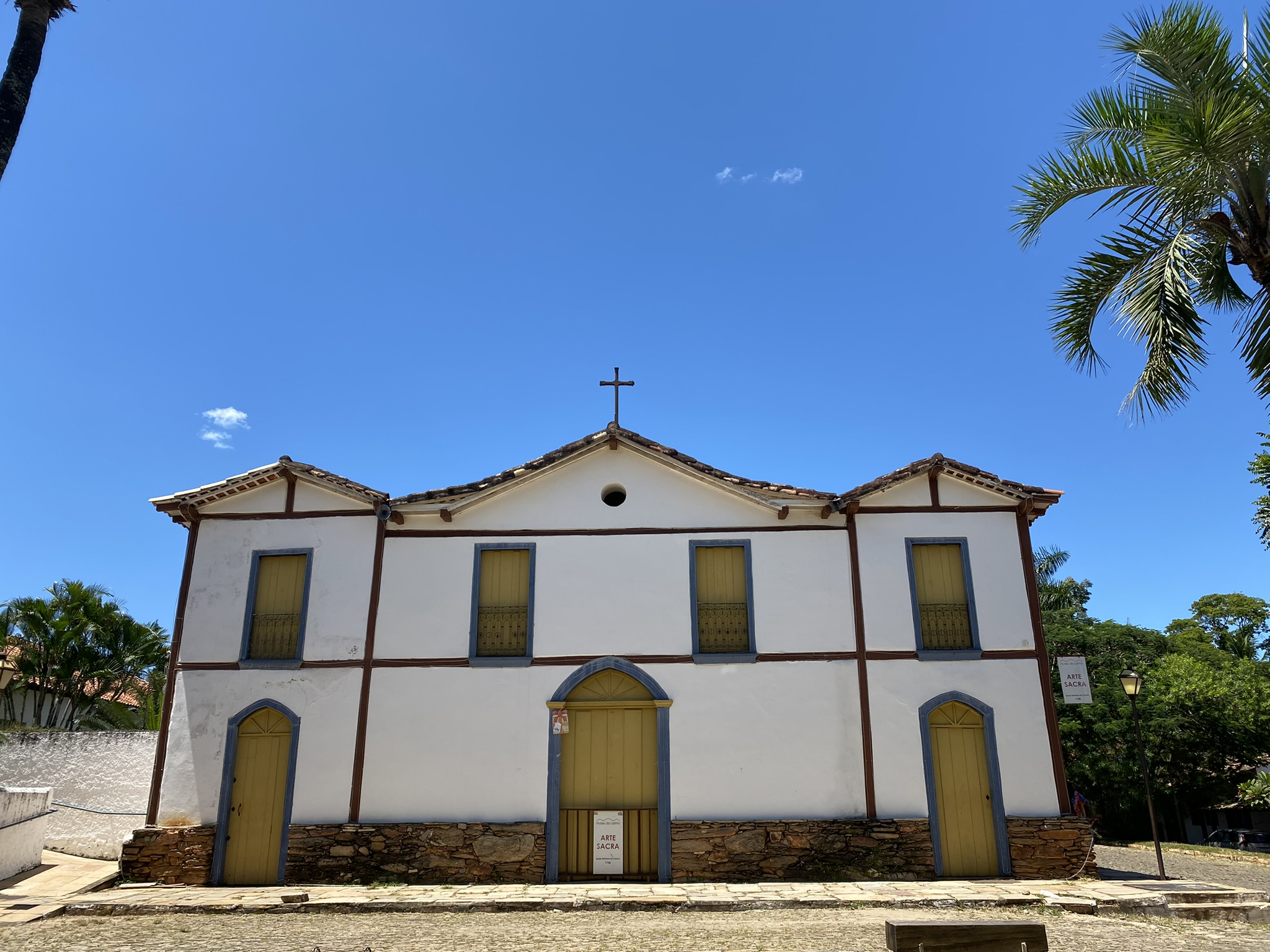
Igreja Nossa Senhora do Carmo, construída em 1750.

Conforme a tradição local, a edificação da Igreja do Carmo deu origem a uma rivalidade entre dois influentes potentados da época, ambos sargentos-mores: Antônio Rodrigues Frota e Antônio José de Campos. Essa disputa teria levado o último a empreender a construção da Igreja Nosso Senhor do Bonfim, a qual, de acordo com a lenda, superou em distribuição espacial e aparência a igreja rival, assemelhando-se à Matriz.
Além de supervisionar a construção da capela, o sargento-mor Frota dedicou-se a adorná-la com três magníficos altares, incluindo dois na nave principal. O altar da esquerda é atualmente consagrado a Santa Teresa de Ávila, imagem proveniente de Portugal, enquanto o da direita homenageia Nossa Senhora do Rosário dos Pretos, a padroeira da Igreja do Rosário dos Pretos. O altar-mor abriga a imagem da padroeira da igreja, também trazida de Portugal.
Nos arredores da igreja, o sargento-mor Antônio Rodrigues Frota também construiu sua residência, conhecida como o "Sobradão do Frota", que se localizava nas proximidades da elevação que posteriormente receberia o nome de "Morro do Frota". Esta edificação de notáveis proporções testemunha o compromisso de Frota com o desenvolvimento da região. A capela, em sintonia com a arquitetura colonial da época, foi construída empregando uma técnica mista que incluía taipa de pilão, cantaria de pedra e adobe, e foi equipada com tudo o que era necessário para a realização do culto divino.

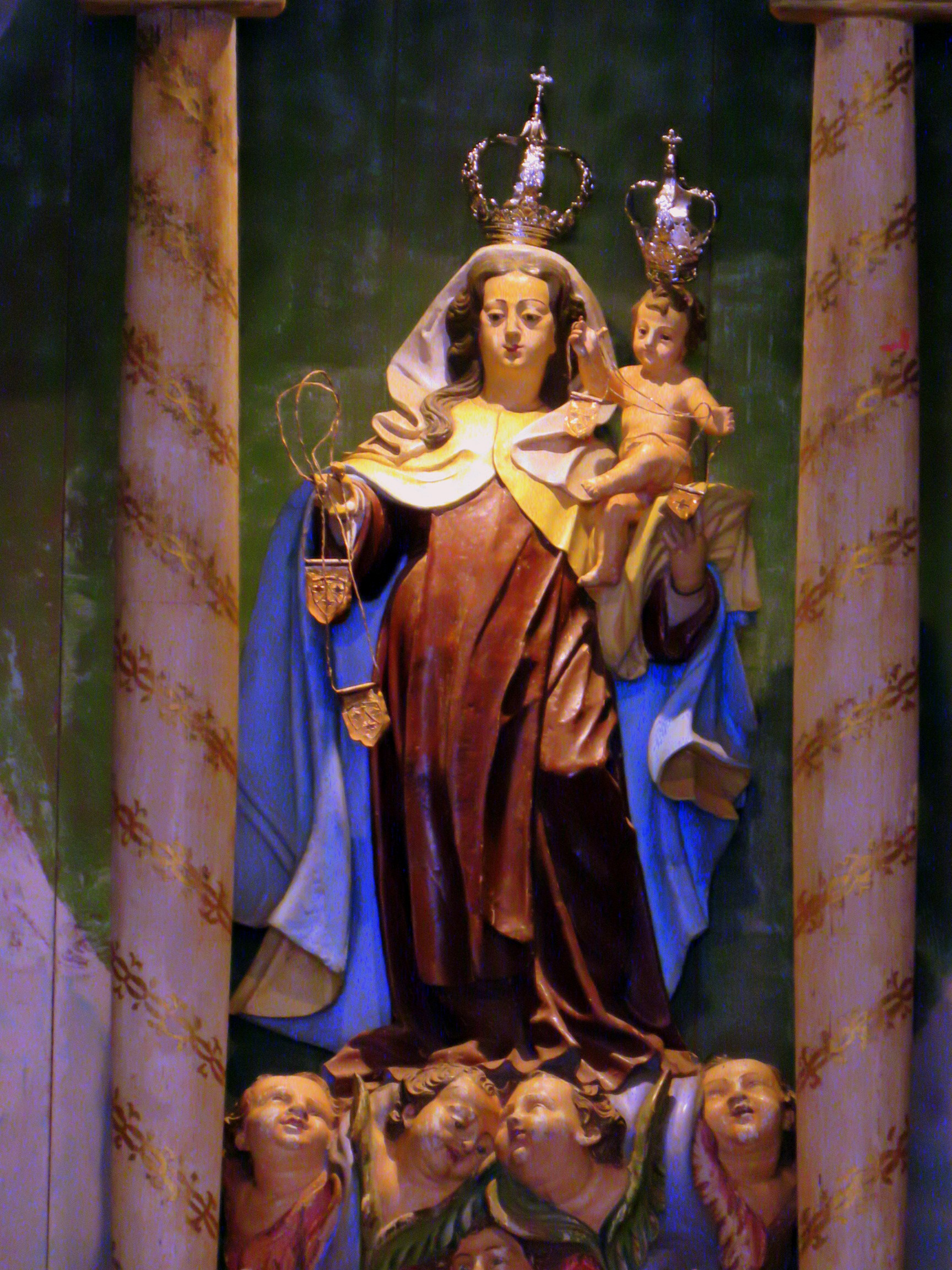
Imagem de Nossa Senhora do Carmo, peça barroca do século XVIII.

Conforme as tradições da época, o Sargento-mor Antônio Rodrigues Frota, falecido em 22 de dezembro de 1774, e seu sogro, Luciano Nunes Teixeira, que veio a óbito em 31 de março de 1763, repousam na mesma sacristia da igreja que eles próprios contribuíram para construir. Placas comemorativas nas instalações registram essas datas significativas. Embora não exista documentação que confirme o falecimento de Antônia Maria de Jesus, a esposa viúva do Sargento-mor, é conjecturável que ela também compartilhe o mesmo local de descanso ao lado de seu pai e esposo. A Ermida abriga os sepulcros de todas as filhas do ilustre casal, nascidas em Meia Ponte e falecidas como solteiras: Damásia, Inês, Maria Quitéria, Inácia, Gertrudes e Luíza. Adicionalmente, há o sepulcro de Benedita, cujo registro de óbito não foi possível obter, igualmente solteira.
Na própria Ermida, repousa o Guarda-mor Antônio Nunes Teixeira, que faleceu em 10 de agosto de 1777. É notável que ele tenha sido o único filho do Capitão Luciano Nunes Teixeira a acompanhá-lo em sua jornada para Meia Ponte. Em contraste, nenhum dos filhos homens do Sargento-mor Rodrigues Frota viveu ou veio a falecer nessa localidade. Pelo menos dois deles optaram por retornar a Portugal, onde continuaram seus estudos e obtiveram graus acadêmicos em Coimbra. Pouco se sabe sobre outros três filhos, exceto pelos registros de batismo que subsistem. Curiosamente, nos dias atuais, não há sequer um único descendente dessa proeminente família mencionado nos registros históricos e tradições locais de Pirenópolis. De acordo com as práticas costumeiras da época, os escravos que serviram a essa família foram sepultados nas proximidades da Ermida e também no adro da mesma.
Após o falecimento dos generosos benfeitores, que encontraram seu último descanso na sacristia da própria igreja que ajudaram a erigir, e diante da ausência de herdeiros após a morte dos filhos, a igreja foi incorporada ao patrimônio paroquial no século XIX. A Igreja Nossa Senhora do Carmo ostenta uma exuberante talha barroca e rococó, que enriquece suas paredes e altares. Ela também abriga retábulos, sinos e outras preciosidades provenientes da demolição de outros templos católicos da cidade, os quais hoje compõem o acervo do Museu de Arte Sacra da Igreja do Carmo.
Sobre a Igreja do Carmo, Eduardo Etzel escreveu em sua obra, O Barroco no Brasil:
O edifício apresenta um bloco central seguindo o esquema tradicional, com uma porta em arco no térreo e duas aberturas retangulares com grades acima, sob um frontão triangular. Surpreendentemente, os dois blocos laterais não constituem os típicos campanários, sendo repetições em menor escala do bloco central, mas com apenas uma abertura superior. O esquema arquitetônico do edifício é evidenciado por divisões demarcadas entre as áreas de reboco liso, e cada bloco possui uma cobertura de telhado em duas águas.
A nave é única, com paredes desprovidas de adornos, e o piso é de madeira em níveis. Sobre a entrada, há um coro de madeira acessível a partir da nave por uma porta a oeste, enquanto na parede lateral da nave destaca-se um púlpito destinado aos pregadores. Após o arco-cruzeiro, encontra-se a capela-mor, que possui piso de madeira e forro com características semelhantes aos da nave, incluindo duas janelas altas. Ao fundo da capela-mor, atrás do atual altar, destaca-se um retábulo barroco com detalhes rococós, datado da metade do século XVIII.
No centro do retábulo, encontra-se um nicho central emoldurado por um dossel arrematado por frontão e volutas laterais, dedicado à imagem da padroeira. Esta está entronizada sobre um pedestal composto por quatro lanços superpostos com forma arretada. O altar possui peanhas laterais para estatuária, cada uma entre um par de colunas apoiadas sobre mísulas trabalhadas.

#### Capela do Bonfim
Também no ano de 1750, em uma localização urbana estrategicamente escolhida, situada em uma parte elevada da cidade, o Largo do Bonfim, testemunhou a construção da Igreja Nosso Senhor do Bonfim. Esta grandiosa iniciativa foi concebida pelo sargento-mor Antônio José de Campos, que, valendo-se da força de trabalho escrava e utilizando materiais como adobe e taipa de pilão, empreendeu a edificação. O árduo labor se estendeu ao longo dos anos de 1750 a 1754, culminando na criação de uma joia arquitetônica.
Segundo a lenda local, a inspiração para erguer essa magnífica igreja teve origem na rivalidade entre as personalidades influentes da época. A construção da Igreja do Carmo havia provocado um desafio à vaidade do sargento-mor Antônio José de Campos, instigando-o a empreender a construção desta notável igreja, onde ele próprio encontraria seu repouso eterno após falecer em 1795. O estilo colonial da igreja, embora semelhante à Matriz em diversos aspectos, se destacava pela presença de duas portas laterais, ausentes na igreja principal. Em diversas ocasiões, a Igreja de Nosso Senhor do Bonfim serviu como substituta da Matriz, especialmente quando esta última estava em processo de reparo.
Segundo Eduardo Etzel em O Barroco no Brasil:

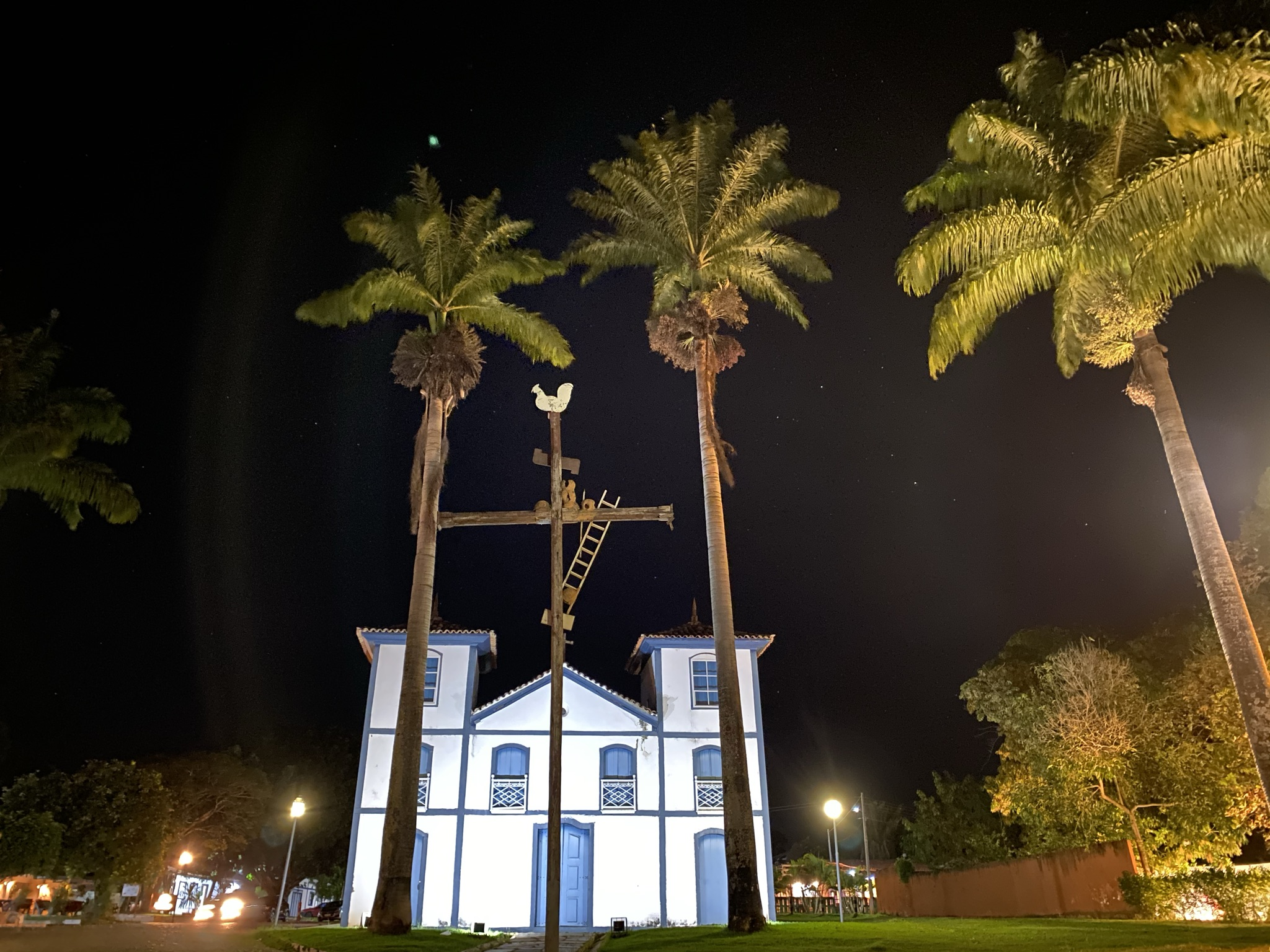
Igreja Nosso Senhor do Bonfim, construída em 1750.

A estrutura da igreja é caracterizada por um paralelepípedo de formato retangular, acompanhado por duas torres sineiras. Apesar de suas dimensões compactas e das portas integradas nas torres, a fachada segue um padrão semelhante ao observado na Igreja Matriz do Rosário. A planta, comparável àquelas adotadas por outras igrejas do mesmo período na cidade, compreende uma nave, a capela-mor, um coro e dois corredores laterais, sendo um deles destinado à função de sacristia. Além do altar-mor, duas estruturas retabulares adicionais estão posicionadas junto ao arco cruzeiro.
A técnica construtiva adotada envolve a utilização de alvenaria de terra, com o emprego de taipa de pilão e adobe, aliada a uma estrutura de madeira conhecida como gaiola. A cobertura é composta por uma estrutura de madeira, revestida por telhas coloniais, nas variedades capa e bica. No corpo principal, os telhados apresentam um desenho de duas águas, enquanto os corredores laterais possuem uma única água, e as torres sineiras ostentam telhados de quatro águas. Quanto aos pisos, eles são revestidos de mezanelo cerâmico, preservando sepulturas antigas de moradores nas áreas da capela-mor e nave. As aberturas são guarnecidas com esquadrias em madeira almofadada na porta principal. Nas torres e nas fachadas laterais, essas aberturas são confeccionadas em madeira e vidro no nível superior. Na fachada frontal, as aberturas contam com esquadrias de madeira com encaixe em arreia e um balcão recortado. As escadas de acesso ao coro, torre sineira e púlpito, assim como os balaústres do guarda-corpo, são todos elaborados em madeira. Tanto a fachada frontal quanto a posterior possuem um óculo circular.

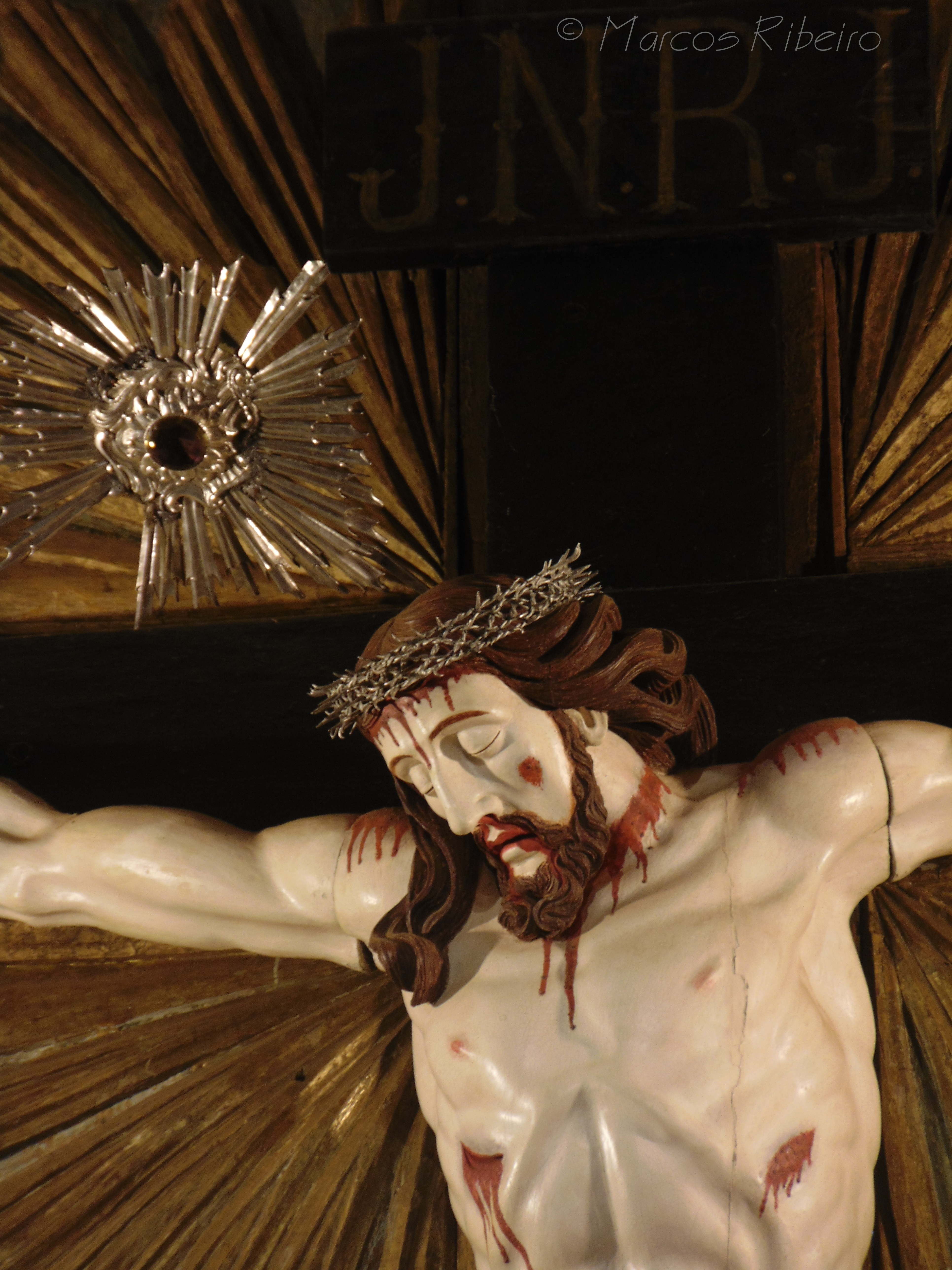
Imagem do Senhor do Bonfim, peça barroca do século XVIII.

No que tange ao aspecto artístico, a ornamentação se destaca por seu estilo sóbrio. Tanto no altar-mor quanto na capela, observa-se um toque de requinte na talha, acompanhado por uma quantidade discreta de douração. Uma característica notável do nicho principal do altar-mor é a presença de uma peculiaridade: ao serem abertas, as folhas da porta revelam uma pintura representando o Cristo crucificado, com a paisagem de Jerusalém ao fundo. Os retábulos são adornados com pinturas de colunas que exibem capitéis ornamentados, enquanto o púlpito é elaborado em talha de madeira.
Além de supervisionar a construção da capela, o sargento-mor também a enriqueceu com três impressionantes altares, dois deles situados na nave. O altar da esquerda foi dedicado a Santa Luzia, enquanto o da direita honrava Santa Bárbara. Já o altar-mor, ostentava uma imagem do padroeiro da igreja, trazida especialmente de Salvador, a capital da Bahia. Essa imagem do Senhor do Bonfim era transportada de forma singular, pendurada por alças em uma vara robusta e longa, que se estendia por cerca de 8 metros. As extremidades dessa vara eram apoiadas sobre os ombros dos escravizados que a transportavam. O trajeto dessa valiosa carga, que consistia em 260 escravizados, foi uma jornada longa e árdua que se estendeu por meses. Esses indivíduos haviam sido adquiridos no mercado de escravos de Salvador, sendo originários da Costa da Mina, situada no golfo da Guiné. Finalmente, em 1755, a imagem do Senhor do Bonfim foi solenemente entronizada no altar-mor da igreja, que também se destacava pela sua ornamentação em madeira esculpida, característica do estilo rococó. Durante o século XVIII, esta Igreja abrigou a Confraria Nosso Senhor do Bonfim, uma instituição que, com o tempo, foi extinta, mas que desempenhou um papel importante na vida da comunidade durante seu período de atividade.
No adro da Igreja, em 13 de maio de 1868, foi erguida a segunda cruz, ostentando as insígnias das armas de Cristo. A primeira cruz, levantada entre 1750 e 1754, já havia sucumbido ao processo de deterioração. Em 1907, uma terceira cruz foi erguida para substituir a segunda, que também havia apodrecido. No ano 2000, no mesmo local, uma quarta cruz foi erigida, uma vez que a terceira foi derrubada em um acidente envolvendo um caminhão. Este monumento de madeira não é apenas um símbolo, mas uma representação artística dos instrumentos da Paixão, objetos intrinsecamente ligados à morte de Jesus Cristo.
A estrutura pirenopolina exibe os "instrumentos maiores", que incluem a cruz, simbolizando a Vera Cruz; a Coroa de Espinhos; o chicote (ou chicotes) utilizado(s) para desferir as 39 chicotadas; a Santa Esponja, espetada numa vara, que foi usada para oferecer bile e vinagre a Jesus; a Santa Lança, com a qual um soldado romano infligiu o golpe de misericórdia (a última das Cinco Chagas) em Jesus; e os pregos ou cravos utilizados nas mãos e nos pés de Jesus. Além disso, no monumento são visíveis os "instrumentos menores", tais como o Titulus Crucis, a placa que foi pregada na cruz, possivelmente inscrita com as letras "INRI" (em latim: Iesus Nazarenus Rex Iudaeorum); o galo que cantou após a terceira terceira negação de Pedro; a escada utilizada durante a Deposição da Cruz; o martelo utilizado para pregar Jesus na cruz; o alicate utilizado para remover os pregos depois; a mão que esbofeteou Jesus; e as correntes e cordas que o prenderam durante sua noite aprisionado. Cada elemento desse monumento carrega consigo profundo simbolismo, recordando os eventos cruciais associados à Paixão de Cristo.

#### Capela do Rio do Peixe

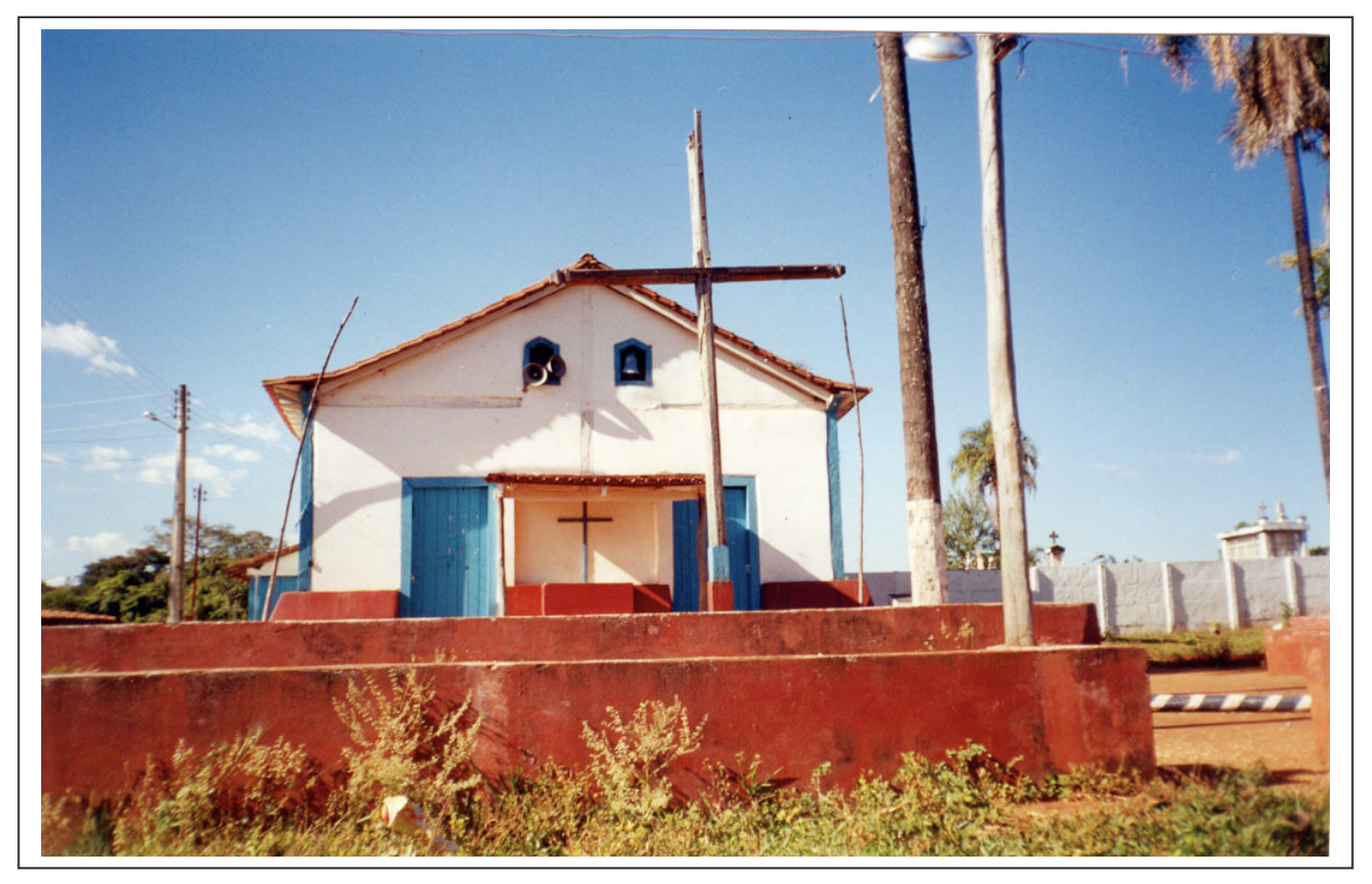
Atual Capela da Senhora Sant'Ana, a terceira construída na região. A primeira já se encontrava em uso em 1753.

A notoriedade das ricas jazidas de ouro às margens do majestoso Rio do Peixe atraiu uma multidão de aventureiros para a região da pitoresca Capela do Rio do Peixe, situada a uma distância de 37 quilômetros da cidade. Impulsionados pela promessa de riqueza, esses desbravadores ergueram a imponente Capela da Senhora Sant'Ana. Além de ser a padroeira, Sant'Ana era considerada a "proprietária" deste lugar, um testemunho vívido da presença do catolicismo em meio a uma paisagem onde as habitações, na sua maioria, eram modestos ranchos de pau-a-pique e adobe, cobertos por folhas de buriti e com pisos de chão batido, construções térreas de apenas um ou dois cômodos.
A atual capela, a terceira edificação erguida no local, encontra-se majestosamente posicionada no topo de um largo natural, um gramado elevado, ostentando uma fachada que reflete as características do período colonial. Antigamente caiada de branco, com molduras em azul-turquesa, seu estilo inicialmente não a distinguia das muitas outras capelas que pontilhavam os recônditos que abrigaram comunidades durante o período colonial brasileiro. No entanto, ela carrega consigo traços distintivos daquela era, como o cemitério local anexo, que se tornou um local de grande devoção durante as festividades celebradas em julho.
Originalmente subordinada à Paróquia do Rosário e, mais tarde, na década de 1980, sob a jurisdição da Paróquia de Goianésia, Diocese de Uruaçu a capela passou por transformações internas ao longo dos anos. O piso de assoalho original de madeira foi substituído por uma superfície de alvenaria e cerâmica, enquanto o interior do templo foi revestido com placas de gesso, introduzindo elementos que antes eram inexistentes. Além disso, à esquerda do templo, foram anexados dois cômodos, destinados à sacristia e acomodação dos padres durante os festivos períodos de celebração.

#### Capela da Boa Morte

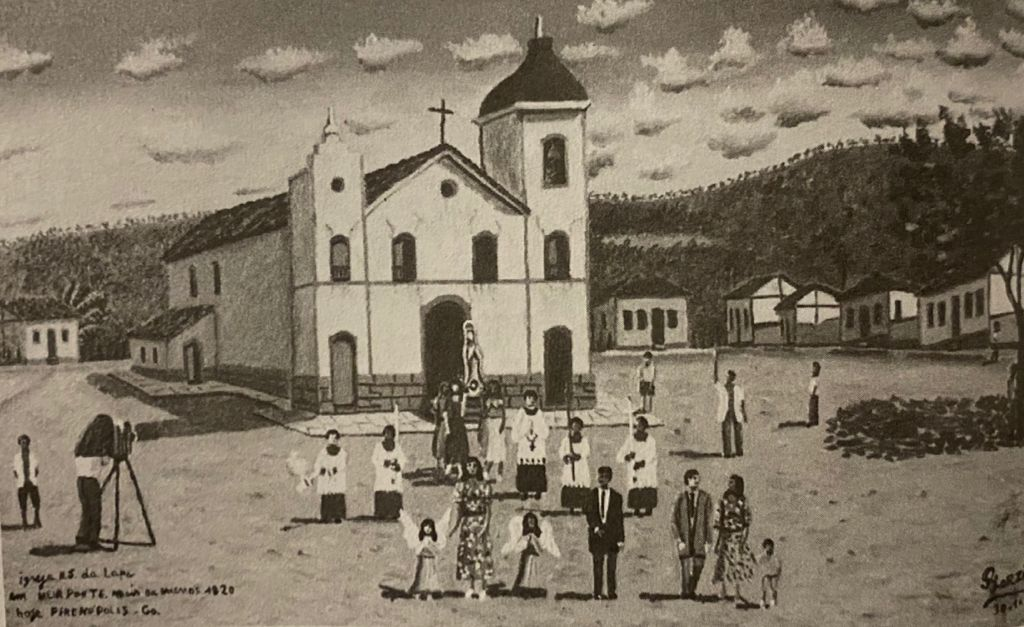
Esboço de Pérsio Forzani de como seria a Igreja Nossa Senhora da Lapa.

No ano de 1760, no coração da atual praça do Alto da Lapa, onde hoje se erguem um observatório astronômico e parte da Escola Estadual Santo Agostinho, surgiu a majestosa Igreja Nossa Senhora da Lapa, um projeto ambicioso da Irmandade de Nossa Senhora da Lapa, recém-fundada naquele mesmo ano. Esta irmandade era composta por indivíduos de ascendência africana, entre negros livres e pessoas pardas, que uniram esforços para erguer esta magnífica construção.
A igreja, de proporções imponentes, rivalizava em tamanho apenas com a Matriz da região. Estrategicamente localizada e com vistas deslumbrantes, a Igreja de Nossa Senhora da Boa Morte da Lapa foi erguida com grande entusiasmo. Inicialmente, a capela-mor foi concluída, e as paredes da espaçosa nave central foram erguidas, embora a obra ainda estivesse incompleta. Mesmo nesse estágio, o templo foi aberto para culto religioso, graças ao empenho da Irmandade da Lapa, que providenciou paramentos, sinos e alfaias de prata para enriquecer o culto.
As imagens barrocas de Nossa Senhora da Lapa, Nossa Senhora da Boa Morte e Santo Antônio, retratado como Menino Jesus, foram trazidas de Portugal e adornaram a igreja, adicionando um toque de esplendor à sua decoração. É possível que tenham existido outras imagens na igreja, embora sua existência tenha sido perdida ao longo do tempo, restando apenas fragmentos de registros sobre elas.

#### Música Sacra
Em 1757, como registram os Livros de Atas da Irmandade do Santíssimo, um marco significativo na história musical de Goiás se desenhou. Foi nesse ano que a Irmandade do Santíssimo empreendeu a construção do coro na Igreja Matriz, inaugurando assim uma era de música sacra na cidade. Através do generoso patrocínio das Irmandades, com destaque para a Irmandade do Santíssimo, várias Orquestras Sacras foram estabelecidas, dedicando-se à execução de música barroca em latim. Não se limitando apenas à promoção das apresentações, as Irmandades também fomentavam a produção e composição musical local, destacando-se nesse contexto o talentoso pirenopolino Antônio da Costa Nascimento.
Entre todas as iniciativas do passado, apenas uma orquestra conseguiu perdurar através dos séculos, continuando suas atividades até os dias de hoje: o Coro e Orquestra Nossa Senhora do Rosário, cuja fundação remonta a 1893, em colaboração com a Banda Phoenix. Este grupo notável ainda mantém viva a tradição do latim e das músicas barrocas, especialmente durante as celebrações mais tradicionais da cidade.

#### Capela Santa Bárbara

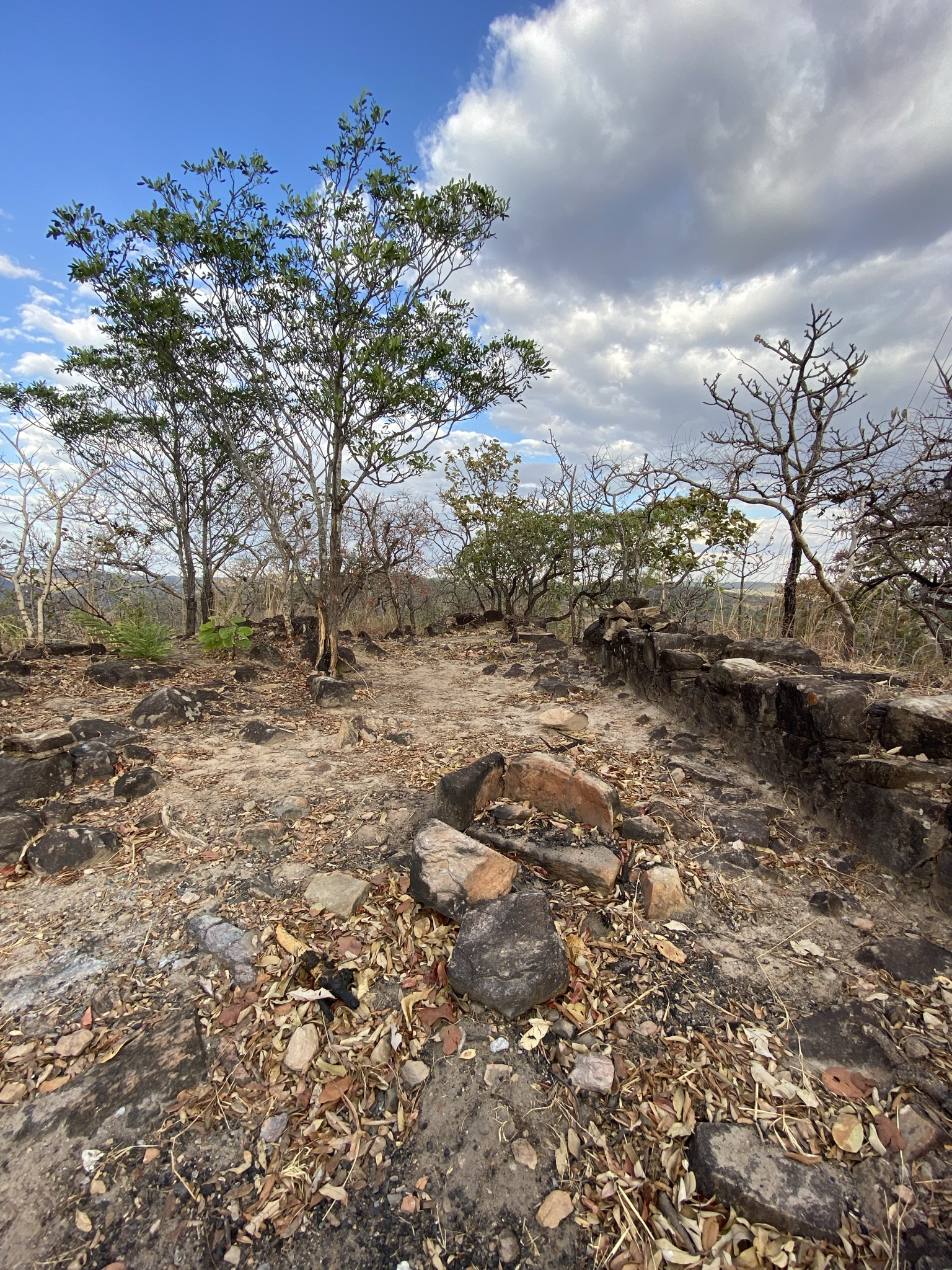
Ruínas da Capela Santa Bárbara, no alto do Morro Santa Bárbara

Nos últimos anos do século XVIII, o Capitão Jerônimo Barbosa dos Santos, figura de grande riqueza e influência, empreendeu um ambicioso projeto que deixaria um legado notável. Nascido em Braga, no Minho, Portugal, ele compartilhou com outros magnatas da época a visão de erguer a Capela Santa Bárbara no topo do desafiador Morro Santa Bárbara, localizado nas proximidades do antigo arraial de Meia Ponte, ao sul. A construção da capela representava uma tarefa colossal, tornada possível graças à vasta força de trabalho escrava de Jerônimo.
O Morro Santa Bárbara, com sua topografia abrupta e acesso difícil, apresentava um desafio significativo. O Capitão mobilizou sua escravaria com dedicação implacável. Centenas de metros cúbicos de pedra foram extraídos no cume do morro, quebrados à base de marretas, enquanto os matações naturais da região eram esculpidos. A argamassa que unia as pedras marroadas era composta por uma mistura de areia, saibro e bosta de vaca. Mas, como garantir o suprimento de água, essencial para os trabalhadores e para consumo? Milhares de litros de água foram transportados até o topo do morro, empreendido tanto pelos escravos quanto, possivelmente, por jumentos e burros.
Assim, ao longo dos anos finais do século XVIII, a Ermida gradualmente tomou forma. Em 1801, as paredes da capela, construídas inteiramente de pedra, já atingiam uma altura considerável, aproximadamente quatro metros. A Ermida, embora modesta em tamanho, mantinha uma largura de cerca de oito metros e um comprimento de aproximadamente quinze metros, com paredes de espessura de cerca de cinquenta centímetros. No entanto, um evento trágico interrompeu o curso dos acontecimentos. Em 21 de agosto de 1801, o Capitão Jerônimo Barbosa dos Santos faleceu em Meia Ponte. As obras da Ermida, temporariamente paralisadas devido a essa dolorosa perda, acabaram caindo em total abandono, pois seus filhos perderam o interesse em concluir o projeto. Infelizmente, a Capela de Santa Bárbara jamais seria terminada.
Ao longo do século seguinte, uma lenda ganhou força em Meia Ponte, sugerindo a existência de ouro enterrado pelos escravos sob a Ermida. Ao longo dos anos, especialmente à noite sob a luz de luas cheias ou com candeeiros acesos, muitas pessoas se envolveram em escavações exaustivas. Enormes buracos, quase verdadeiras crateras, surgiram em toda a nave da capela, e as paredes começaram a ser desmanteladas, pedra por pedra. No entanto, esse esforço, conforme o folclore local, revelou-se infrutífero e inútil. Hoje, restam apenas fragmentos das paredes, com menos de um metro de altura, menos da metade da estrutura original. Felizmente, os caçadores de tesouros desanimaram ao longo do tempo. Caso contrário, não teria sobrado uma única pedra sobre pedra

### Século XIX: Decadência do ouro, agricultura e estagnação da província de Goiás
A exploração do ouro foi a principal atividade econômica de Meia Ponte no século XVIII, e essa abundância de recursos minerais trouxe prosperidade temporária à região. No entanto, o ciclo do ouro em Goiás estava fadado a acabar devido ao esgotamento das jazidas auríferas e o empobrecimento da província de Goiás, e o isolamento geográfico, que enfrentava desafios logísticos para o transporte de mercadorias, o que tornava a importação de alimentos e itens essenciais a sobrevivência do povo cara. Isso levou a uma transição gradual para a agricultura e outras atividades econômicas.

#### Orquestras
Nesse contexto, a cidade se empenhava cada vez mais em fortalecer os laços comerciais com os grandes centros urbanos, especialmente com a então capital, o Rio de Janeiro. O Padre José Joaquim Pereira da Veiga, que na época ocupava o posto de vigário da vara, desempenhou um papel fundamental nessa empreitada. Ele não apenas importava obras musicais da capital, mas também, em 1801, possibilitou a criação de um quarteto de cordas e um pequeno conjunto vocal que perdurou até 1840.
Durante esse período, esses músicos talentosos interpretavam composições de renomados mestres como Bach, Haendel, Pleyel, Rossini e Bellini, além de se dedicarem às peças de compositores brasileiros, como Joaquim de Paula Souza, e até mesmo de seus conterrâneos mineiros. Não podemos esquecer dos compositores goianos, como Basílio Martins Braga Serradourada e o Cônego José Iria Serradourada, que contribuíram para enriquecer o repertório musical local.
Esse engajamento fervoroso na música erudita de diversos gêneros e origens fez com que a música da Província goiana se destacasse de maneira notável em relação à cena musical brasileira da época. Essa diversidade e riqueza de influências contribuíram significativamente para a cultura musical da região, conferindo-lhe um lugar de destaque na história da música no Brasil, graças ao mecenato das irmandades e confrarias, sobretudo a do santíssimo.

#### Irmandade de São Benedito

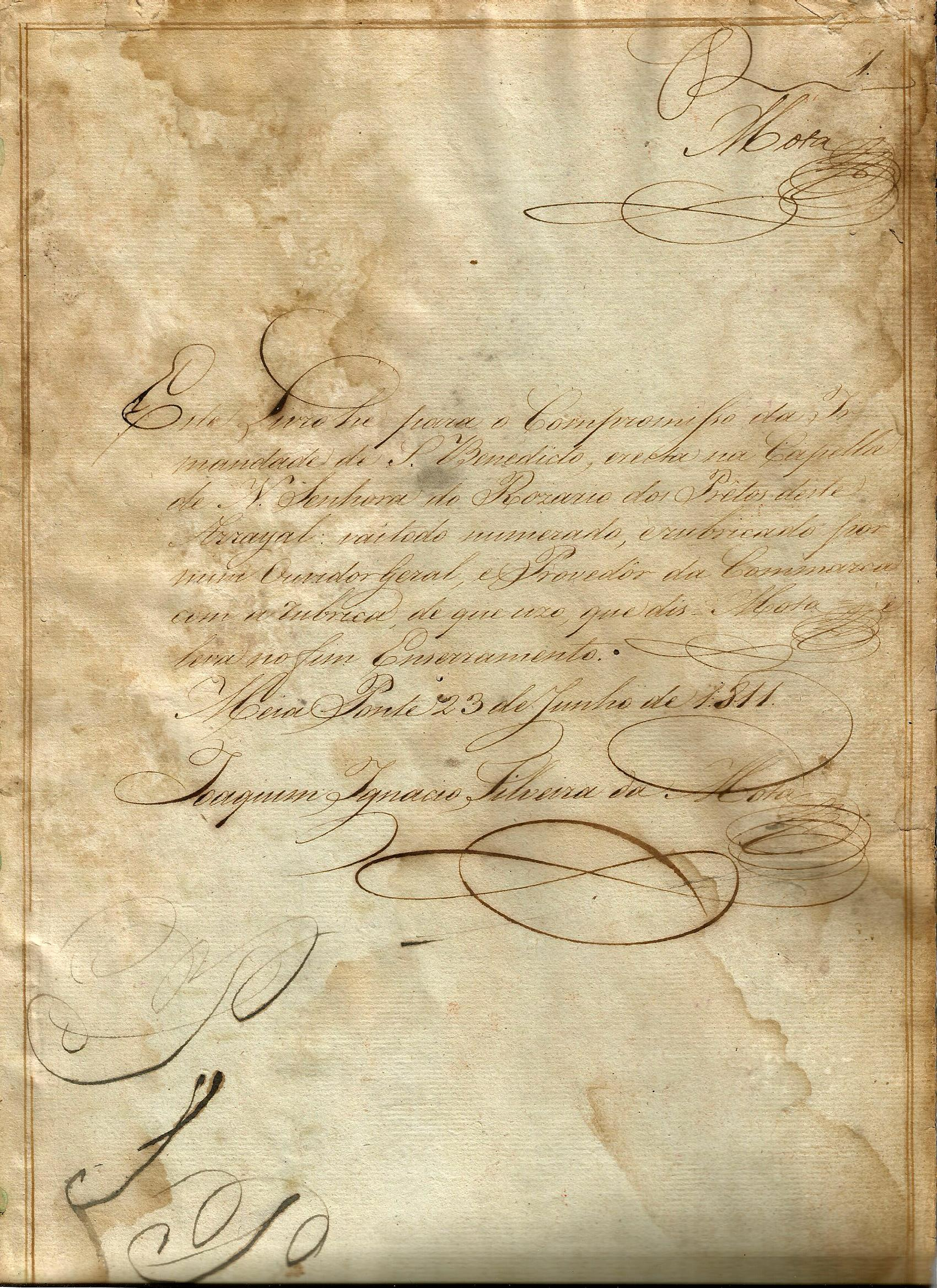
Termo de abertura do Livro de Compromisso da Irmandade de São Beneditode 1811

Mesmo tendo suas raízes no século XVIII, somente em 1803, encontramos o primeiro registro do estatuto da Irmandade do Glorioso Padre São Benedito, simplesmente Irmandade de São Benedito como era mais conhecida, nos arquivos do Arquivo Histórico Ultramarino. No entanto, é provável que esse estatuto não tenha sido aprovado, pois em 21 de julho de 1807, os Irmãos enviaram um requerimento a Dom João VI solicitando a confirmação do estatuto e a aprovação da Irmandade. Essa aprovação só veio a ocorrer em 1811, quando um novo estatuto foi aprovado, conforme consta nos registros da Paróquia.
Assim como a Irmandade do Rosário dos Pretos, a Irmandade de São Benedito, que estava localizada na Igreja do Rosário dos Pretos e reunia uma grande parte da população negra de Pirenópolis, tinha uma política de inclusão notável. De acordo com seu estatuto, a Irmandade admitia como irmãos pessoas de todas as origens étnicas (brancos, pretos, escravos e forros), estados civis (casados e solteiros), gêneros (mulheres e homens) a partir dos doze anos de idade. A Irmandade era organizada em uma mesa administrativa composta por dois Juízes, um do Cordão e outro das Flores, além de duas Juízas, todos eles crioulos. Também faziam parte da mesa doze Irmãos e doze Irmãs, sendo estes de diversas origens étnicas.
Além dessas posições, a Irmandade contava com um Mordomo responsável pelo mastro e uma Mordoma para a bandeira. Também havia um Tesoureiro, um Escrivão, um Procurador, um Zelador e um Andador, todos eleitos anualmente em reunião que se realizava no consistório no domingo, 15 dias antes dos festejos da Irmandade, sempre realizado à 03 de abril, incorporados a Festa do Divino com o nome de Juizado de São Benedito. O Capelão, por sua vez, era escolhido pela mesa diretora e desempenhava diversas funções, incluindo a celebração da Missa nas quartas-feiras quando os Irmãos se reuniam, a recitação da Ladainha a Nossa Senhora em homenagem aos Irmãos vivos, defuntos e benfeitores, a celebração das Missas em memória dos Irmãos falecidos, atendimento às confissões, acompanhamento dos enterros dos Irmãos defuntos vestido com o sobrepeliz e a participação na celebração das Missas cantadas, onde ele proferia o Evangelho. Todas as despesas relacionadas a essas atividades eram custeadas pela própria Irmandade.

#### Veiga Valle
Em 27 de setembro de 1806, José Joaquim da Veiga Valle recebeu o batismo de seu tio, o Padre José Joaquim Pereira da Veiga. Descendente das proeminentes famílias Pereira da VEIGA e Pereira VALLE, ele foi o quarto de sete filhos, sendo batizado com o sobrenome composto VEIGA VALLE, compartilhado apenas com seu irmão Hilário, enquanto os demais oscilaram entre Veiga e Valle. Com a trágica morte de Hilário em um incêndio em Lavrinhas, José Joaquim tornou-se o único portador do sobrenome conjunto.

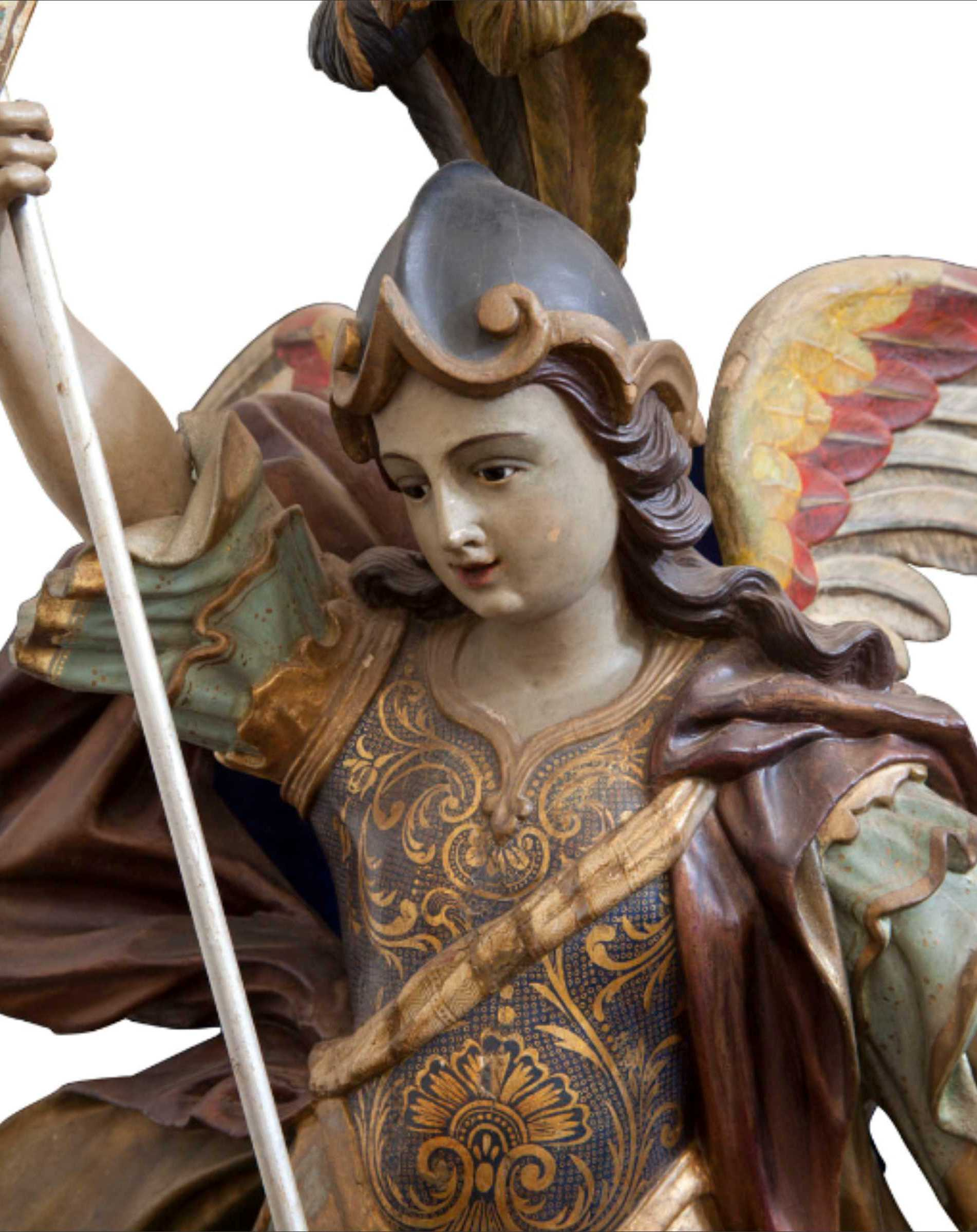
São Miguel Arcanjo, escultura de Veiga Valle em cedro, policromada e dourada, no Museu de Arte Sacra da Boa Morte, em Goiás

Membro das Irmandades do Santíssimo Sacramento e do Senhor Bom Jesus dos Passos da cidade de Goiás, Veiga Valle iniciou sua trajetória na Irmandade do Santíssimo Sacramento de Meia Ponte. Participou ativamente na arrecadação de doações para a restauração da Igreja Matriz do Rosário em 1832, desempenhando ainda papéis importantes nos anos de 1833, 1837 e 1840. Sua incursão na política teve início em Meia Ponte, mas a influência de sua família e seu pai, figura política influente, acelerou sua ascensão. Ele foi eleito vereador na Câmara Municipal em 1836, assumindo o cargo em 1837. Antes de concluir seu mandato, integrou a lista tríplice para Juiz Municipal, sendo escolhido para o triênio de 1839-1842 pelo presidente da província, Padre Luiz Gonzaga de Camargo Fleury.
A conexão com a elite meiapontense, somada à influência política familiar, abriu portas para Veiga Valle, facilitando seu casamento em maio de 1841, aos 34 anos, com Joaquina Porfíria Jardim filha do presidente de província, José Rodrigues Jardim. Essa união marcou sua mudança para a Cidade de Goiás, então capital da província, onde viveu até seu falecimento em 1874, fazendo parte da elite vilaboense.
Contudo, é como artista que Veiga Valle é reconhecido atualmente. Sua influente origem em Meia Ponte proporcionou-lhe acesso a ambientes luxuosos, onde observou oratórios, imagens sacras, pratarias e livros, além das próprias igrejas da cidade, influenciando sua formação artística. Ao analisar sua obra, percebe-se a habilidade de um artista erudito, com conhecimento anatômico, proporção e articulação exemplares. Seu trabalho destaca-se pelo panejamento que se ajusta ao corpo e pela técnica de colocar olhos de vidro e esgrafiado.
A produção artística de Veiga Valle, dedicada à arte sacra, espalhou-se por igrejas e oratórios em toda a Província de Goiás e Mato Grosso, com encomendas concentradas principalmente em Meia Ponte e na Cidade de Goiás. Suas peças abrangem uma variedade de santos, com ênfase nas madonas, como Nossa Senhora da Abadia, da Conceição, da Guia, do Bom Parto, do Rosário, da Penha, das Mercês, entre outras. Além das madonas, produziu imagens de São Sebastião, Cristo em Agonia, Sant'Ana, Santa Bárbara, São Miguel Arcanjo, São José de Botas, São Joaquim, Meninos-Deus, entre outros, com destaque a imagem do Divino Pai Eterno esculpida na cidade em meados de 1840, e levada para a Igreja Matriz de Trindade, em Trindade, e posteriormente para o Santuário Basílica do Divino Pai Eterno.
A maioria das obras de Veiga Valle foi esculpida em cedro, passando por meticulosos processos de lixamento, aplicação de gesso, polimento e douração. Destaca-se a técnica de esgrafiado, evidenciada pelos medalhões ovais, ramagens, buquês de flores, conchas, folhas de acanto, pérolas, palmas e plumagens, elementos típicos do barroco. Atualmente, sua obra é consolidada como a principal contribuição artística do século XIX em Goiás e serviu como referência para outros artistas posteriores nascidos em Pirenópolis, dentre eles Padre Francisco Ignácio da Luz (1821-
1878), e Antônio José de Sá (1879-1905).

#### Extensão Paroquial
Em 1819, durante sua passagem por Meia Ponte (atual Pirenópolis), Auguste de Saint-Hilaire, um renomado botânico e naturalista francês, fez observações sobre a paróquia. Ele descreveu que a paróquia de Meia Ponte abrangia uma área de aproximadamente 32 léguas no sentido norte-sul e 20 léguas no sentido leste-oeste. Embora fosse menor em extensão do que a paróquia de Santa Luzia, tinha uma população mais numerosa, com cerca de sete mil habitantes. Além disso, a paróquia incluía duas capelas, a de Corumbá e a de Córrego do Jaraguá.
Saint-Hilaire ficou impressionado com a vista panorâmica que se descortinava da praça onde estava localizada a Igreja Matriz de Meia Ponte. Ele descreveu a praça construída em um terreno inclinado, com os quintais das casas abaixo, adornados com cafezais, laranjeiras e bananeiras de folhas largas. A Igreja do Rosário dos Pretos se destacava um pouco mais adiante, com suas paredes brancas contrastando com o verde escuro da vegetação. À direita, havia casas e quintais, enquanto ao fundo avistava-se a Igreja do Bonfim. À esquerda, podia-se ver a semi-ruína da Ponte do Carmo e um trecho do Rio das Almas serpenteando entre as árvores. Do outro lado do rio, avistava-se a Igreja do Carmo, cercada por uma pequena mata, com grupos de árvores raquíticas ao redor. A cerca de uma légua e meia do arraial, o horizonte ao norte era delimitado por uma cadeia de montanhas pouco elevadas, que faziam parte da extensão dos Montes Pireneus. Uma dessas montanhas tinha um pico arredondado chamado de Frota, que se destacava sobre as colinas vizinhas.
Saint-Hilaire também mencionou a presença de um asilo dos Irmãos da Ordem Terceira de São Francisco em Meia-Ponte, que tinha a responsabilidade de coletar esmolas dos fiéis para a manutenção do Santo Sepulcro. Na época da visita de Saint-Hilaire, o asilo contava apenas com um Irmão, e as doações eram entregues a um tesoureiro leigo local, que por sua vez as enviava ao tesoureiro geral no Rio de Janeiro, também um leigo.
Antes de deixar o arraial em 17 de junho, Saint-Hilaire fez questão de se despedir do vigário e do jovem Padre Luís Gonzaga de Camargo Fleury, que ele já havia conhecido em Corumbá. Durante sua estadia em Meia-Ponte, ambos trocaram gentilezas e realizaram várias visitas, nas quais tiveram conversas significativas. Saint-Hilaire erroneamente inferiu que o Padre Luís Gonzaga era de origem francesa devido ao seu sobrenome, na verdade filho da paróquia, mas também notou que o padre era culto, pois estava familiarizado com autores franceses renomados, lia histórias eclesiásticas e tinha algum conhecimento da língua inglesa. O vigário da época, Padre Joaquim Gonçalves Dias Goulão, também ocupava o cargo de vigário da vara e dividia as responsabilidades pastorais com os capelães de Corumbá e do Córrego de Jaraguá, bem como com Luís Gonzaga, que estava encarregado de Meia Ponte. Cada um dos três padres contribuía com uma parte das receitas para a paróquia, um arranjo que talvez não fosse totalmente legal, mas que era comum nas práticas religiosas da época no Brasil e em Goiás.

#### Festa do Divino

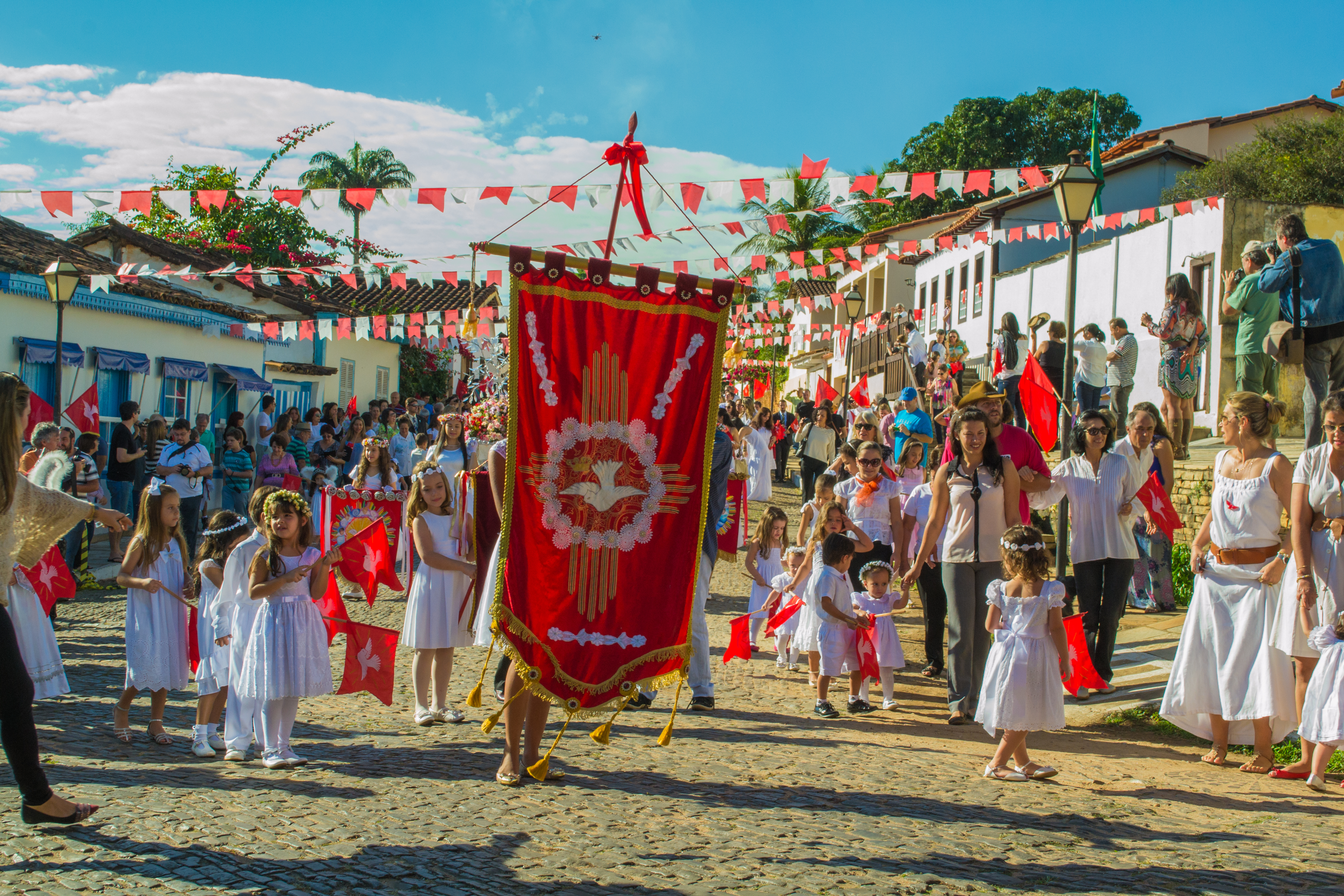
Cortejo dos festejos do Divino em 2014

Com raízes profundas que se estendem desde meados do século XVIII, em 1819, a Festa do Divino passou a incorporar a figura notável do Imperador do Divino, a partir do qual se iniciou a contagem das edições consecutivas. Inicialmente, esse papel era reservado exclusivamente para indivíduos influentes na sociedade, como militares, comendadores, políticos e membros respeitados da Irmandade do Santíssimo. No entanto, ao longo do tempo, a Festa do Divino evoluiu e abriu suas portas para a participação de todos os pirenopolinos. Hoje, a escolha do Imperador do Divino ocorre no domingo de Pentecostes, com um mandato que dura um ano, democratizando o acesso a esse papel tão significativo.
Um marco importante na história da festa ocorreu durante a edição de 1826, quando o Pe. Manoel Amâncio da Luz encomendou a elaboração de uma Coroa do Divino feita de prata de lei. Essa coroa, um tesouro espiritual e cultural, foi generosamente doada por ela à Igreja Matriz por meio da Irmandade do Santíssimo, como registrado em seu inventário. Além das cerimônias religiosas, na qual inclui o novenário e os ritos com o Imperador do Divino, a Festa do Divino também é enriquecida por práticas culturais e folclóricas notáveis. Durante a edição de 1826, a já existente tradição das Cavalhadas foi introduzida e intensificada. Essa representação dramática de batalhas históricas envolve cavaleiros habilidosos vestidos com trajes ricamente ornamentados. Em 2023, a Festa do Divino de Pirenópolis atingiu novos patamares de popularidade, atraindo uma impressionante multidão de 30 mil turistas.

#### Riqueza do Bonfim
Ao visitar meia ponte em 1823, Raimundo José da Cunha Matos registra em relatório sua percepção sobre Meia Ponte, ficando impressionado com as festividades do Bonfim e as missas do Bonfim, semanalmente as sextas-feiras. Essas memórias também foram vivenciadas por Crysilla em sua infância no início do século XX, quando ainda atuava a orquestra da Banda Euterpe, sob a regência de Silvino Odorico Siqueira.

#### Câmara Municipal na Matriz
Diante do crescimento populacional e do avanço intelectual no arraial de Meia-Ponte, onde, desde 1830, o "A Matutina Meiapontense" já desempenhava o papel de primeiro jornal circulante na Província de Goiás, a Sociedade Defensora da Liberdade e Independência Nacional tomou uma decisão significativa. Em uma reunião realizada em 7 de junho de 1832, a sugestão do vice-presidente, padre Luiz Gonzaga de Camargo Fleury - que na época ocpupava cargos políticos e de vigário, levou a Sociedade a encaminhar, por meio do conselho geral da Província, uma representação à assembleia legislativa. O objetivo era pleitear a elevação do arraial de Meia Ponte à categoria de vila.
Em 10 de julho de 1832, o julgado de Meia Ponte foi promovido à categoria de vila:

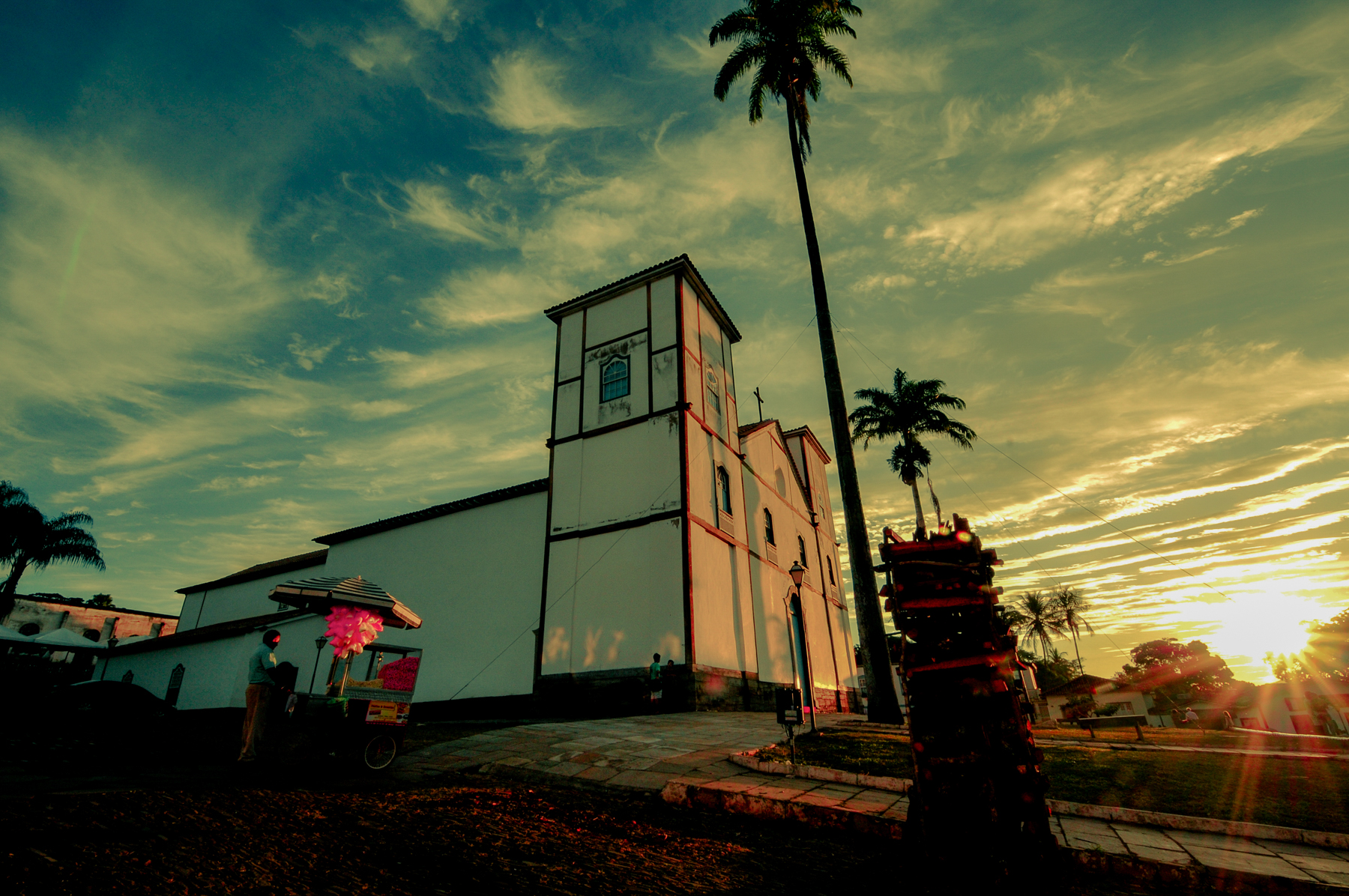
Vista lateral esquerda da Matriz do Rosário, com o consistório da Irmandade do Santíssimo, atual Capela do Santíssimo.

Poucos meses depois, em 18 de novembro do mesmo ano, ocorreram as pioneiras eleições para a formação da câmara municipal, um evento crucial para o desenvolvimento político da região. Um detalhe interessante que ilustra a adaptação criativa da época ocorreu em 14 de abril de 1833. Nessa data, devido à ausência de um edifício designado para sediar a câmara municipal, a Irmandade do Santíssimo desempenhou um papel vital. Generosamente, cederam o consistório, inicialmente destinado para uso próprio da Irmandade, para também abrigar as sessões da câmara.
Essa colaboração demonstrou a importância atribuída ao funcionamento eficiente das instituições municipais na comunidade. Vale notar que dos sete primeiros vereadores eleitos, três deles eram padres da paróquia - Luiz Gonzaga de Camargo
Fleury, Manuel Amâncio da Luz e Manuel Pereira de Sousa, refletindo a influência da igreja local na vida pública da época. 
Os demais vereadores - capitães Joaquim Pereira Vale e José Gomes de Siqueira, comendador Joaquim Alves de Oliveira, tenente-coronel Joaquim Ribeiro Camêlo eram membros respeitados da Irmandade do Santíssimo. O consistório serviu como local de reuniões da câmara até que, em algum ponto posterior, a câmara municipal se transferiu para um espaço específico, marcando assim mais um passo no amadurecimento das instituições governamentais locais.

#### Demolição do Hospício
Em 1836, por determinação das autoridades provinciais, o Hospício dos Esmoleres localizado em Meia Ponte foi completamente destruído, juntamente com a Ermida de São Francisco das Chagas que ali se encontrava. Esculturas religiosas, objetos litúrgicos, trajes sacerdotais, sinos e outros artigos de culto foram levados pela comunidade local. No entanto, não há informações disponíveis sobre o destino desses itens, e não se tem registro de qualquer inventário realizado. Após o declínio da atividade de mineração de ouro na região e a diminuição substancial das doações caritativas, o Hospício de Meia Ponte ficou desativado por vários anos e, com o tempo, entrou em estado de ruína. Em uma sessão da assembleia legislativa datada de 19 de abril de 1833, referente à província de Goiás, foi mencionada a possibilidade de converter o local em um hospital ou escola pública. Por fim, a demolição do hospício acabou ocorrendo.
A presença e influência espiritual dos franciscanos na época eram notáveis, como evidenciado pelos registros de óbito de Meia Ponte nos séculos XVIII e na primeira metade do século XIX. Muitas pessoas foram sepultadas com o hábito de São Francisco devido às disposições de suas últimas vontades. Além disso, na Igreja de Nossa Senhora do Monte do Carmo, localizada às margens do Rio das Almas, existe um medalhão esculpido em baixo-relevo, adornando o alto arco cruzeiro, que exibe o brasão de São Francisco. Este medalhão foi transferido para lá após a demolição da Ermida de São Francisco das Chagas em 1836, juntamente com o frontal de altar, que é a parte decorativa da frente da mesa do altar.

#### Cemitério
No ano de 1856, Pirenópolis se deparou com debates de extrema relevância para a saúde pública da cidade. Nesse período, emergiu uma discussão urgente sobre a construção de um cemitério, com o objetivo de abolir a prática de sepultamentos nos templos religiosos. O contexto da época enfatizava a crescente preocupação com as questões sanitárias, refletindo a necessidade imperativa de providenciar soluções. Frente a esse desafio, a Câmara Municipal de Pirenópolis tomou medidas decisivas para enfrentar a questão. Foi decidido convocar os fazendeiros e agricultores da região a contribuir financeiramente para a construção do cemitério. É importante destacar que, naquela época, a maioria da população local era formada por habitantes rurais, um reflexo da transição econômica que a região experimentou, passando da mineração de ouro no final do século XVIII para uma economia agrícola mais diversificada.
No entanto, a obrigatoriedade imposta pela Câmara não obteve o êxito esperado, o que levou a uma iniciativa notável por parte da Irmandade do Santíssimo. Entre os anos de 1867 e 1869, a Irmandade, por sua própria iniciativa, liderou a construção do Cemitério São Miguel. Esse ato altruísta não apenas resolveu o problema imediato, mas também marcou um ponto crucial na história de Pirenópolis. Para a escolha do terreno e a demarcação destinada à construção do cemitério, uma comissão notável, liderada pelo Dr. Jeronimo, foi formada. Isso ocorreu em 22 de outubro de 1867, quando o Comendador João Luiz Teixeira Brandão tomou a iniciativa de providenciar a limpeza e o preparo da área demarcada. No entanto, até maio de 1868, os trabalhos de construção ainda não haviam começado.
Foi nesse momento que a Irmandade do Santíssimo, sob a liderança de seu Provedor, Vitor José de Oliveira, tomou uma decisão notável. Em uma reunião que contou com a presença do Vigário da paróquia e autoridades proeminentes, incluindo o Juiz de Direito da Comarca, Doutor João Augusto de Pádua Fleuri, que também ocupava o cargo de Juiz Municipal e Provedor de Capelas, juntamente com outros membros destacados da sociedade local, decidiram assumir a responsabilidade pela construção do cemitério. A Irmandade planejava administrar as receitas resultantes dos sepultamentos, tornando-se responsável pela execução das obras.
Esse acordo foi oficializado em conjunto com a comissão criada pelo Governo Provincial, e a ata dessa reunião crucial foi registrada pelo Capitão Hilário Alves de Amorim, Tesoureiro da Irmandade. Graças à iniciativa e determinação dessa Confraria, um sonho acalentado pela antiga Meia-Ponte há anos se tornou realidade: a cidade agora possuía um cemitério.
O Cemitério de São Miguel apresenta características notáveis, com muros construídos em pedra ligada por argamassa. A Capela e a portaria são feitas de adobe, cobertas por antigas telhas coloniais. A maior parte da estrutura original, incluindo o madeiramento predominantemente feito de aroeira, pau d'arco, peroba, e outros materiais, ainda está preservada, embora tenham ocorrido algumas alterações na fachada ao longo do tempo.
Em 20 de março de 1869, a cerimônia de bênção do novo cemitério foi realizada, e três dias depois, o corpo de Jesuína do Rosário foi sepultado ali, marcando o início de sua utilização. A Irmandade do Santíssimo confirmou as designações feitas pelo Governo Provincial, nomeando o Tenente Antônio Borges de Carvalho como Procurador-Tesoureiro e o Coronel José Sebastião de Siqueira como Encarregado das Obras. Os custos totais das obras somaram quatro contos, duzentos sessenta e quatro mil e novecentos e quarenta réis (4:264$940), um montante que foi integralmente pago mediante recibos.
É possível que a transferência do Dr. Jerônimo José de Campos Curado Fleuri para a Comarca da Capital, em 11 de maio de 1867, tenha contribuído para a paralisação temporária dos trabalhos de construção do cemitério. No entanto, mesmo após sua transferência, o Dr. Jerônimo continuou a presidir a comissão encarregada da escolha do local, culminando na abençoada conclusão das obras em 20 de março de 1869.
Atualmente, a cidade dispõe de um cemitério cuja documentação histórica ainda é meticulosamente preservada no arquivo paroquial, testemunhando o compromisso da comunidade com a saúde pública e o bem-estar de seus cidadãos. Além disso, é importante notar que a administração do cemitério está sob a responsabilidade da prefeitura local. As capelas de entrada e celebração desse cemitério, que abrigam um retábulo que anteriormente apresentava notáveis traços rococós, em estilo híbrido com o neoclássico, antes de uma intervenção catastrófica de restauração recente, são reconhecidas como elementos fundamentais do Patrimônio Cultural do Município, destacando a importância histórica e cultural desse espaço na identidade de Pirenópolis.

#### Extinção da Capela de Santo Antônio
No período entre meados de 1860 e 1870, uma profunda transformação ocorreu na antigo povoado de Santo Antônio, assim como em sua venerável Capela, erigida entre os anos de 1734 e 1736. Esse período testemunhou o desaparecimento gradual desses marcos históricos, à medida que a febre do ouro que havia impulsionado a região chegava ao fim. As escavações na Serra próxima se esgotavam, e os mineradores careciam de técnicas avançadas para explorar de forma eficaz os veios auríferos remanescentes. Como resultado, os habitantes da localidade começaram a se dispersar, deixando para trás o povoado outrora vibrante. Com a desaparição da Ermida, os objetos sagrados e dedicados ao culto que lá se encontravam foram transferidos para a sede da paróquia, onde foram preservados, mas, sem identificação hoje. No entanto, o cemitério que se encontrava adjacente à Capela teve uma existência mais longeva. Até por volta de 1915, ainda ocorriam sepultamentos ali, mesmo que o local já estivesse em ruínas nesse ponto. Hoje, nada além de montes de pedras permanece como testemunho da antiga localidade, de sua rica Capela e do cemitério que abrigava os entes queridos.

#### Orquestra da Banda Euterpe

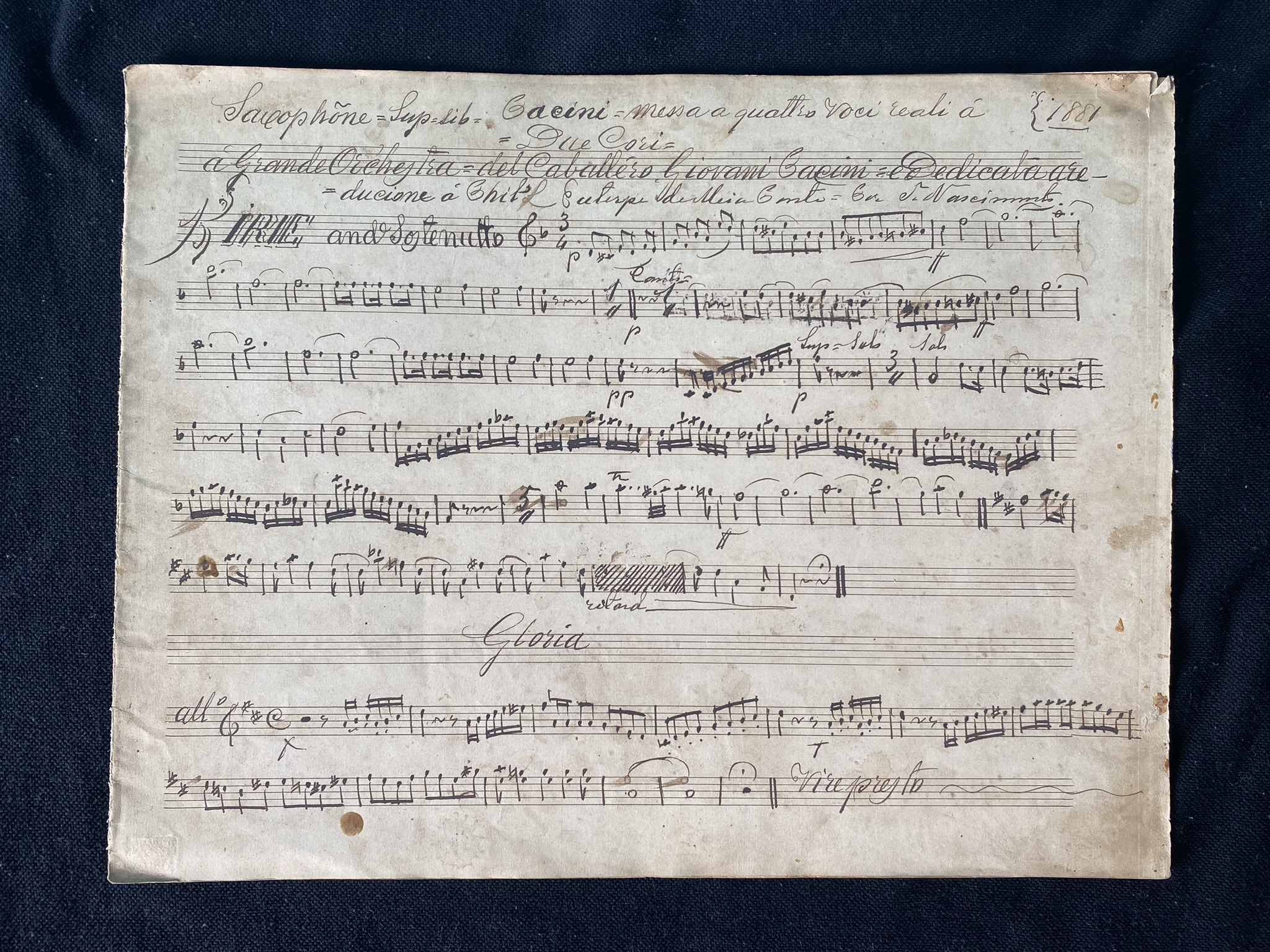
Partitura da Messa a quattro voci reali á Grand Orchestra del Caballero Giovanni Pacini, 1881, Phil Euterpe de Meia Ponte.

Em 1867, Tonico do Padre deu início à sua notável trajetória musical através da Irmandade do Santíssimo. No ano seguinte, essa mesma irmandade o reconheceu como um talento promissor e o nomeou responsável pela música instrumental em seus eventos. Ao lado de seu irmão, o Padre Francisco Inácio da Luz, que na época ocupava o cargo de vigário, eles fundaram, em 1868, a Societá Phil Euterpe Meiapontense, também conhecida como a Banda de Música Euterpe ou simplesmente Banda Euterpe.
Padre Luz, posteriormente, transferiu a regência da banda para seu irmão, Antônio da Costa Nascimento, que também liderava a Orquestra Nascimento, a qual acompanhava as celebrações religiosas. Vale destacar que naquela época era uma raridade que a irmandade financiasse a produção musical de Tonico do Padre, uma vez que ele desempenhava o papel de diretor musical na Igreja da Matriz.
Tonico do Padre manteve sua dedicação à Igreja Matriz até o ano de 1897, desempenhando um papel fundamental na música sacra local. Em 1872, ele expandiu ainda mais seu envolvimento na irmandade, assumindo não apenas a responsabilidade pela parte instrumental, mas também a direção da música vocal, conquistando o prestigioso título de Diretor Musical e Mestre de Capela. Esse reconhecimento só reforça a importância e o talento excepcional desse músico e maestro em sua comunidade.

#### Capela de Santana de Anápolis

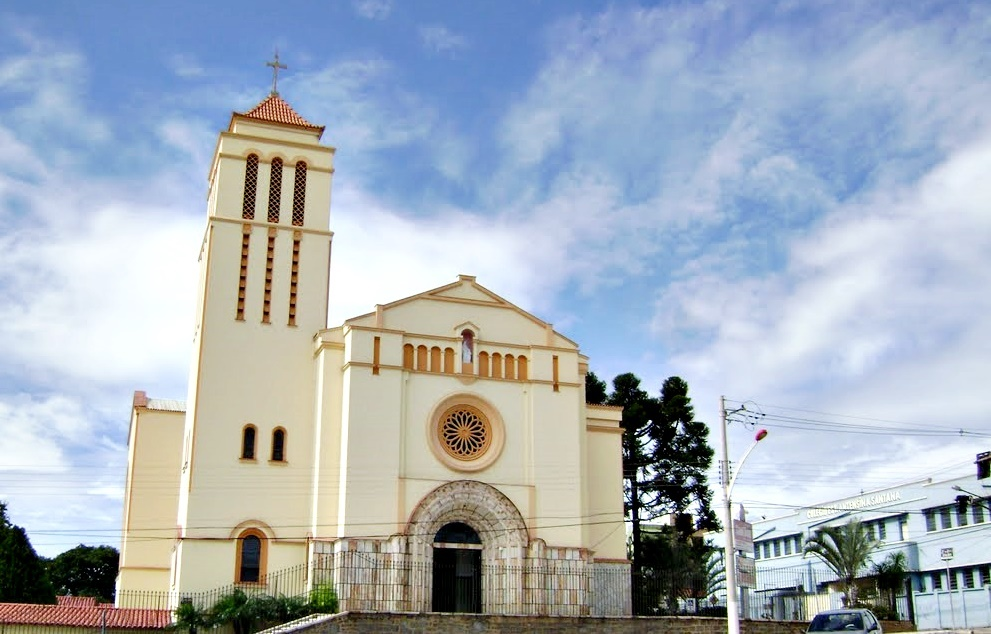
Atual Igreja Matriz de Santa Ana, primeira paróquia de Anápolis. Na época construída sob território da Paróquia do Rosário.

No início de 1871, na região de Sant'Ana das Antas, que mais tarde se tornaria a cidade de Anápolis, deu-se início à construção da imponente Capela de Sant'Ana. Para liderar os trabalhos religiosos nessa região em rápido crescimento, o vigário paroquial Pe. Francisco Inácio da Luz foi designado e, já em 1873, ele se tornaria o primeiro pároco desta promissora localidade.
A Paróquia de Sant'Ana desempenhou um papel fundamental na emancipação religiosa e no desenvolvimento eclesiástico da região. A partir dela, surgiram todas as outras paróquias que hoje compõem a Diocese de Anápolis, marcando um importante marco na expansão da fé católica na região central de Goiás. Além disso, outras paróquias foram criadas em cidades circunvizinhas, ampliando ainda mais o alcance da igreja católica na área. Essas paróquias incluem Nerópolis, Brazabrantes, Nova Veneza, Damolândia, Goianápolis, Ouro Verde de Goiás e Campo Limpo de Goiás.
O estabelecimento da Paróquia de Sant'Ana e suas paróquias filhas não apenas atendeu às necessidades espirituais da crescente população, mas também desempenhou um papel importante na consolidação da identidade religiosa e cultural da região de Anápolis e de seus arredores. Essa história rica e interligada continua a desempenhar um papel significativo na vida religiosa e na herança cultural da região de Anápolis e de todo o estado de Goiás.

#### Orquestra da Banda Phoenix
Em 1893, em celebração ao aniversário de 23 anos de Joaquim Propício de Pina, testemunhamos o nascimento da Banda Phoenix, uma iniciativa que marcou o início de uma era musical notável. Juntamente com a banda, também surgiu o Coro e Orquestra Nossa Senhora do Rosário. Joaquim Propício de Pina, que era o caçula de uma prole de oito irmãos e órfão de pai, foi conduzido ao universo da música por seus tios Braz de Pina, Theodoro e Theodolino Graciano de Pina. Foi através deles que ele teve a oportunidade de assistir às suas atuações na segunda orquestra da Matriz de Meia Ponte, durante o período em que o Padre Francisco Inácio da Luz estava à frente da igreja. É importante notar que o Padre Francisco Inácio era irmão de Antônio da Costa Nascimento, também conhecido como Tonico do Padre.

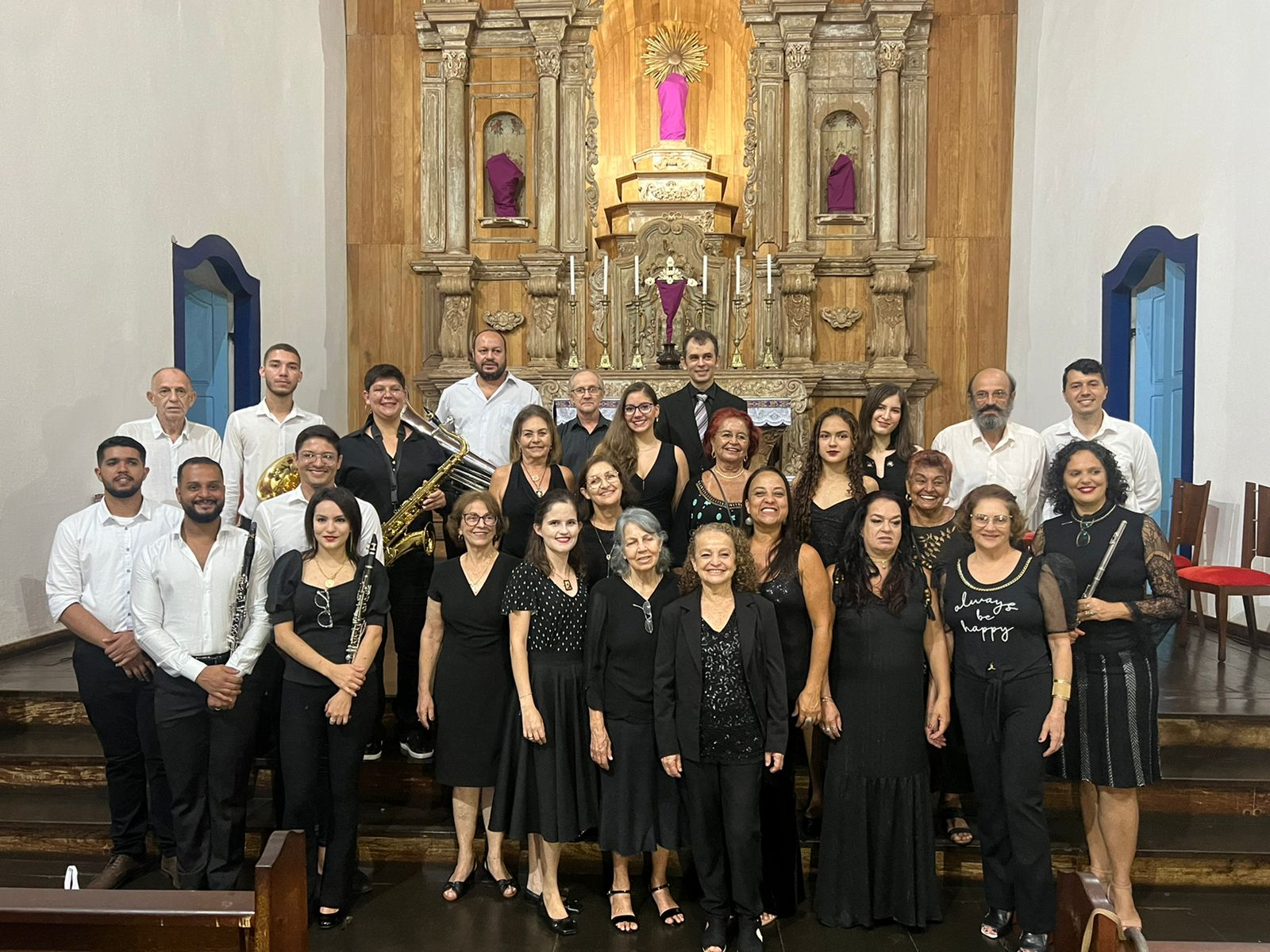
Coro e Orquestra Nossa Senhora do Rosário, nas celebrações da Semana Santa em 2022

Imerso nesse ambiente musical, Propício de Pina se tornou um aluno da Banda Euterpe, suportando com determinação o forte temperamento e a disciplina rigorosa de seu mestre, Tonico do Padre. Tonico, afastado de seu cargo de mestre capela devido a um atentado, ainda exercia uma grande influência na Irmandade do Santíssimo Sacramento, onde ocupou cargos de destaque por muitos anos. Em 1901, mesmo já idoso, Tonico do Padre retornou ao cargo de Mestre Capela da Matriz, trazendo consigo seu coro e orquestra, que acompanhavam a Banda Euterpe.
Entretanto, em 1902, devido a uma crescente rivalidade musical, a Irmandade do Santíssimo Sacramento decidiu dividir a responsabilidade pela música da Semana Santa da seguinte maneira: a Banda Euterpe ficaria encarregada das celebrações na quinta e sexta-feira santa, enquanto a Banda Phoenix assumiria a tarefa no sábado e no domingo. Com a triste partida de Tonico em 1903, sua viúva transferiu todo o acervo musical ao major Silvino Odorico de Siqueira, que assumiu a liderança da Banda Euterpe, juntamente com seu coro e orquestra. Isso marcou o início de uma nova fase na intensa competição musical entre as duas bandas, seus coros e orquestras, que se posicionaram em lados opostos na política partidária e disputaram a primazia nas festas tanto profanas quanto religiosas. Essa rivalidade perdurou até meados da década de 1930, quando a Banda Euterpe finalmente se extinguiu, pondo fim a uma era marcante na história musical da região.

#### Início da Romanização
Com a posse de Dom Domingos Quirino de Souza, que após confirmação do  Papa Pio IX, tomou posse por procuração e atuou como bipo da bispo de Goiás entre os anos de 1860 e 1863, teve início o movimento romanização na Igreja Católica no estado, marcando a segunda metade do século XIX. Dom Domingos desempenhou um papel fundamental na reorganização da diocese, que estava sem bispo por seis anos antes de sua nomeação, e atuou por sete meses fisicamente presente na diocese, antes de seu falecimento. Em 1865, Dom Joaquim Gonçalves de Azevedo assumiu o cargo de bispo (1865-1876) e empreendeu várias iniciativas significativas. Ele estabeleceu um seminário para a formação de sacerdotes e introduziu o sistema de visitas pastorais na província, conforme exigido pela legislação tridentina e em consonância com o movimento de reforma católica no Brasil. Além disso, utilizou cartas pastorais como meio de comunicar suas orientações para toda a vasta diocese, que abrangia não apenas a província de Goiás, mas também o Triângulo Mineiro. Dom Azevedo também desempenhou um papel importante na aprovação do Compromisso da Irmandade do Santíssimo em 1774, juntamente com Antero Cícero de Assis, que na época era governador do estado.

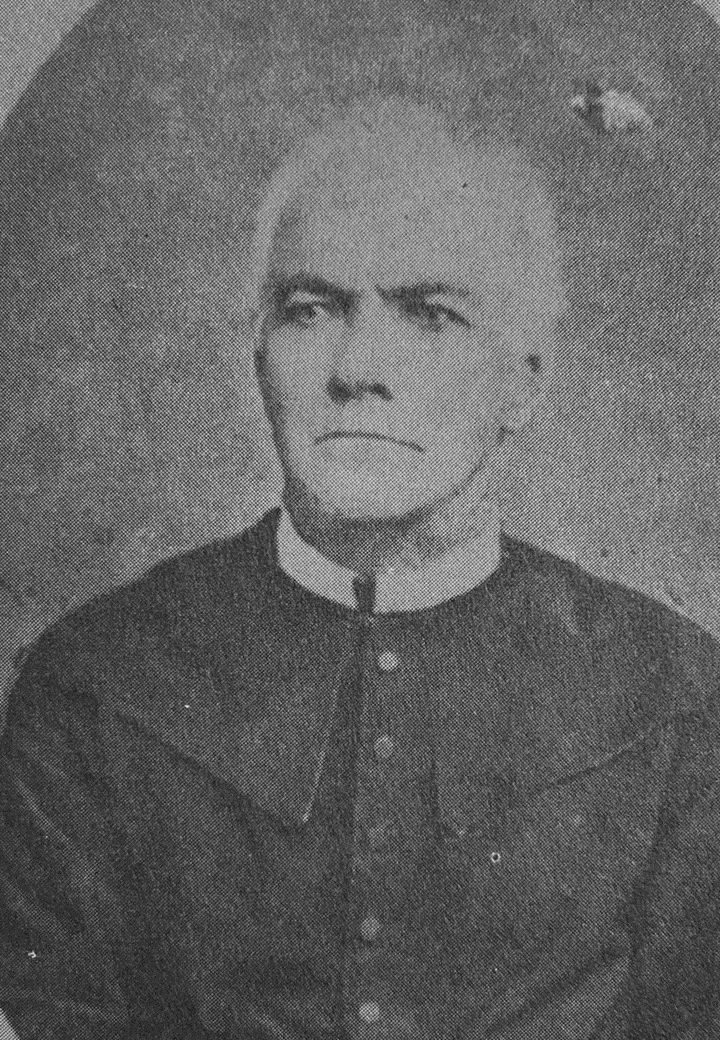
Pe. José Joaquim do Nascimento, pároco por mais de 50 anos (1844 - 1898)

Após a saída de Dom Azevedo, a diocese passou por um período de cinco anos sem um bispo, sendo que apenas em 1881 foi nomeado Dom Cláudio José Gonçalves Ponce de Leão, membro da Congregação dos Lazaristas, para assumir a função. Durante seu episcopado, Dom Cláudio reabriu o Seminário Santa Cruz, ordenou diversos sacerdotes, adquiriu uma residência episcopal e fundou conventos dominicanos. Ele também liderou várias iniciativas voltadas para a reforma da Igreja Católica na região. Durante todo esse tempo, a paróquia contou com a liderança do Padre José Joaquim do Nascimento como Pároco, longevos 50 anos.
Com a morte do vigário Nascimento, e a ausência de pároco, no dia 29 de fevereiro de 1896, uma data notável na história da Igreja Matriz, Dom Eduardo Duarte Silva, então bispo de Goiás emitiu, uma importante provisão que designou a Irmandade do Santíssimo como a responsável pela administração financeira e manutenção da igreja. Este ato oficial conferiu à Irmandade um papel crucial na gestão da Igreja Matriz. No dia 22 de março do ano seguinte, a Irmandade do Santíssimo realizou uma eleição de grande significado. Por unanimidade, a mesa diretora da Irmandade elegeu um cidadão de Meia Ponte extremamente respeitado, Sebastião Pompeu de Pina, para desempenhar as funções de fabriqueiro. Sebastião Pompeu de Pina ocupou este cargo com dedicação e competência até o momento de seu falecimento. Esse período marcante representa uma fase de profundo compromisso e responsabilidade na administração da Igreja Matriz, com Sebastião Pompeu de Pina liderando a Irmandade do Santíssimo em seu papel de preservar e manter este importante local de culto e devoção até o fim de sua vida.
Na Igreja Católica, o termo "fabriqueiro" se refere a uma pessoa ou um grupo de pessoas responsáveis pela administração financeira e pela manutenção de uma igreja ou paróquia. Os fabriqueiros desempenham um papel importante na gestão dos recursos da igreja, incluindo a supervisão das finanças, a manutenção das instalações da igreja, a aquisição de materiais litúrgicos e a realização de obras de conservação.Os fabriqueiros são encarregados de garantir que a igreja tenha os recursos necessários para funcionar adequadamente e para atender às necessidades da comunidade paroquial. Eles podem ser eleitos pela comunidade ou nomeados pelo clero local, dependendo das práticas específicas de cada diocese ou paróquia.

### Século XX: Romanização, isolamento, Concílio Vaticano II e redescoberta

#### Casa Paroquial

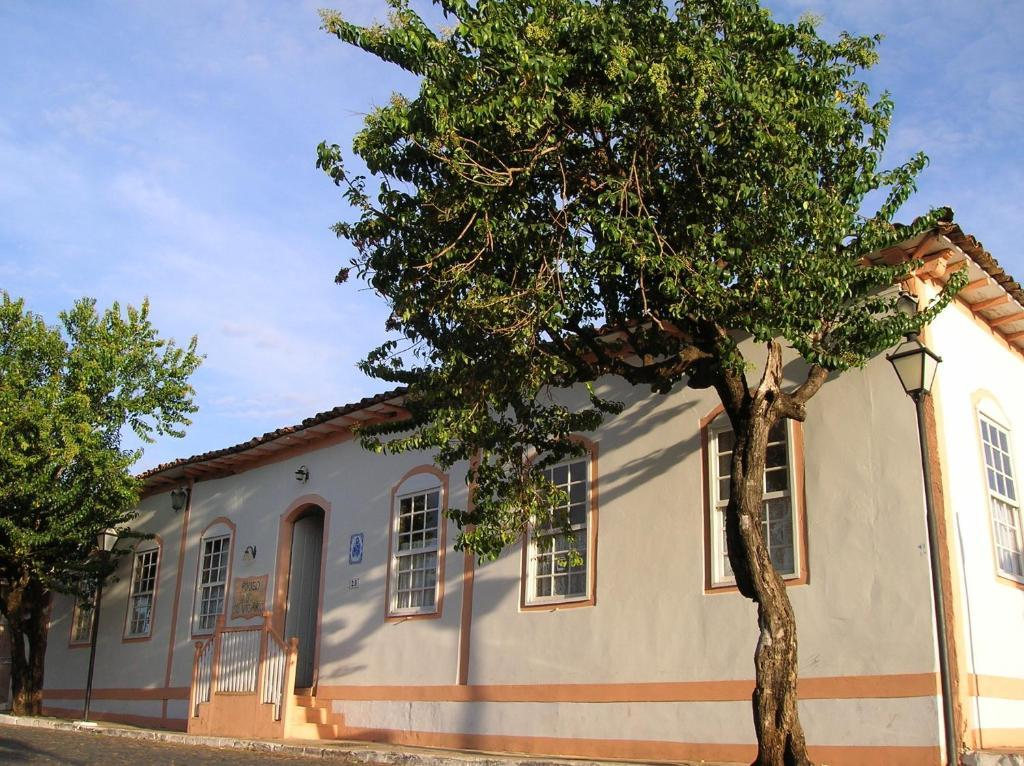
Antiga residência adquirida em 1901 pela Irmandade do Santíssimo para servir de moradia dos padres em Pirenópolis.

Em 04 de janeiro de 1901, a Irmandade do Santíssimo Sacramento tomou uma decisão histórica ao optar pela aquisição da residência de Joaquim Gomes da Silva, localizada na rua "Vigário Nascimento" atualmente conhecida como Rua Direita, por um valor de 1:300$000. Essa medida visava providenciar acomodações adequadas para o novo vigário que seria enviado à cidade, atendendo a uma exigência imposta pelo ordinário diocesano. Após o falecimento do padre José Joaquim do Nascimento, vários sacerdotes passaram por Pirenópolis em caráter transitório. No entanto, a compra da propriedade mencionada anteriormente não foi concretizada. Em 24 de fevereiro do mesmo ano, a irmandade resolveu então adquirir uma casa na Rua Nova, hoje conhecida como Pouso do Frade, por um valor de 1:500$000. Essa casa serviu como residência paroquial por várias décadas e, após as devidas melhorias, seu custo total foi de 4:000$000.
Naquela época, a Irmandade possuía apenas 2:600$000 disponíveis, e foi graças à generosidade de Joaquim Pereira Vale, membro da Irmandade, que pôde ser obtido um empréstimo de 1:400$000, isento de juros. Foi o padre Francisco Xavier Savelli o primeiro pároco a habitar essa nova residência. Originário da Itália, ele adquiriu uma imagem do Sagrado Coração de Jesus no Rio de Janeiro no mesmo ano. Em 11 de junho, a imagem chegou à Igreja de Nosso Senhor do Bonfim e, em uma solene procissão, acompanhada por todas as Irmandades e pelas bandas Euterpe e Phoenix, foi entronizada no antigo altar de Santo Antônio, localizado na Igreja Matriz.

#### Apostolado da Oração

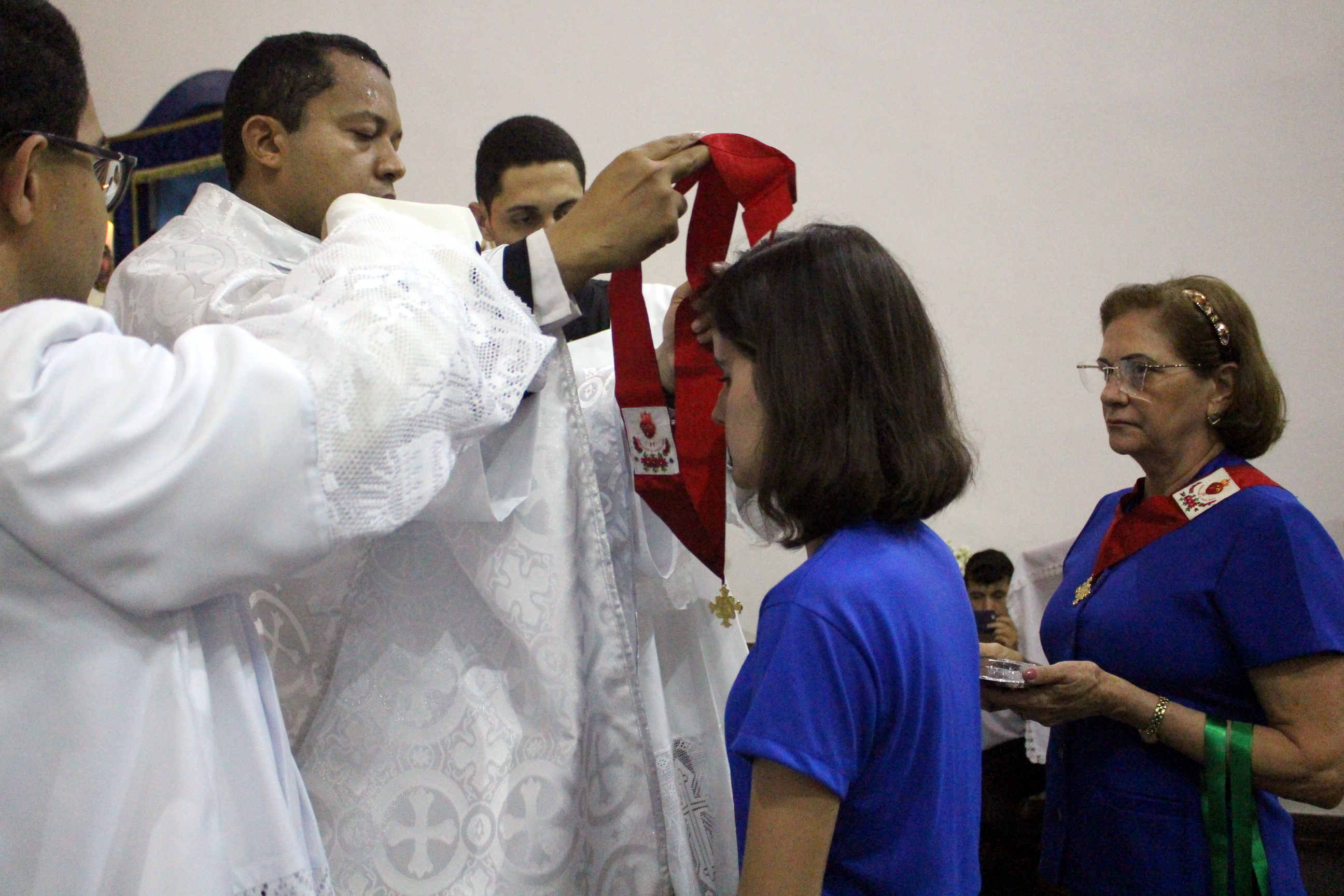
Jovem recebendo pelo pároco a fita do Apostolado da oração em 2019

Além disso, Padre Savelli introduziu na paróquia o Apostolado da Oração, uma prática que continua a celebrar as devoções ao Sagrado Coração de Jesus até os dias de hoje. Esses eventos marcaram um período significativo na história da cidade de Pirenópolis e na vida religiosa da comunidade ao incentivar os católicos a cultivar uma vida de oração diária, encorajando a comunicação pessoal com Deus por meio da oração. Eles frequentemente distribuem materiais de oração, como folhetos e livretos, para ajudar os fiéis em suas práticas de devoção. Além disso uma prática comum incentivada é o "Oferecimento Diário".
Os membros oferecem suas orações, ações e sacrifícios diários como um ato de amor a Deus e em união com as intenções do Papa. Isso é visto como uma forma de colaborar com as preocupações e necessidades da Igreja e do mundo. Além disso, estão intimamente ligado ao Papa e suas intenções. Os membros se comprometem a rezar pelas intenções mensais de oração do Papa, que abordam questões globais, sociais e espirituais.

#### Colégio da Imaculada Conceição
Em 8 de dezembro de 1911, motivado pelo caloroso apoio da comunidade de Meia Ponte, teve início em Pirenópolis o Colégio da Imaculada Conceição, fundado pelas Filhas de Jesus, uma congregação de freiras espanholas. Este colégio abriu suas portas em um majestoso edifício localizado na Rua Nova, que anteriormente servira como residência do Comendador Joaquim Alves de Oliveira. Este imóvel generosamente foi doado à instituição de ensino pela ilustre figura pirenopolina, Joaquim Pereira Vale. Esse notável educandário voltado para moças operou de forma contínua e de alto padrão educacional por 15 anos em prol da juventude feminina de Pirenópolis, Anápolis, Bonfim (Silvânia), Bela Vista, Pouso Alto (Piracanjuba), Jaraguá, Corumbá e outras cidades goianas. Vale ressaltar que este educandário, fundado e administrado pelas Freiras Filhas de Jesus, originárias de Salamanca, Espanha, chegou ao Brasil 40 anos após sua fundação na Espanha por Santa Cândida Maria de Jesus. A primeira expedição das irmãs desembarcou em Santos em 17 de outubro de 1911, após mais de 20 dias de viagem enfrentando diversos desafios pelo interior do Brasil. Finalmente, em 7 de novembro de 1911, elas chegaram à cidade de Pirenópolis, que se revelou como solo fértil para o estabelecimento da congregação nas Américas.

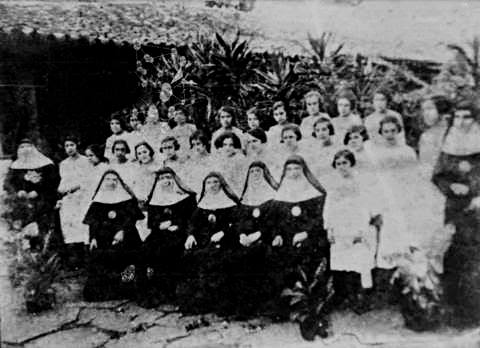
Irmãs espanholas da Congregação das Filhas de Jesus no início do século XX em Pirenópolis

Chegando de uma longa distância, especialmente para estabelecer o colégio, era apenas natural que a instituição contasse com sua própria capela e um capelão residente. O padre incumbido dessa função foi o Padre José de Garmendia Altolouirre, que dedicou 17 anos de sua vida a essa tarefa. Padre José era natural do Conselho de Larcano, na Província de Guipúscoa, localizada no norte da Espanha. Ele era filho de Fermin de Garmendia e Josefa Dominica de Alcologuirre, provenientes de uma família de lavradores, claramente enraizada na cultura basca. Sua jornada religiosa começou com sua ordenação em 19 de setembro de 1885, quando ele se tornou um membro professo dos Padres Agostinianos. Após 20 anos de serviço como sacerdote secular na Diocese de Sant'Ana de Goiás, Padre José recebeu um chamado especial quando o Colégio da Imaculada Conceição, fundado pelas Filhas de Jesus, conterrâneas do próprio padre oriundas da Diocese de Vitória, em Guipúscoa, foi estabelecido em Pirenópolis, no ano de 1912. Ele aceitou a responsabilidade de assumir a capelania do Educandário e exerceu essa função de maneira ininterrupta por mais de 14 anos, deixando sua marca indelével na comunidade educacional e religiosa da região.
Aproveitando dois amplos espaços no majestoso edifício, a capela tinha uma área de cerca de 14 x 6 metros, com sua dimensão principal voltada para a Rua Nova, contendo seis janelões, que normalmente permaneciam fechados até dois terços de sua altura. O acesso à capela era feito através da porta principal do Colégio, que levava a um corredor. À esquerda desse corredor, encontrava-se a entrada para a Capela, à direita, a sala de visitas, e nos fundos, a área interna do Educandário.
A Capela da Imaculada Conceição era reservada ao uso exclusivo do Educandário, mas era aberta aos domingos para que as famílias pudessem participar da missa das 7 horas. No entanto, essa era a única ocasião em que a capela ficava acessível ao público. Em termos de decoração, a capela era simples e desprovida de luxo. Atrás do altar, à esquerda, havia apenas um genuflexório, reservado permanentemente para o grande benfeitor, Joaquim Pereira Vale, também conhecido como Quim Pereirinha, que frequentava a missa ali desde a inauguração do Colégio. Do lado oposto, voltado para a Rua Nova, havia uma porta e um janelão com grade que levavam a um espaço interno, uma espécie de sacristia. Nas missas semipúblicas de domingo, as reverendas Madres e as alunas internas assistiam às cerimônias através dessa grade, isoladas dos fiéis. O padre oficiante se aproximava da grade para dar a comunhão às freiras e alunas.

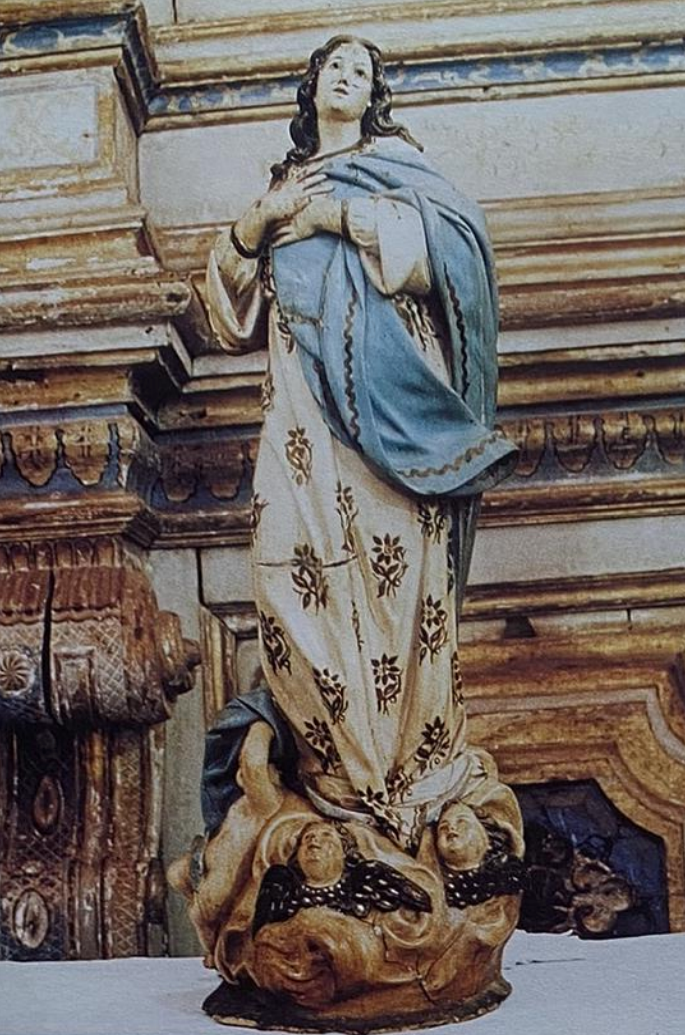
imagem da Capela do Colégio Imaculada Conceição, recolhida a Matriz onde permaneceu até o incêndio de 2002

Nos demais dias da semana, a Capela ficava fechada ao público e era usada pelas alunas internas e externas para missas, orações coletivas, bênçãos com o Santíssimo Sacramento e devoções pessoais. Não havia bancos na capela, exceto dois que ficavam próximos à porta de entrada. Era costume as pessoas ajoelharem-se no chão de tijolos mesanela ou permanecerem de pé, seguindo o ritual da missa. As mulheres geralmente se sentavam no chão. O altar da capela era simples, com uma toalha de renda branca, castiçais e flores naturais. Era feito de madeira e repousava sobre um estrado de dois degraus, também de madeira. Sobre o altar, acima do Crucifixo obrigatório, estava a imagem da Imaculada Conceição, a padroeira da Capela e do Educandário, ladeada por grandes quadros dos Corações de Jesus e Maria.
Infelizmente, não existem fotos da Capela. Após o fechamento do Colégio em dezembro de 1926, as Madres foram imediatamente transferidas de volta para Salamanca, de onde vieram 15 anos antes. Sua partida deixou a cidade em luto e consternação. No entanto, a capela só deixou de existir de fato por volta de 1930, quando a bela imagem da Imaculada Conceição foi transferida para a Matriz, onde permaneceu até o incêndio de 2002, após o qual pôde ser venerada novamente. Após o fechamento do Colégio, uma das dependências do grande edifício abrigou uma Escola Avulsa Estadual para meninos, dirigida pelo respeitável mestre José Augusto Curado, que encerrava as aulas diárias com orações na Capela.
Quanto ao Padre José, ele permaneceu em Pirenópolis por aproximadamente 13 meses após o fechamento do colégio. Em 28 de janeiro de 1928, às 15 horas, com mais de 70 anos de idade, ele faleceu e foi sepultado no Cemitério São Miguel. O óbito foi oficialmente registrado pelo saudoso Padre Santiago Uchoa, que na época era o vigário da Paróquia. As testemunhas no registro de óbito foram João Luiz Pompeu de Pina, conhecido como Zizito, e Jamim Felix de Almeida. Este registro pode ser encontrado no Livro n° 5, nas páginas 130 e verso, do Cartório de Registro Civil de Pirenópolis. Padre José de Garmendia, como muitos bascos, era conhecido por sua discrição e poucas palavras, sendo uma pessoa de temperamento firme. No entanto, ele era amplamente respeitado como um sacerdote exemplar, com uma vida irrepreensível. Deixou um testamento, e seu atestado de óbito menciona como causa de morte um "acesso de uremia".

#### Ginásio Nossa Senhora do Carmo
As preocupações com o ensino sempre foram uma prioridade para os bispos da época. Durante o período em que Dom Emanuel Gomes de Oliveira liderou a diocese, diversas iniciativas foram tomadas nesse sentido. Isso incluiu a fundação de vários ginásios e escolas, a construção e reforma de várias capelas e igrejas, além do apelo a ordens estrangeiras para auxiliar os párocos locais. No entanto, é crucial notar que o contexto político da época favoreceu as ações de Dom Emanuel. Por um lado, a Ação Católica tinha como meta significativa a implementação do ensino religioso. Por outro lado, a partir de 1925, o Brasil iniciou uma revisão constitucional, e os setores religiosos clamavam pela oficialização do Catolicismo como a religião do país, já que a constituição de 1891 proibia o ensino religioso nas escolas públicas. Em 1931, o Presidente Vargas decretou a legalidade do ensino religioso nas escolas, abrindo caminho para que os Estados subvencionassem escolas católicas no país, incluindo várias em Goiás.

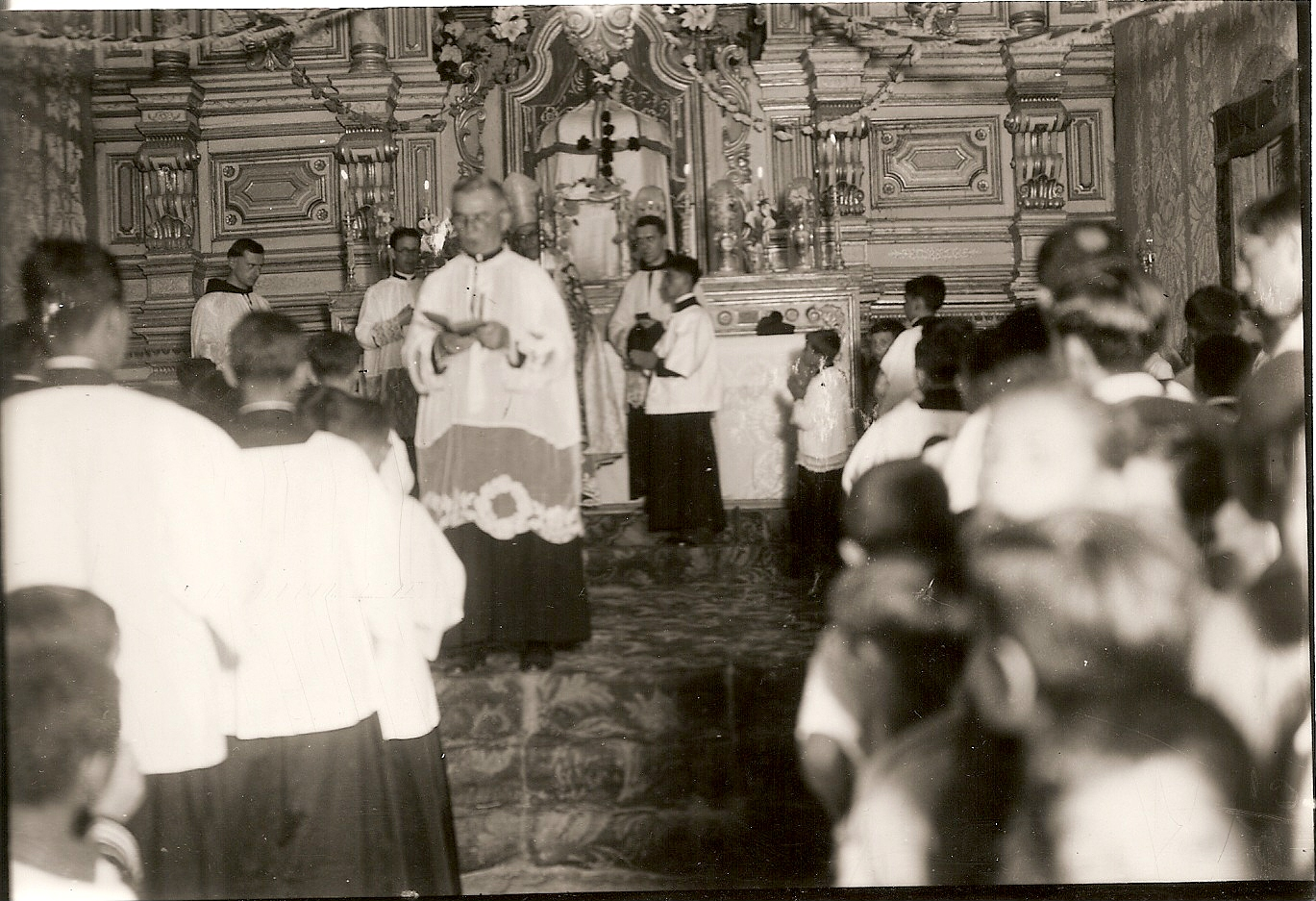
Ordenação presbiteral na Igreja Matriz do Rosário de Pirenópolis em meados do século XX

No início de 1944, foi anunciada a chegada das irmãs carmelitas para iniciar uma Escola Normal. Como nem o convento nem a escola estavam prontos para recebê-las, elas ficaram temporariamente em uma casa particular em frente à Igreja matriz. Anos depois, foi construído o Ginásio Nossa Senhora do Carmo para elas, encerrando suas atividades por volta de 1960.

#### Ginásio Nosso Senhor do Bonfim
Em março de 1953, o Ginásio de Nosso Senhor do Bonfim começou a funcionar em Pirenópolis, outra iniciativa de ensino ligada à Igreja Católica. Inicialmente, operava provisoriamente no Grupo Escolar, no período de 18:30 às 21:30 h. O vigário Frei João Antônio atuava como presidente, com o Dr. Wilson Pompeu de Pina como vice-presidente e o Sr. Augustino Pereira como secretário. Inicialmente, houve relatos de preocupações sobre a capacidade de um único responsável, mas logo essas apreensões foram dissipadas pelos outros, que acreditavam que isso não seria difícil. O vigário ministrava aulas de religião duas vezes por semana e de francês três vezes por semana.

#### Extensão territorial
No início do século XIX, o território de Pirenópolis era marcado por uma multiplicidade de povoados e extensas fazendas, além do núcleo urbano central. Sob a tutela de um único pároco, a administração eclesiástica manifestava uma inquietação evidente em relação a essa população. A Igreja, ciente da necessidade de atender a uma comunidade remota e distante de sua supervisão direta, promovia numerosas iniciativas por meio de seus sacerdotes, chamadas de desobrigas, além da tentativa de ordenar padres na região. As missões sacras em Pirenópolis eram rotineiramente conduzidas por itinerários divididos em setores, abrangendo as regiões sul e norte do município. Estes trajetos enfrentavam uma variedade de obstáculos, sendo a distância e a ausência de vias de comunicação entre as regiões os desafios preeminentes. Para a Igreja, superar essas barreiras era imperativo para difundir os princípios do evangelho a esse povo distante. O bispo D. Prudêncio, notavelmente, participava ativamente dessas missões, granjeando o epíteto de bispo sertanejo.
Contudo, ao descreverem essas visitas, os párocos não hesitavam em expressar surpresa e crítica diante do comportamento daquela comunidade.

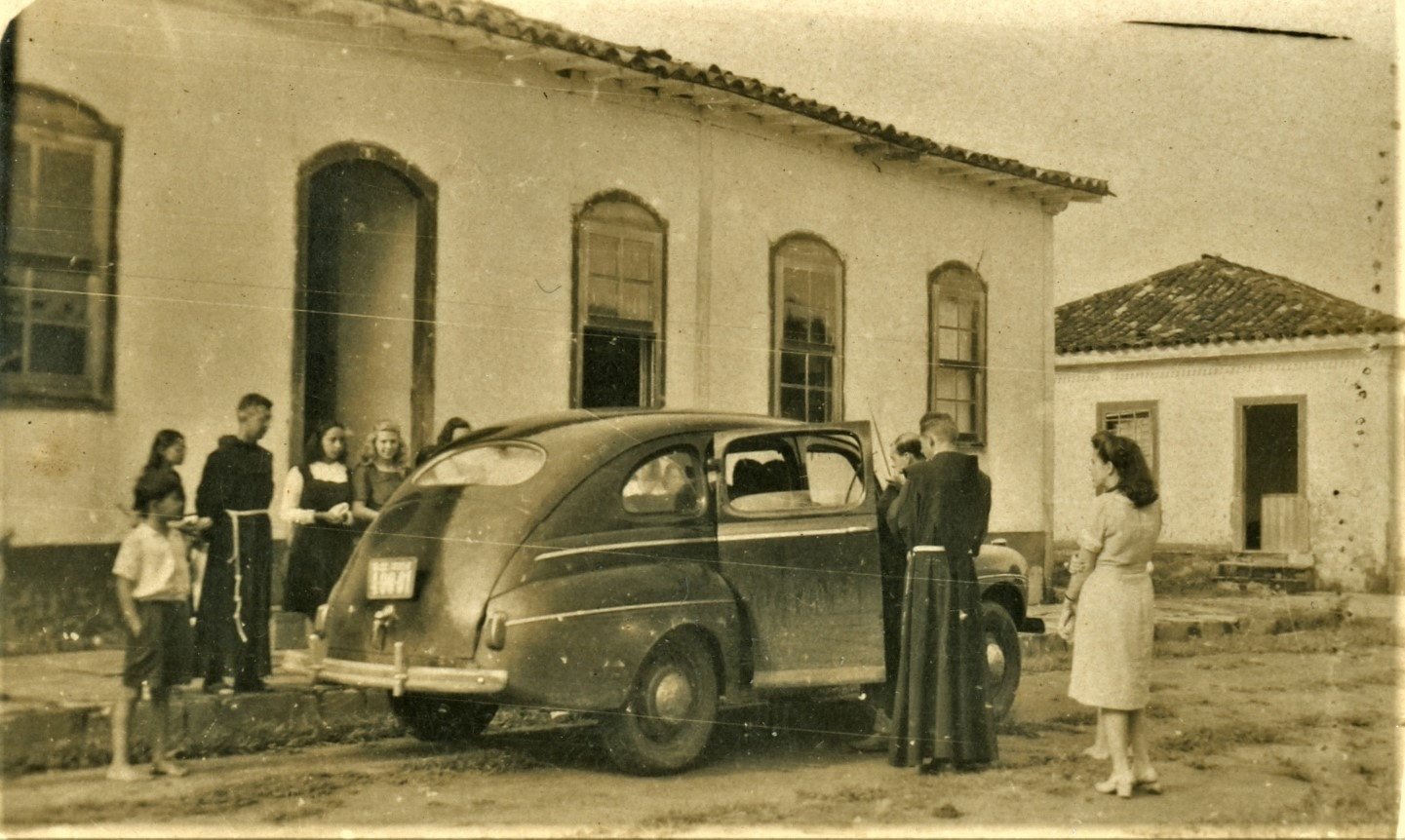
Franciscanos com o jipe em frente a casa paroquial.

A partir do documento, podemos observar que os itinerários que percorriam as fazendas constituíam uma abrangente rede de iniciativas evangelizadoras promovidas pela Igreja, com o propósito de alcançar todos os povoados e propriedades rurais. Essas ações incluíam preces, batismos, distribuição da comunhão e até mesmo catequização, conforme mencionado anteriormente. É notável perceber que os conceitos que os párocos detinham acerca do povo eram bastante desfavoráveis. A evangelização por si só não parecia ser suficiente; havia a necessidade de transformar hábitos, costumes e atitudes, isso justificava para eles o funcionamento das escolas.
Com essa visão, os franciscanos assumiram a Paróquia em 1941, e perceberam que os desafios nos "giros" eram substanciais devido às extensas distâncias, e algumas dessas dificuldades foram atenuadas quando os franciscanos adquiriram um jipe para percorrer essas regiões remotas. Segundo eles, o veículo automotor americano foi utilizado durante a Segunda Guerra Mundial, período em que as estradas ao norte da paróquia eram intensamente utilizadas, mas posteriormente foram abandonadas...
As estradas representaram um grande obstáculo para Pirenópolis nas primeiras décadas do século XX. Na câmara municipal, inúmeras discussões foram realizadas na tentativa de encontrar uma solução para esse problema persistente, que, contudo, perdurou por muito tempo. O município carecia de vias que o conectassem às diversas regiões. No ano de 1925, foi aprovado um projeto para a abertura de uma estrada de rodagem ligando esta cidade a Anápolis. No entanto, o projeto ficou paralisado por um período prolongado devido à escassez de recursos financeiros. Anos mais tarde, em 1949, surgiu novamente um pedido para a construção de uma estrada de Pirenópolis a Corumbá, o qual também demorou a sair do papel. Esses dados suscitam reflexões sobre as dificuldades enfrentadas no deslocamento entre diferentes regiões. O jipe adquirido pela Igreja na época, possivelmente, enfrentou muitas dificuldades de locomoção diante de tantos obstáculos.

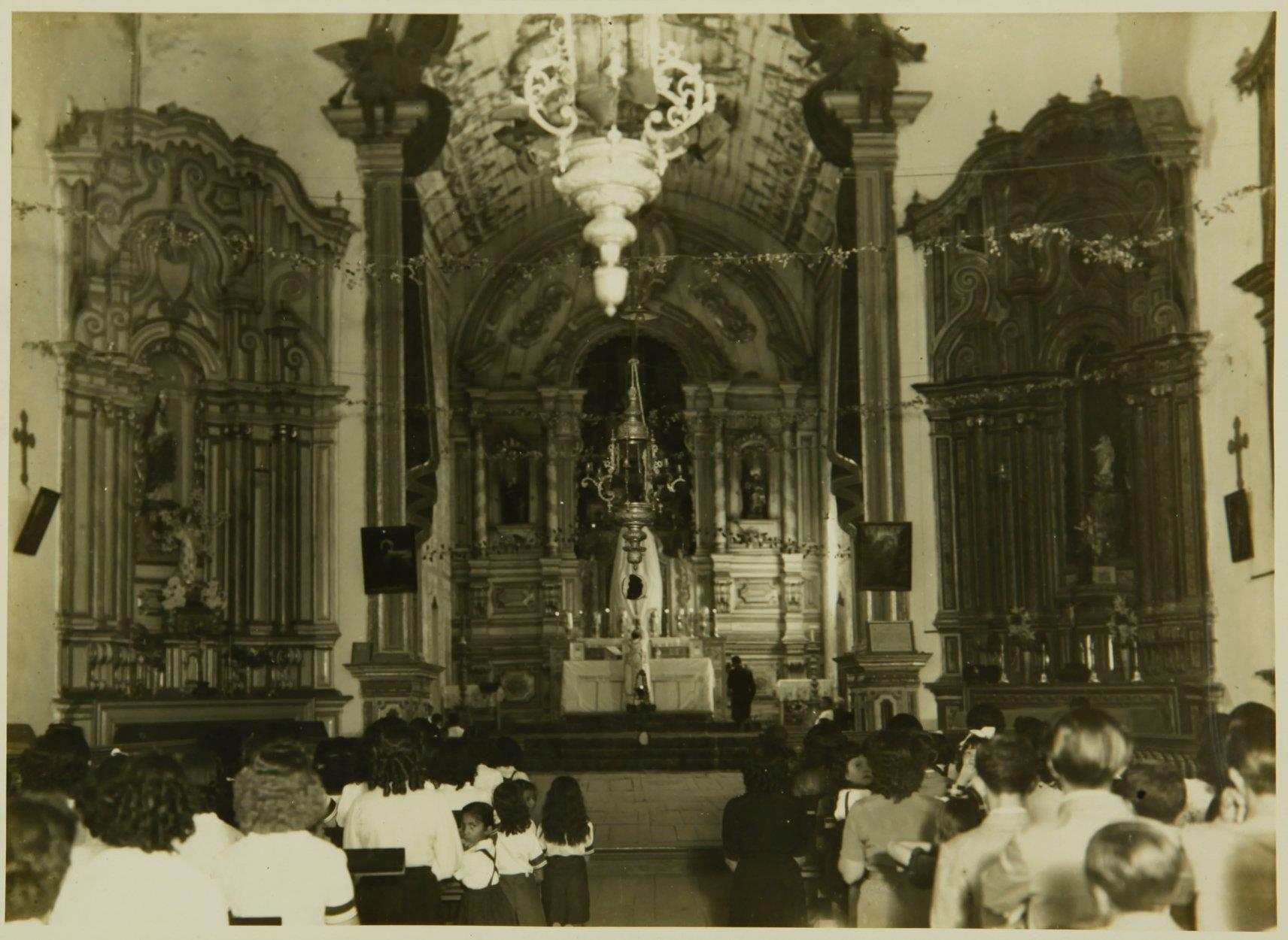
Missa tridentina na Igreja Matriz em meados de 1940

A distância e as dificuldades de acesso geravam situações complexas que talvez chegassem a inviabilizar o trabalho dos padres. Outro fator agravante era o tamanho do município, com mais de cinco povoados e dezenas de fazendas, a maioria delas desprovida de capela. É plausível que as fazendas mencionadas, onde os giros eram mais frequentes, fossem as maiores e mais movimentadas. Somente uma quantidade significativa de fiéis poderia justificar tanto sacrifício. Dado que muitas fazendas não tinham capela, as cerimônias das santas missões eram realizadas nas residências dos proprietários, onde geralmente moravam, além dos proprietários, familiares, empregados e agregados. Moradores vizinhos também eram presenças frequentes nessas ocasiões.

#### Tombamento da Matriz
Em 1941, a Igreja Matriz foi tombada como Patrimônio Histórico e Artístico Nacional, sob o processo nº 241-T-1941, inscrita no Livro do Tombo Histórico sob nº 165, de 03 de julho de 1941, o tombamento incluiu todo o seu acervo, de acordo com a Resolução do Conselho Consultivo da SPHAN, de 13 de agosto de 1985, referente ao Processo Administrativo nº 13/85/SPHAN.

#### Demolição do Rosário dos Pretos
Ao mesmo tempo em que se preservara a história através do tombamento da Igreja Matriz, ocorreu a começou a destruição da Igreja do Rosário dos Pretos. Segundo José Claudino da Nóbrega, em neste período ele comprou diversas peças da antiga Igreja do Rosário, e seu vendedor destinou o produto da venda à ajuda na construção de um ginásio, o antigo Colégio Nossa Senhora do Carmo, atual Aldeia da Paz e ainda diz:

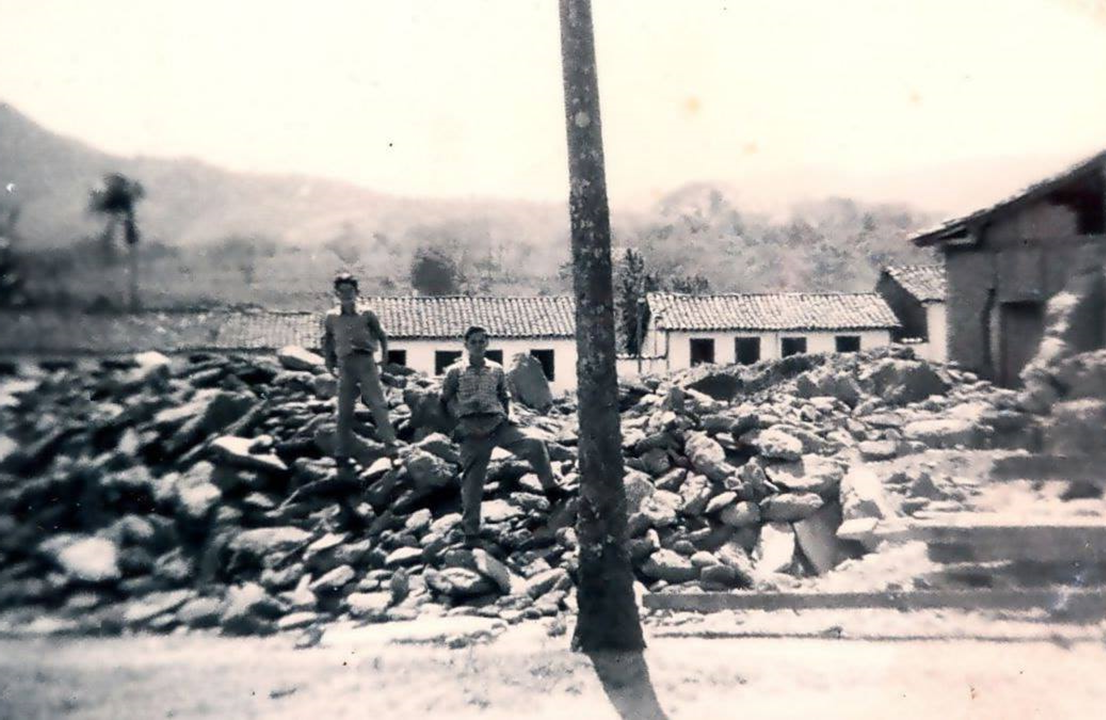
demolição da Igreja do Rosário dos Pretos

Após a venda das valiosas peças, lamentavelmente, teve início o processo de demolição da histórica Igreja do Rosário dos Pretos. O seu altar-mor, que originalmente abrigava a venerada imagem de Nossa Senhora do Rosário dos Pretos, hoje encontra-se abrigada na Igreja do Carmo, preservando parte da sua significativa história. Nos nichos laterais do altar-mor estavam as imagens de São Rafael e São Bento, ambas das quais estavam na Matriz no momento do incêndio. Vale ressaltar que o próprio altar-mor chegou a ser vendido, mas a comunidade local reagiu com vigor, evitando que ele fosse transportado para São Paulo.
Graças à enérgica reação da população, o altar-mor foi preservado e, com o trágico incêndio que atingiu a Igreja Matriz, atualmente encontra-se montado como altar principal em outra igreja da cidade. O altar lateral direito da Igreja do Rosário dos Pretos era dedicado a São Sebastião, cuja imagem foi transferida para a Igreja do Bonfim e, infelizmente, furtada de lá em 1978.
Já o altar lateral esquerdo era dedicado a São Benedito, e sua imagem encontra-se atualmente na Matriz, contribuindo para enriquecer a história e a devoção religiosa da cidade. Outras imagens, alfaias, paramentos, móveis e demais pertences do templo foram redistribuídos entre essas três igrejas ainda existentes na cidade, preservando parte do legado histórico e religioso da região.

#### Capela São Judas Tadeu
No ano de 1953, um marco significativo na história da comunidade local ocorreu graças à iniciativa visionária de Braz Wilson Pompêo de Pina. Foi nesse período que a Capela São Judas Tadeu foi erguida, consolidando-se como um espaço de culto e devoção na região do bairro do Carmo. A cerimônia de sagradação desta capela foi conduzida por Dom Emanuel Gomes de Oliveira, S.D.B., então arcebispo metropolitano, acrescentando um toque de solenidade e importância ao evento.
Com a construção da capela e a abertura da atual rua São Judas, esse marco histórico também impulsionou o desenvolvimento urbano da parte alta do Bairro do Carmo. Esse projeto não apenas atendeu às necessidades religiosas da comunidade, mas também teve um impacto significativo na expansão e ocupação da área, moldando a evolução da região ao longo do tempo.

#### Furto no Bonfim
Em setembro de 1978, um evento de grande repercussão abalou a comunidade de Goiás, marcando o maior roubo de peças artísticas da história do estado. O incidente ocorreu na Igreja do Bonfim, e as estimativas na época avaliaram o valor das peças roubadas em três milhões e meio de cruzeiros, ressaltando sua inestimável importância cultural e histórica. Entre os itens levados, encontravam-se preciosidades do século XVIII, incluindo imagens barrocas, pratarias e outros objetos sacros.
Entre as peças roubadas estavam 01 imagem de Santa Bárbara e 01 de Santa Luzia, ambas de origem francesa, 01 imagem de Nossa Senhora da Conceição e 01 de Santa Ana, além de 01 do Divino Pai Eterno de Veiga Valle. Além disso, quatro crucifixos e dois castiçais de madeira também foram subtraídos. Entre as relíquias de prataria setecentistas levadas estavam 04 castiçais, um turíbulo, uma naveta, um ostensório, um cálice e uma patena. Além disso, foram roubados têxteis valiosos, incluindo uma casula e uma estola decoradas com fio de ouro.
Um aspecto marcante dessa história é a atribuição do furto a Ivan Ferreira Santos, que usava o pseudônimo de Sandra. Ele foi preso, mas posteriormente liberado. Segundo um relato do jornal O Globo, datado de 1º de novembro de 1978, Ivan estava sob suspeita de roubo de peças sacras não apenas em Goiás, mas também em outros estados brasileiros, como São Paulo, Minas Gerais, Rio de Janeiro e estados do nordeste. No entanto, o paradeiro das preciosas peças roubadas em Pirenópolis permanece um mistério até os dias de hoje, com sua localização ainda desconhecida. Esse triste episódio representa uma perda irreparável do patrimônio histórico e religioso da região.

#### Tombamento do Centro Histórico
Em 1989, um marco importante para a preservação do patrimônio histórico de Pirenópolis ocorreu com o tombamento do Centro Histórico da cidade pelo Instituto do Patrimônio Histórico e Artístico Nacional (IPHAN). Esse ato de proteção estendeu-se às igrejas do Bonfim e do Carmo, que estavam localizadas dentro desse perímetro histórico, conferindo-lhes o status de Patrimônio Nacional. Essa medida reflete o compromisso em preservar e valorizar o rico legado cultural e arquitetônico desses templos religiosos, reconhecendo sua importância histórica para a cidade e para o país.

#### Restauro do Bonfim
Em 02 de fevereiro de 1990, uma porção do telhado da Igreja Nosso Senhor do Bonfim desabou, demandando uma resposta imediata. A Prefeitura de Pirenópolis, sob a gestão de Luiz Armando Pompeu de Pina na época, prontamente interveio para providenciar a restauração. Com recursos próprios, foram realizadas obras abrangentes, incluindo a reconstrução do telhado, reparos nas paredes, revitalização das pinturas dos altares, caiação interna e externa, e a renovação das vidraças.
A conclusão desses esforços foi marcada pela inauguração durante as festividades do padroeiro daquele ano. Uma missa solene em latim foi entoada pelo renomado Coro e Orquestra Nossa Senhora do Rosário, presidida pelo bispo Dom Manuel Pestana Filho e concelebrada pelo pároco Pe. Primo Carrara. O Te Deum, alternado entre o coro e o pároco, reverberou pela igreja, celebrando a restauração. Para adornar o entorno da igreja, um par de palmeiras imperiais foi plantado, proporcionando uma moldura majestosa para o edifício. Esse evento não apenas marcou a renovação física da igreja, mas também simbolizou o esforço conjunto da comunidade em preservar e celebrar seu patrimônio religioso.

#### Capela Nossa Senhora de Fátima
Em maio de 1993, foi solenemente inaugurada a capela dedicada a Nossa Senhora de Fátima, um gracioso templo construído por Duílio Pompeu de Pina no terreno da sua família e generosamente doado à comunidade. Para ornamentar a capela, Duílio adquiriu vitrais em São Paulo e a imagem da padroeira em Fátima. Desde então, entre os dias 4 e 12 de maio, a capela se torna palco da novena em honra a Nossa Senhora de Fátima, culminando em uma comovente celebração no dia 13. Nesse dia, uma procissão serena percorre as imediações, seguida por uma emocionante missa e a solene Coroação. Durante esse momento especial, quatro jovens vestidas de branco entoam versos musicais reverenciando a Senhora de Fátima, enquanto outras duas crianças têm a delicada tarefa de colocar uma coroa de flores na imagem da santa, acompanhadas por mais uma criança trajada como um anjo. Ao redor do altar improvisado, diversas crianças se apresentam, vestidas como anjos, contribuindo para a atmosfera celestial. A tradicional música é conduzida pelo casal de violinistas, Ita e Alaor.
As raízes dessas festividades a Nossa Senhora de Fátima remontam a períodos anteriores, quando as celebrações tinham lugar na Igreja do Carmo e, posteriormente, na Igreja Matriz. Contudo, nos dias atuais, como mencionado, as festividades ganham vida na praça da capelinha de Nossa Senhora de Fátima, marcadas por fogos de artifício, leilões e outras expressões populares. Os devotos participam fervorosamente das novenas ou do terço, dependendo da disponibilidade dos párocos, e da comovente procissão, carregando velas enquanto percorrem as ruas do bairro Zizito Pompeu. Durante o trajeto, oferecem flores e iluminam o caminho com fogos em reverência à amada Senhora de Fátima. Essa tradição é um testemunho vívido da devoção e da rica expressão religiosa que une a comunidade em celebração à sua padroeira.

#### Restauro da Matriz
A década de 1990 foi um período significativo para o processo de restauração e preservação dos bens culturais de Pirenópolis, incluindo suas igrejas históricas. Nesse período, houve um aumento do interesse e dos esforços dedicados à recuperação e conservação do patrimônio arquitetônico e artístico da cidade, muitos dos quais estavam em estado de degradação. No período compreendido entre 1996 e 1999, a Matriz passou por um notável processo de restauração arquitetônica e artística, contando com a valiosa colaboração da Sociedade dos Amigos de Pirenópolis e a orientação do IPHAN. O financiamento para esse empreendimento foi providenciado pela Telebrás, por meio da Lei do Mecenato, com uma verba total de R$ 875.000,00 e a obra executada pela Construtora Biapó.
A equipe responsável pelo projeto era diversificada, composta por engenheiros, arquitetos, restauradores, mestres de obra e operários, que trabalharam de maneira colaborativa e dedicada. Além de elevar o padrão técnico-profissional, a integração da mão-de-obra local teve impactos positivos na geração de empregos e no fortalecimento da economia local. Desde o início, o canteiro de obras foi aberto ao público, proporcionando exposições didáticas para esclarecer cada aspecto do processo de restauração.
O laudo emitido pelos técnicos do IPHAN destacou diversos problemas, incluindo desprendimento de revestimentos externos, danos causados por cupins e umidade em peças de madeira, sujeira e oxidação nas peças decorativas, e a presença de vários tipos de animais, transformando a igreja em um "zoológico". O processo de restauração incluiu a demolição parcial do revestimento externo, a substituição de peças de madeira danificadas, a lavagem e imunização das telhas, a substituição de elementos estruturais deteriorados por motivos ecológicos, a remoção de animais indesejados e a preservação de corujas suindaras, conhecidas também como Coruja-das-torres.
Na parte artística, como altares, forros e imagens, os estragos causados pelos cupins foram abordados com técnicas específicas de restauração. O barrado azul original na capela-mor, descoberto durante o processo, não pôde ser totalmente restaurado devido a camadas de reboco adicionadas ao longo do tempo. Optou-se, então, por recriar o barrado por meio de uma pintura nova, imitando o original.
As obras de restauração foram concluídas em 2000, marcadas pela celebração do "Projeto Tocando a Obra" com performances musicais na igreja. O relógio alemão de 1885 foi restaurado, e a igreja, agora majestosa e imaculada, brilha no alto da colina com suas torres alvas, reverenciando o azul do céu como uma súplica ao divino.

### Século XXI: Rupturas, continuidade e atualidades

#### Incêndio da Matriz
Em 05 de setembro de 2002, a comunidade de Pirenópolis experimentou uma profunda consternação, assemelhando-se à perda de um ente querido, tal como uma mãe ou irmã mais velha. Por volta das 2h00 da madrugada, jovens vigilantes notaram fumaça na capela à direita da igreja, suspeitando imediatamente de um incêndio. Após buscar o pároco, que não encontrou a chave, eles decidiram arrombar a porta com um machado. Ao entrarem, depararam-se com a nave tomada pela fumaça, e agiram prontamente para retirar as imagens dos altares. Em pouco tempo, a densidade da fumaça tornou quase impossível a entrada no local. Os bombeiros foram chamados, acionando o caminhão-pipa de Anápolis.
O fogo teve início na sacristia, avançou pela porta próxima ao altar-mor, consumiu o retábulo-mor e atingiu o forro e o telhado da capela. Nesse dia, o vento forte e seco soprava do leste. Quando o caminhão-pipa chegou por volta das 4h00, o incêndio já havia se alastrado pelo telhado, tornando a intervenção mais difícil. Os bombeiros enfrentaram desafios, pois não podiam lançar água diretamente no fogo e nas paredes devido ao risco de choque térmico, que poderia resultar no desabamento das paredes. Assim, concentraram-se na proteção das casas vizinhas, ameaçadas pelo calor intenso que chegou a incendiar uma palmeira em um quintal. O espetáculo das chamas consumindo a antiga igreja era desolador, com suas labaredas ascendendo pelas torres como se fosse um vulcão em erupção, ao ponto de alguns relatarem terem visto os sinos pingando metal derretido. Uma amostra de metal derretido foi encontrada na base da torre após o incêndio.
Ao amanhecer, a devastação estava completa, e a igreja continuou a exalar fumaça por toda uma semana. Até hoje, muitos se questionam sobre as causas do incêndio, mas nenhum veredicto conclusivo foi alcançado pela perícia técnica. Registra-se que o local onde se presume que o fogo teve início já havia sido denunciado pelo IPHAN por diversas irregularidades, como instalações elétricas clandestinas, uso de equipamentos inadequados e ligações de água e esgoto não autorizadas. A noite do incêndio também foi marcada por uma vigília, até a meia-noite, onde algumas velas poderiam ter sido deixadas nos altares. A especulação sobre possíveis motivos, desde falhas acidentais até ações criminosas após um suposto furto, permanece sem resposta definitiva. O triste desfecho revela que um patrimônio inestimável como a Matriz não deveria ter sido negligenciado, mas infelizmente, aconteceu de forma lamentável.

#### Reconstrução da Matriz
No mesmo dia do trágico incêndio, autoridades de destaque, incluindo o governador, embaixadores e o então presidente Fernando Henrique, compareceram para expressar seus pêsames, tratando a situação como o luto pela perda de um ente querido. Compromissos imediatos foram assumidos para a reconstrução da igreja, começando com um projeto de Salvamento Emergencial. Para proteger os escombros dos elementos naturais, a igreja foi circundada por um tapume e coberta com uma estrutura metálica, além de telas nas laterais. Paredes e vãos de portas e janelas foram escorados com madeira e tijolos sólidos. Todo o entulho foi cuidadosamente recolhido e peneirado para separar elementos como o relógio, sinos, fragmentos dos altares e ferragens.
A reconstrução, orçada em cerca de R$ 5,5 milhões, foi liderada pela SOAP - Sociedade dos Amigos de Pirenópolis, uma ONG encarregada das obras em colaboração com o IPHAN - Instituto do Patrimônio Histórico e Artístico Nacional. Parte do financiamento veio por meio da lei de incentivo à cultura (lei Rouanet), com contribuições de empresas estatais. A Celg - Centrais Elétricas de Goiás repassou R$ 1,1 milhão; o BNDES contribuiu com R$ 1,0 milhão; a Petrobrás com R$ 1,0 milhão e a Caixa Econômica Federal com R$ 500 mil, totalizando R$ 3,6 milhões dos R$ 5,5 milhões estimados.
As obras foram iniciadas pela SOAP e pelo IPHAN, com a Construtora Biapó, especializada em restauração de patrimônio e responsável pela última restauração da igreja, sendo a empresa vencedora da concorrência. O projeto de reconstrução focou na parte estrutural e arquitetônica, deixando de fora a parte artística devido à sua natureza religiosa e exigências específicas. A reconstrução planejou a restauração, ao longo de 15 meses, da taipa de pilão destruída, o preenchimento dos adobes nas torres e parte anterior, a reinstalação do madeiramento, a restauração dos portais e esquadrias das janelas, e a reconstrução completa do telhado, incluindo a confecção artesanal de telhas coxas.
Em fases subsequentes, o piso de madeira, o coro, escadarias, forros, balaustradas e corrimões foram reconstruídos. Durante toda a obra, a igreja permaneceu aberta à visitação, dando à população a oportunidade de acompanhar de perto o progresso, em uma ação conhecida como "Tocando o Restauro", que incluiu visitação controlada e eventos musicais.
A culminação desse árduo trabalho ocorreu em 30 de março de 2006, com a emocionante inauguração do templo reconstruído. Desde então, a igreja recuperou não apenas sua forma arquitetônica majestosa, mas também sua função central como o principal templo da paróquia. O restabelecimento do uso regular da igreja não só representa um testemunho da resiliência da comunidade, mas também reflete o comprometimento em preservar o patrimônio histórico e religioso, assegurando que esse monumento continue a desempenhar um papel vital na vida da comunidade.
Em 2005, com recursos do Governo do estado de Goiás, foi realizado restauro estrutural na Igreja Nosso Senhor do Bonfim, que incluiu a recuperação da fachada e a pintura em seu interior. Por falta de dinheiro, não restaurou os elementos de arte. A inauguração teve missa celebrada pelo pároco, Pe. Luiz Virtuoso que exibiu uma relíquia do Santo Lenho - pedaço da Cruz de Cristo.

#### Obras no Carmo

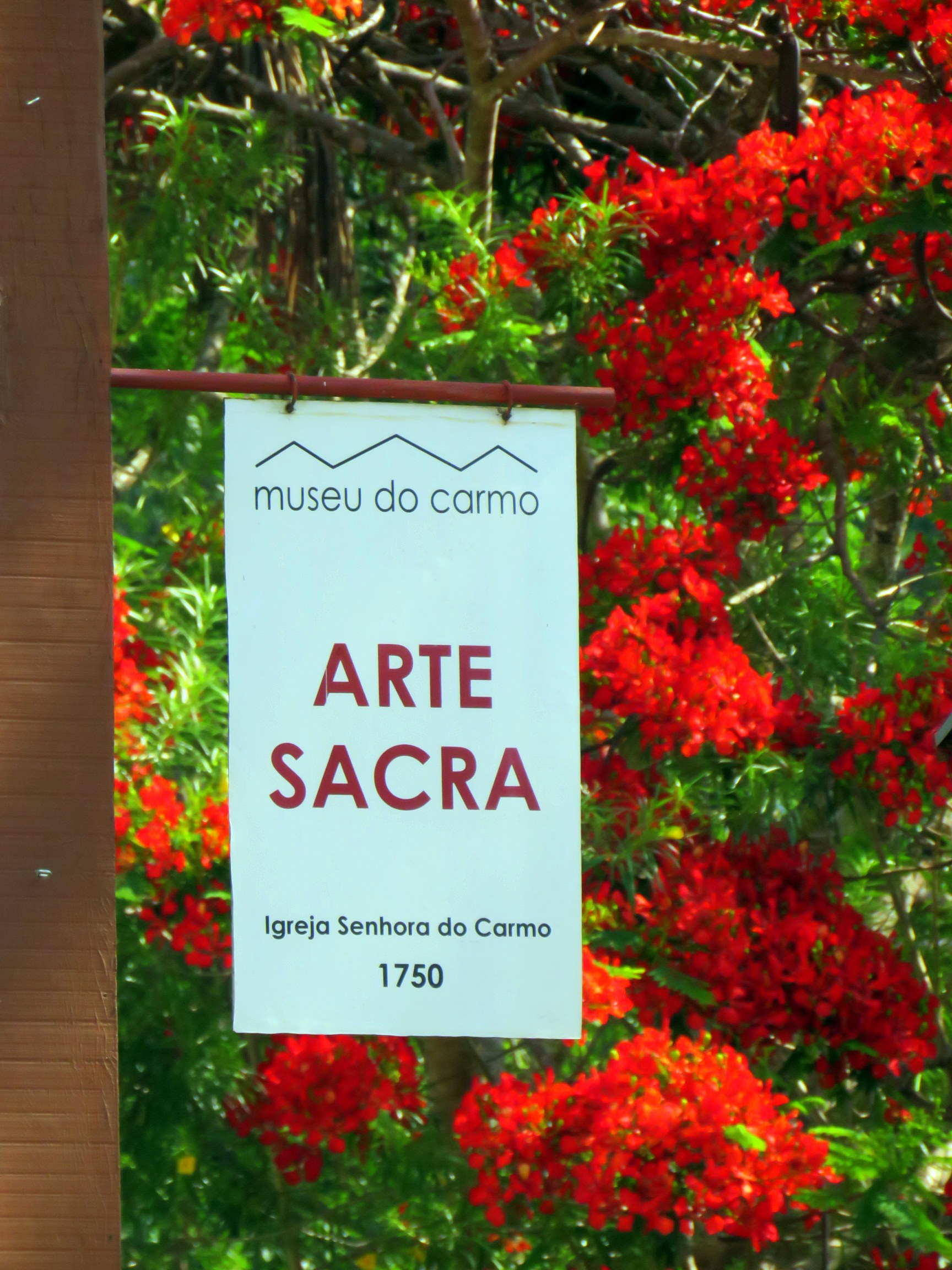
Placa do Museu de Arte Sacra do Carmo

Entre os anos de 2008 e 2009, uma abrangente renovação foi realizada na Igreja Nossa Senhora do Carmo, abordando tanto aspectos artísticos quanto elementos móveis e integrados. As atividades de preservação e manutenção arquitetônica incluíram a renovação do telhado e das esquadrias, que abrangem portas e janelas. Adicionalmente, ocorreu a substituição do piso das salas laterais por novos mezaninos, uma revisão completa das instalações elétricas e uma nova camada de tinta, tanto no interior quanto no exterior do edifício. Para controlar a umidade, foram introduzidos drenos nas paredes laterais, enquanto um projeto de iluminação foi implementado para aprimorar a atmosfera. A área adjacente à igreja também passou por um processo de requalificação, que envolveu a reestruturação dos jardins, a criação de novas calçadas e a instalação de bancos.
Os elementos artísticos foram alvo de atenção especial durante esse processo. O altar-mor passou por uma minuciosa restauração, incluindo revisão estrutural e consolidação do suporte. Esse procedimento foi seguido por imunização, remoção de camadas adicionais de tinta, limpeza, reintegração e aplicação de medidas de proteção, visando tanto a estética quanto a preservação. Os altares laterais, provenientes da antiga Igreja do Rosário dos Pretos, foram objeto de intervenção e restauração artística. As estruturas dos retábulos foram submetidas a revisão estrutural, consolidação de suporte e medidas de preservação. No caso do retábulo esquerdo, a pintura original foi restaurada por meio de uma ação meticulosa de limpeza e remoção das camadas de repintura, permitindo a reintegração das cores originais e a ressurgência de sua apresentação estética genuína.
No retábulo direito, ao remover as camadas de repintura, constatou-se que o estado de preservação do que restava da obra original era comprometido, evidenciando apenas vestígios mínimos. Diante disso, a decisão foi tomar medidas visando a coesão visual do conjunto, optando por retirar os pontos onde sobrevivia alguma parcela de pintura original, preservando integralmente os ornamentos em madeira e a pintura que guarnecia o nicho contendo a representação da santa. No ano de 2010, imediatamente após a conclusão dos processos de restauração arquitetônica e artística, ocorreu a reestruturação do Museu de Arte Sacra do Carmo. Este museu, oficialmente inaugurado em 07 de outubro de 2009, passou por uma reorganização completa durante o ano seguinte, acompanhada da implementação de uma nova exposição permanente.

#### Festa do Divino Patrimônio Imaterial
Em 2010, a grandiosa Festa do Divino recebeu uma honraria significativa ao ser oficialmente reconhecida como Patrimônio Cultural e Imaterial brasileiro pelo Instituto do Patrimônio Histórico e Artístico Nacional (IPHAN). Durante as Cavalhadas de domingo, em 23 de maio daquele ano, após a entrada dos cavaleiros cristãos e mouros, representantes do IPHAN estiveram na arena para entregar ao prefeito Nivaldo Antônio de Melo o título de Patrimônio Cultural do Brasil para a Festa do Divino Espírito Santo de Pirenópolis, aprovado pelo Conselho Consultivo do Patrimônio Cultural em abril daquele ano. Posteriormente ao Círio de Nossa Senhora de Nazaré, em Belém do Pará, em outubro de 2005, a festa de Pirenópolis foi a primeira manifestação religiosa a receber essa distinção.
O inventário conduzido pelo Departamento de Patrimônio Imaterial do IPHAN constatou que a Festa do Divino Espírito Santo de Pirenópolis apresenta todos os elementos que a caracterizam como um "fato social total". Este evento é um sistema abrangente de produção e circulação de bens e dádivas, fundamentado na reciprocidade, exercendo influência em todas as dimensões da vida social local. A própria comunidade descreve a festa como um "patrimônio de valor inestimável" e dedica-se à preservação dessa tradição. Com o título de patrimônio cultural brasileiro, o IPHAN passa a implementar políticas de proteção à Festa do Divino Espírito Santo de Pirenópolis, por meio de medidas de salvaguarda destinadas a enfrentar quaisquer desafios que possam ameaçar essa expressão cultural única.

#### Obras no Bonfim
No período de 2010 a 2013, por meio de financiamento do IPHAN, foi conduzido um significativo processo de restauração na Igreja Nosso Senhor do Bonfim. Durante essa empreitada, os restauradores contratados pelo IPHAN realizaram descobertas surpreendentes ao removerem camadas de reboco e tinta branca. Foram reveladas pinturas decorativas parietais nas laterais do altar-mor e em grande parte do forro de madeira, um achado de grande importância para a cidade. Desde o trágico incêndio da Igreja Matriz, não havia mais um templo que preservasse todas as características originais. Além disso, o projeto de restauração recuperou as cores e brilhos do ouro, assim como as tintas dos ornamentos dos altares laterais, altar-mor e do púlpito, elementos marcantes desse magnífico templo.
A conclusão e a inauguração dessa fase de restauro coincidiram com os festejos do padroeiro. Uma missa solene foi celebrada pelo bispo diocesano Dom João Casimiro Wilk, concelebrada pelo pároco Pe. Anevair José da Silva e enriquecida com cânticos em latim pelo tradicional Coro e Orquestra Nossa Senhora do Rosário. Essa restauração não apenas devolveu à comunidade um espaço de culto enriquecido com sua rica história, mas também representou um esforço conjunto para preservar e celebrar o patrimônio religioso da região.

#### Novo Salão, Casa e Secretaria Paroquial
Desde o início do século, diversas propostas e estudos urbanísticos e arquitetônicos foram desenvolvidos para desobstruir o largo da Matriz. Essas propostas variaram desde abordagens radicais, que visavam retornar o largo à sua configuração original através da demolição de construções inadequadas, até ideias mais inovadoras, como a criação de espaços subterrâneos para os edifícios paroquiais. As negociações, ao longo de 16 anos, envolveram diferentes segmentos da comunidade e instituições locais, estaduais e federais. Após equacionar os interesses conflitantes, chegou-se a um consenso de que a Casa Paroquial e os Correios seriam readequados, enquanto o Salão Paroquial seria demolido e reconstruído em uma nova área da praça, preparando o terreno para uma futura revitalização integral.

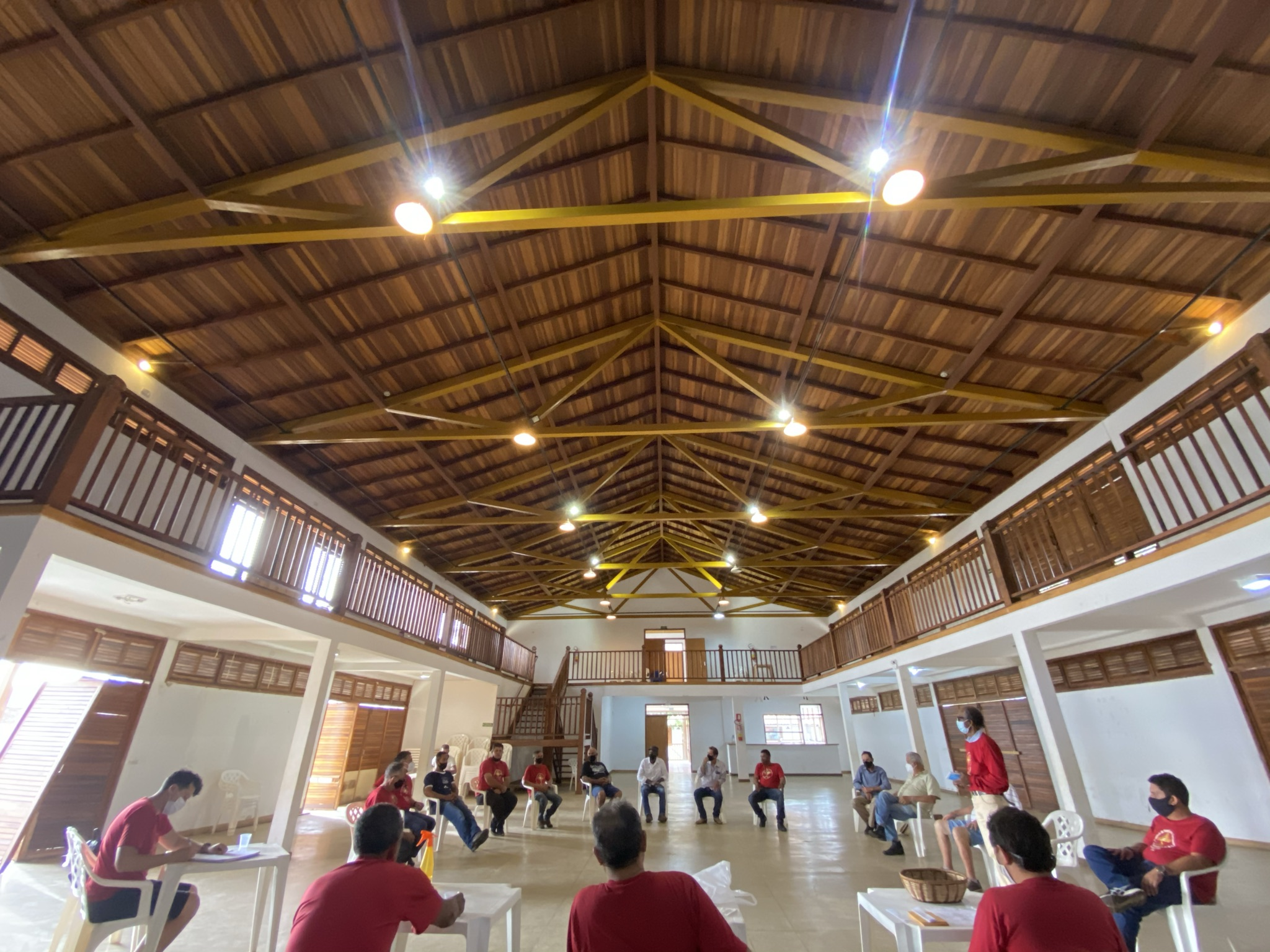
Reunião da Irmandade do Santíssimo no Salão Paroquial Frei Primo Carrara em 2021

Assim, em 2011, com a demolição e realocação do Salão Paroquial e a adaptação da Casa Paroquial, teve início o processo de requalificação do largo da Matriz. O projeto, com uma visão abrangente, destacou a necessidade de uma ação integrada para resgatar a identidade perdida. A proposta para a requalificação do novo Largo da Matriz partiu da premissa de que o espaço deveria ser o mais livre possível, destacando a Igreja Matriz como principal monumento. A ideia era rememorar a ambiência do antigo campo das Cavalhadas, garantindo, ao mesmo tempo, a apreciação da morraria da Serra dos Pireneus. A simplicidade orientou o paisagismo, com zonas sombreadas que não interrompem os principais cones visuais.
Para superar o grande desnível entre o antigo salão e a parte posterior da Igreja Matriz, foi projetada uma arquibancada generosa, funcionando como anteparo sonoro e palco para diversas apresentações. Na praça superior, foram estabelecidos passeios, bancos para contemplação, jardins meticulosamente planejados e uma fonte (espelho d'água) no local de um antigo chafariz. A área central foi mantida livre, destacando os edifícios circundantes e permitindo eventos esporádicos, sempre sujeitos à aprovação dos órgãos competentes para preservar o caráter especial do Largo da Matriz.
A implementação do projeto começou com a inserção do novo Salão Paroquial, a requalificação da Casa Paroquial e a construção da arquibancada atrás da Igreja Matriz. O novo Salão Paroquial, construído em outra posição, seguiu um estilo arquitetônico contemporâneo, harmonizando-se com o conjunto tombado no centro da cidade. Com dois pavimentos, a estrutura modular em concreto e a cobertura em telhas cerâmicas destacam-se, assim como os detalhes em madeira nas esquadrias, e a obra foi inaugurada em 2012 com o nome de Salão Paroquial Frei Primo Carrara, em homenagem ao padre construtor do antigo salão e passando a ser local de realização de eventos da comunidade em geral como feiras e demais.
A antiga Casa Paroquial, erguida nos anos 1960 para servir de residência do pároco, passou por uma requalificação que respeitou a harmonia com o entorno. Com esquadrias em madeira, telhado em quatro águas e varanda em "L", o edifício foi adaptado para abrigar a secretaria paroquial, favorecendo a conexão física e visual com a Igreja Matriz e o novo Salão Paroquial. Dessa forma, a revitalização do Largo da Matriz não apenas desobstruiu o espaço, mas também promoveu uma integração coesa entre a arquitetura contemporânea e a tradição histórica, preservando a identidade única do local. Neste período foi construída pela comunidade a nova residência dos padres nas imediações do ILPI São Vicente de Paula.

#### Jornada da Juventude
Inspirada na grandiosidade da Jornada Mundial da Juventude (JMJ), cuja edição de 2013 deixou sua marcante impressão no Brasil, mais precisamente no Rio de Janeiro, a JJ Piri (Jornada da Juventude Pirenópolis) foi concebida, ecoando as palavras inspiradoras do Papa Francisco durante o evento internacional: “Ide e fazei discípulos entre todas as nações”.

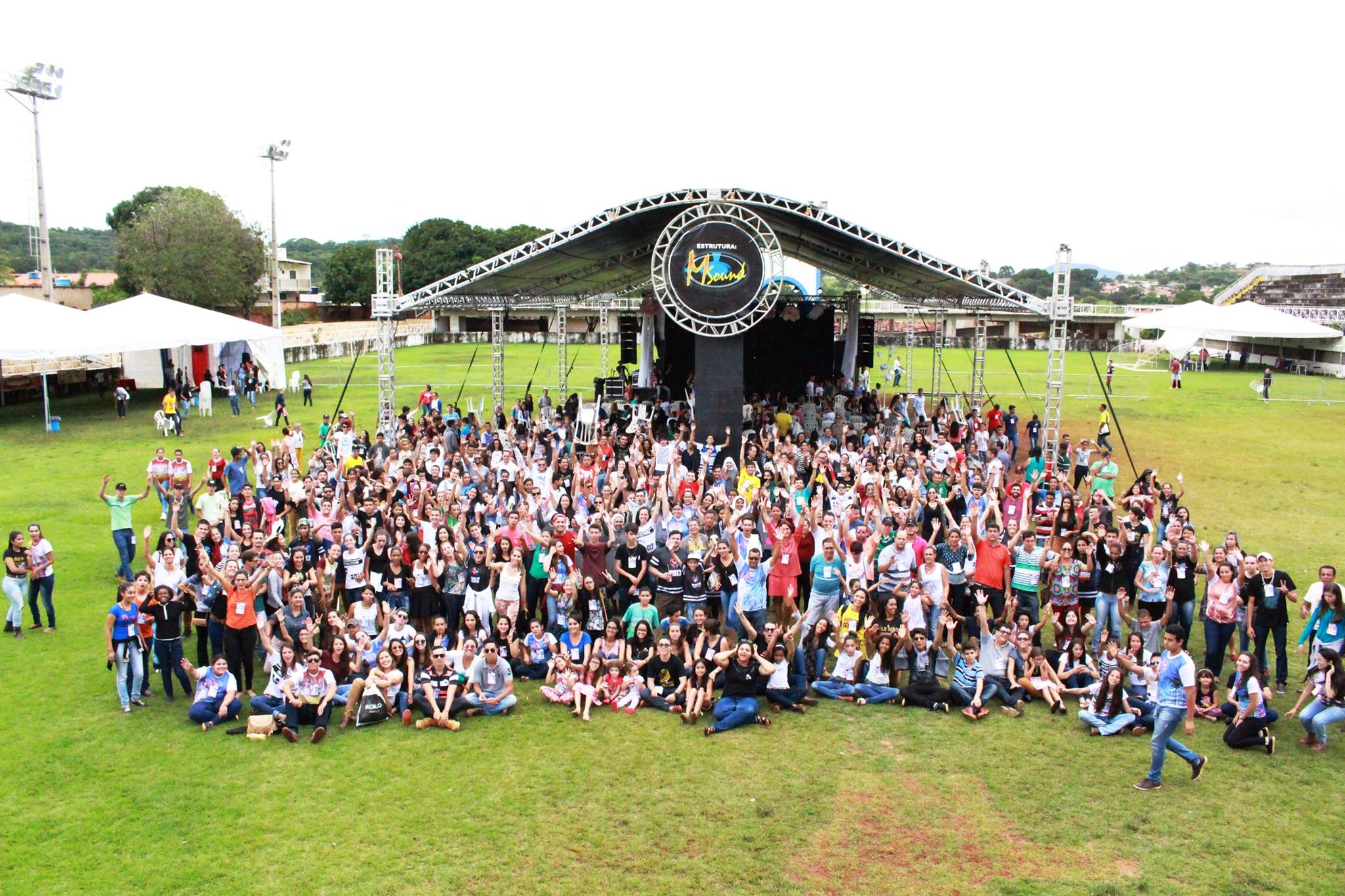
JJPiri - jovens na jornada da juventude em 2017

Sob a iniciativa do Padre Anevair e a coordenação do Padre Danilo, a primeira edição da JJ Piri teve lugar em novembro de 2013. Já a segunda edição, sob a direção do Padre Augusto Gonçalves, ocorreu em fevereiro de 2017, consolidando-se como um evento de destaque que atraiu jovens de diversas paróquias de Goiás e do Distrito Federal, reunindo uma impressionante participação de mais de mil jovens no cavalhódromo.
A rica programação incluiu uma série de atividades significativas, como a Via Sacra, oportunidades para confissões, palestras enriquecedoras, performances teatrais, a celebração da Santa Missa, módulos de discussão e a participação confirmada de influenciadores católicos, além de apresentações musicais.
A JJ Piri, em consonância com a JMJ, manifestou seu compromisso com a inclusão, oferecendo aos participantes provenientes de outras cidades acomodações em casas de família ou alojamentos, sem nenhum custo adicional. Esse gesto caloroso reflete não apenas a generosidade da comunidade organizadora, mas também a dedicação em proporcionar uma experiência inclusiva e significativa para os jovens que participaram deste encontro inspirador.
Em 2019, a venerável Irmandade do Santíssimo, juntamente com as tradições que ela deu início, foi agraciada com o título de Patrimônio Imaterial e Cultural do Município. Esses reconhecimentos ressaltam a importância cultural e histórica desse evento único.

#### Paróquia Santa Bárbara

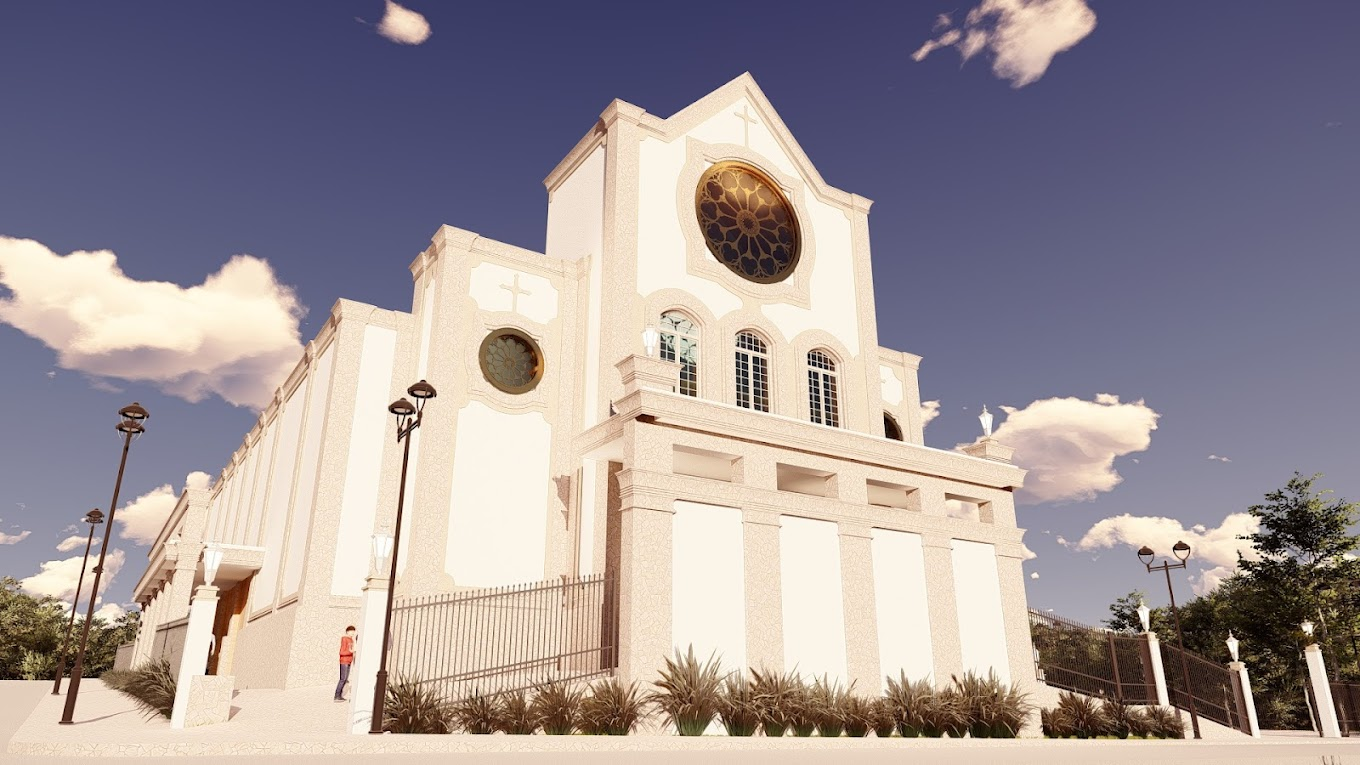
Projeção da nova Igreja Matriz de Santa Bárbara em Pirenópolis

Com o crescimento contínuo do Bairro do Bonfim desde o século XVIII, na década de 2000, o pároco da Paróquia Nossa Senhora do Rosário, Pe. Luiz Virtuoso, percebeu a necessidade de um novo templo na região para atender melhor a comunidade. Com o passar dos anos, foi estabelecida uma nova região pastoral, levando à criação da Paróquia Santa Bárbara, oficialmente instituída em 4 de dezembro de 2015, durante uma celebração às 19h30 na Igreja Santa Bárbara. A missa foi presidida por Dom João Casimiro Wilk, bispo da Diocese de Anápolis, e a criação da paróquia foi formalizada pelo Decreto 017/15, datado de 1º de dezembro de 2015.
A Paróquia Santa Bárbara abrange diversos bairros de Pirenópolis, Goiás, incluindo Morro de Santa Bárbara, Setor Meia Ponte, Vila João de Santa Bárbara, Jardim Santa Bárbara, Jardins Pireneus, Vila Pratinha e Vila Nené Jaime. Além desses, também integra várias comunidades e localidades, como São Francisco de Assis no Pedregulho, São Vicente de Paula na Placa Vicentina, São Sebastião no Povoado Goianópolis/Malhador), Santos Reis no Fundão, Imaculada Conceição no Povoado de Lagolândia, Sant'Ana no Povoado da Capela do Rio do Peixe, Nossa Senhora da Abadia no Miguel João, Nossa Senhora Aparecida, São João Batista no São João, Comunidade Santa Maria dos Anjos na Fazenda Santa Maria dos Anjos e o Parque Jardins Pireneus.
Os limites da Paróquia Santa Bárbara são definidos de forma precisa. O ponto de partida é o trevo de entrada de Pirenópolis. A paróquia se estende pela Avenida Benjamin Constante, passando pela Rua 14 até o Córrego da Prata. Depois, segue pela Rua Pratinha II, Rua Santa Bárbara até a Avenida Luiz Gonzaga, e pela Rua 15 de Novembro até a Rua Pirineus. A linha continua na direção noroeste, contornando os bairros Bonfim, Carmo, Vila Matutina, Vila Pirineus e Jardim Esmeralda, até a Rodovia GO 338. Em seguida, avança na rodovia em direção ao norte até a curva conhecida como "Quebra Rabicho" e, depois, até a BR 153. O limite segue para o norte até a divisa dos municípios de Pirenópolis e Jaraguá, e continua ao longo das divisas até alcançar Goianésia, Vila Propício, Cocalzinho de Goiás e Corumbá de Goiás, até a rodovia que liga Corumbá a Pirenópolis. Essa demarcação territorial é essencial para a organização pastoral e a gestão dos serviços religiosos na área, assegurando uma clara definição das responsabilidades da paróquia em relação às comunidades que atende.

#### Pandemia
Em 2020 e 2021, períodos marcados pela desafiadora pandemia do Coronavírus, a celebração tomou uma forma inédita. Adaptando-se às circunstâncias excepcionais, as festividades foram realizadas sem a presença física dos fiéis. Através dos canais de mídia social, conduzidos pela Pastoral da Comunicação (PASCOM), a comunidade conseguiu compartilhar os momentos especiais da festividade, conectando virtualmente os participantes e mantendo viva a chama da tradição.
Mesmo diante das limitações impostas pela pandemia, a Festa do Divino manteve sua essência tradicional, preservando elementos distintivos como o uso de imagens barrocas, a majestosa Procissão acompanhada por uma Banda de Música e a ressonância dos cânticos em latim. Essa capacidade de adaptação, combinada com a perseverança em manter vivas as raízes culturais, destaca a resiliência e a importância duradoura desta festividade na história e identidade do município, que voltaram a normalidade em 2022, sendo a novena do Divino celebrada por 09 bispos diferentes, e a Missa do Divino pelo Bispo auxiliar de Anápolis.

#### Capela Santa Luzia

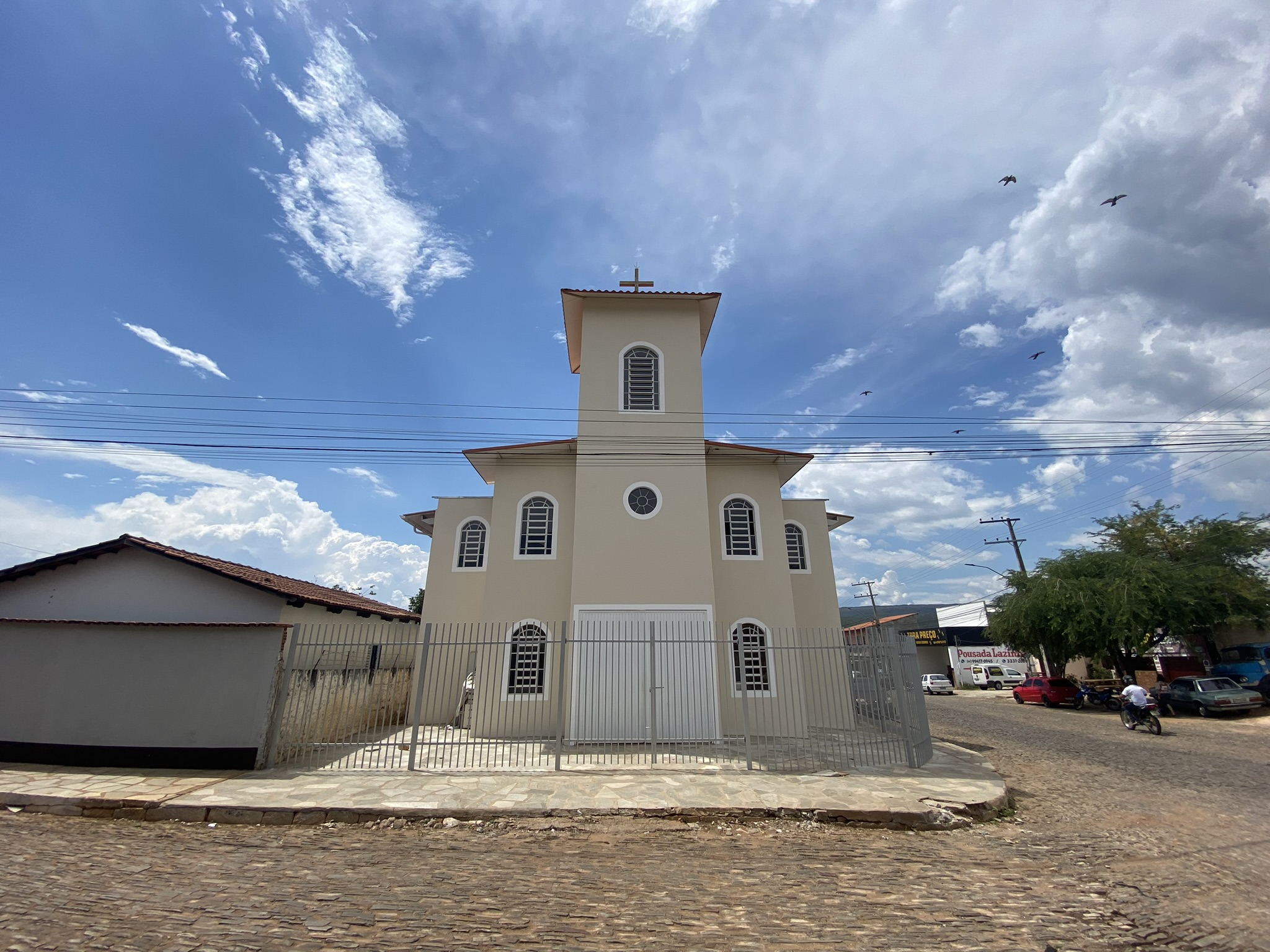
Capela Santa Luzia

Através de campanhas realizadas na comunidade, entre os anos de 2021 a 2023 foi construída na Avenida Benjamim Constant, a principal Rua que da acesso a cidade de Pirenópolis, a Capela dedicada a Santa Luzia. A capela é a primeira capela localizada no perímetro urbano da cidade, e atende os fiéis do centro, e imediações da Vila Cintra, Vila Teodoro, Vila Marília e Jardim Kubistchek.

#### Sessão Solene em homenagem à festa do Divino Espírito Santo e Cavalhadas
Por iniciativa do deputado José Machado dos Santos, do PSDB, foi realizada, no dia 10 de maio de 2023, uma sessão solene em homenagem à Festa do Divino Espírito Santo e às Cavalhadas de Pirenópolis, no plenário Iris Rezende da Assembleia Legislativa de Goiás (ALEGO). O evento, presidido pelo deputado Bruno Peixoto, contou com a presença de diversos representantes dessas significativas manifestações culturais e religiosas do Estado.
A Festa do Divino Espírito Santo, inspirada nas tradições de Portugal e da Espanha da Idade Média, é a maior manifestação popular de Pirenópolis e se caracteriza por suas expressões religiosas e profanas. As Cavalhadas, realizadas sempre no mês de maio ou junho, representam a luta medieval entre mouros e cristãos e atraem milhares de espectadores ao Campo das Cavalhadas, conhecido como Cavalhódromo. Essa celebração se tornou um símbolo de Pirenópolis e um modelo para outras cidades, refletindo a riqueza cultural e a garbosidade da tradição local.

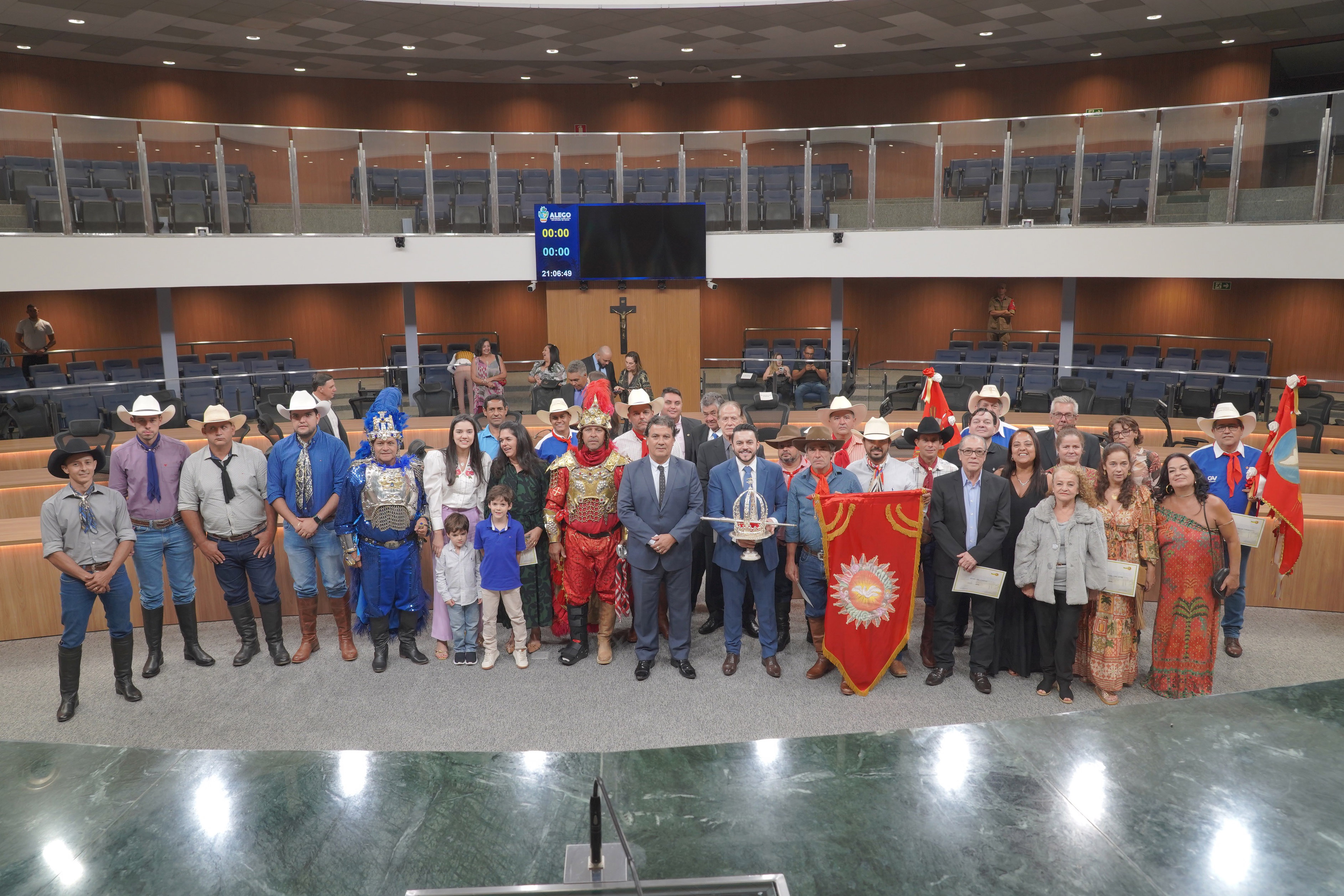
Sessão solene extraordinária em homenagem à festa do Divino Espírito Santo e Cavalhadas de Pirenópolis no plenário da ALEGO.

A solenidade teve como objetivo principal dar visibilidade à importância das festividades para a preservação das tradições culturais e religiosas, além de fortalecer a identidade goiana e estimular o turismo local. Durante a sessão, foram homenageados representantes de diferentes segmentos da Festa do Divino e das Cavalhadas, incluindo o imperador, cavaleiros, pastorinhas, e integrantes das Bandas Phoenix e de Couro, além de outras figuras tradicionais.
A mesa dos trabalhos foi composta por personalidades notáveis, como a esposa do deputado, Annalice Centurion Machado; o imperador da Festa do Divino de 2023, Thales Jayme; e o vereador Mozarto Machado, entre outros. A abertura da solenidade ficou a cargo da tradicional Banda Phoenix, que executou o Hino Nacional Brasileiro e o Hino do Espírito Santo, seguida pela apresentação da Banda de Couro. Também se destacou a participação das Pastorinhas, simbolizando a força da tradição cultural do município.
Em seu discurso, José Machado ressaltou que a Festa do Divino Espírito Santo é uma celebração de devoção que une elementos religiosos e profanos em uma programação rica em celebrações católicas e apresentações folclóricas. Ele enfatizou que as Cavalhadas, que têm suas raízes nas representações medievais das lutas entre mouros e cristãos, são uma tradição trazida pelos colonizadores portugueses e que se incorporou à festividade.
Machado destacou a importância de preservar essas tradições como forma de valorizar a identidade cultural do povo goiano. Ele afirmou que a Festa do Divino e as Cavalhadas são legados históricos que unem gerações, fortalecendo os laços comunitários e familiares. Além disso, ressaltou o impacto econômico do evento, que atrai turistas e visitantes, movimentando o comércio e gerando empregos para a cidade.
O vereador Mozarto Machado também se manifestou, agradecendo a iniciativa e lembrando de outras manifestações culturais relevantes, como a Folia e as novenas do Divino Espírito Santo. O cavaleiro rei Cristão, Adail Luiz Cardoso, destacou o simbolismo das Cavalhadas e convidou todos a participarem das festividades programadas.
No final da sessão, o deputado entregou 16 Certificados de Mérito Legislativo a pessoas que se destacaram na promoção da cultura goiana. Thales Jayme, o Imperador da festa, fez sua fala agradecendo a homenagem e ressaltando a importância da inclusão de todas as famílias de Pirenópolis na organização e realização dos eventos.

#### Palmeiras do Bonfim
Após um intenso vendaval acompanhado por pancadas de chuva em diversas regiões de Goiás, por volta das 17 horas do dia 20 de agosto de 2023, a palmeira imperial localizada à esquerda da Igreja Nosso Senhor do Bonfim foi brutalmente arrancada. O incidente resultou no impacto na rede elétrica da praça do Bonfim e causou danos leves a um veículo estacionado nas proximidades, felizmente sem ocasionar danos adicionais ou ferimentos significativos. Vale ressaltar que a palmeira tombou na direção oposta à igreja, minimizando os riscos. As equipes do 17º Batalhão Bombeiro Militar responderam prontamente à ocorrência, agindo com eficácia. O largo do Bonfim foi imediatamente interditado, e os bombeiros realizaram uma operação de corte da palmeira para desobstruir as vias de acesso, concluindo a tarefa em aproximadamente três horas. Em uma medida preventiva de segurança, em 4 de setembro do mesmo ano, a palmeira do lado direito também foi removida. Essa operação foi conduzida pelo mesmo batalhão dos bombeiros, assegurando a integridade e a tranquilidade da comunidade diante de potenciais riscos.

#### Novos sinos da Matriz
Para celebrar o 296º aniversário da cidade em 07 de outubro de 2023, a Secretaria da Cultura de Goiás realizou uma ação cultural e histórica especial. A Igreja Matriz do Rosário foi agraciada com a doação de dois novos sinos, um gesto financiado pelo tesouro estadual no valor de R$ 89 mil. Esses sinos novos têm pesos de 295 kg e 72 kg, e foram confeccionados com bronze proveniente dos sinos originais, mantendo suas características tradicionais.

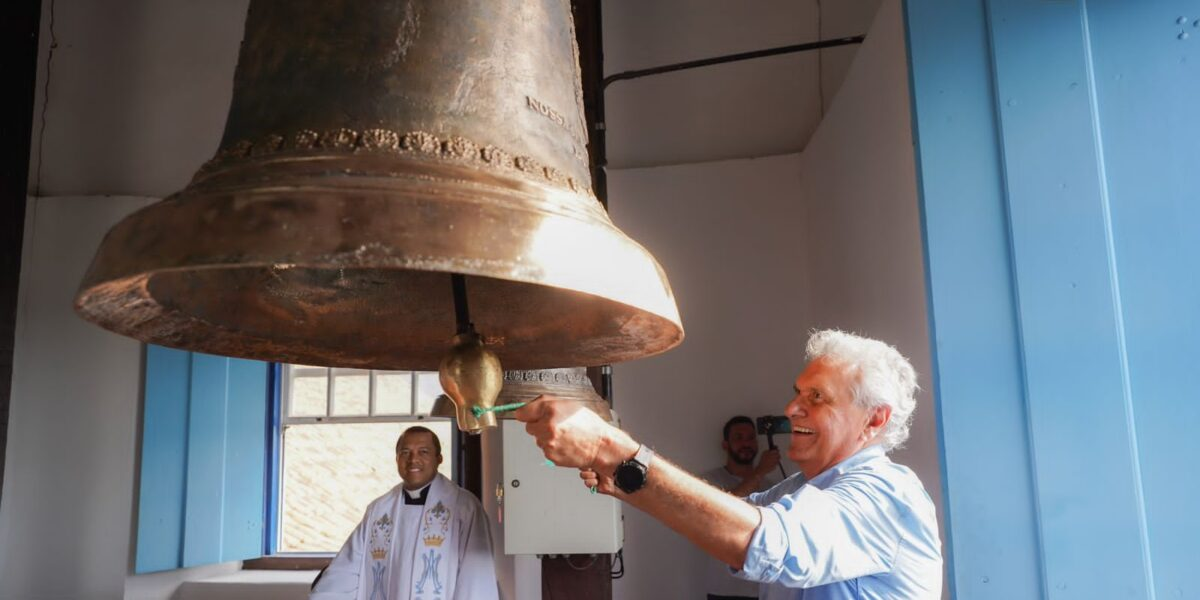
Governador de Goiás Ronaldo Caiado inaugurando os novos sinos da Igreja Matriz de Pirenópolis.

A ideia de fundir esses novos sinos foi anunciada pelo governador Ronaldo Caiado em junho de 2022, durante as festividades da Festa do Divino Espírito Santo em Pirenópolis, a pedido do Pároco Pe. Augusto Gonçalves Pereira. Esses sinos de 2023 foram inspirados nos que foram lamentavelmente destruídos no incêndio que atingiu a Igreja Matriz em 2002. Em 2005, a Matusalém Sinos Ltda de Uberaba, Minas Gerais, fundiu dois novos sinos para a igreja. No entanto, esses sinos sofreram danos devido ao mau uso, incluindo rachaduras, assim como os badalos, que foram utilizados de maneira incorreta e pertenciam a outros sinos do século XVIII. Estes últimos também se deterioraram devido ao uso inadequado em 2014.
Além dos novos sinos fabricados pela Sinos Dourado Tavano Engenharia, de Dourado, São Paulo, a igreja recebeu um novo relógio elétrico, que foi entregue como parte das celebrações de inauguração em 2023. A cerimônia de inauguração transmitida ao vivo pelas redes sociais da Paróquia, foi marcada por uma grande celebração, com a bênção solene dos novos sinos. O evento contou com a presença do governador de Goiás, Ronaldo Caiado, do prefeito Nivaldo Melo, de secretários estaduais e municipais, vereadores, a Venerável Irmandade do Santíssimo com um único irmão, a Banda Phoenix e o Coro e Orquestra Nossa Senhora do Rosário. Ao som do primeiro repicar dos sinos feitos pelo antigo maestro Alexandre Luiz Pompêo de Pina, o coro sob a regência de Aurélio Afonso da Silva entoou o "Glória" da Missa do Rosário, uma tradição celebrada neste dia.

#### Semana Veiga Valle
Com o objetivo de homenagear os 150 anos do falecimento de José Joaquim da Veiga Valle, o renomado escultor goiano Veiga Valle, foram organizados uma série de eventos em Pirenópolis e na cidade de Goiás. No dia 09 de dezembro de 2023, foi lançado o selo do sesquicentenário em uma missa na Igreja São Francisco de Paula, em Goiás, em Goiás, templo sede da Venerável Irmandade do Senhor Bom Jesus dos Passos, fundada em 1745, Irmandade da qual fez parte Veiga Valle. Após a cerimônia, foi inaugurada a Exposição a Céu Aberto no cais do Rio Vermelho, que apresentou imagens das obras do artista, fotografadas por Paulo Rezende, com curadoria de PX Silveira. A mostra permaneceu em exibição até o segundo semestre de 2024.
Nascido em 09 de setembro de 1806 e batizado na Matriz por seu tio Pe. José Pereira da Veiga, Veiga Valle se destacou nas artes de forma autodidata, especialmente na escultura de santos. Sua visibilidade começou em 1830, quando uma de suas esculturas do Divino Pai Eterno se tornou conhecida entre os devotos, incluindo a obra que adorna o Santuário Basílica do Divino Pai Eterno, em Trindade (GO). Em 1841, Veiga Valle se mudou para a cidade de Goiás, onde trabalhou na douração dos altares da Igreja Matriz, antes de se dedicar inteiramente às esculturas sacras.
Ele faleceu em 24 de janeiro de 1874, mas sua obra ganhou notoriedade décadas depois, com catalogações e exposições, incluindo uma no Museu de Arte de São Paulo (MASP) em 1978. Reconhecido como o principal artista barroco goiano e o principal artista sacro de Goiás, Veiga Valle é frequentemente referido como o "genial santeiro goiano", o Aleijadinho goiano e o Fra Angelico brasileiro, conforme destacado na dissertação de mestrado de Fernando Martins dos Santos sobre sua obra.
Em janeiro de 2024, as celebrações do sesquicentenário foram intensificadas. A Semana Veiga Valle começou em 21 de janeiro, encerrando os Festejos de São Sebastião e incluindo exposições, missas e serenatas pelas ruas, além do lançamento de um selo comemorativo em honra ao artista.
Em Pirenópolis, cidade natal de Veiga Valle, a 1ª Semana Veiga Valle teve início com a exibição do filme “Passos da Tradição”, de Carlos Cipriano, no Cine Pireneus. O evento seguiria com uma procissão com a imagem original do Divino Pai Eterno, interrompida pelas chuvas. Adaptando o imprevisto da chuva, a imagem que já seria recebida na cidade pelo corpo de bombeiros seguiu em cortejo em carro fechado, passando pelo itinerário programado, incluindo a Rua Direita, onde localiza-se a residência onde residiu Veiga Valle, local onde foi esculpida a imagem do Pai Eterno. No residência histórica foi inaugurada placa comemorativa.
Ao chegar na Igreja Matriz do Rosário, a 200 metros da antiga residência de Veiga Valle o cortejo foi recebido com o repicar dos sinos e pela centenária Banda Phoenix que executou marchas e dobrados em apresentação patrocinada com recursos municipais da Lei Paulo Gustavo. Após este momento eufórico, a imagem foi cortejada ao altar-mor pela Irmandade do Santíssimo de Pirenópolis, e a dos Passos de Goiás, e após, foi celebrada pelo Pe. Marco Aurélio Martins, CSSR, reitor do Santuário Basílica do Divino Pai Eterno uma missa, cantada em latim pelo Coro e Orquestra Nossa Senhora do Rosário, e transmitida em rede nacional pela TV Pai Eterno e Rede Vida.
Na cidade de Goiás, as celebrações ocorreram entre 22 e 27 de janeiro. A abertura foi realizada na Igreja São Francisco de Paula, com a exposição "Veiga Valle", da fotógrafa Karina Carvalho. As atividades incluíram visitas guiadas ao Museu de Arte Sacra da Boa Morte, onde o acervo do artista é significativo, além de missas, serenatas e uma mesa-redonda com destacados pesquisadores da obra de Veiga Valle e outra missa com a imagem original do Divino Pai Eterno, restaurada meses seguintes.
Essas iniciativas foram organizadas pela Venerável Irmandade do Senhor Bom Jesus dos Passos, da qual Veiga Valle foi membro, com o apoio da Secretaria de Estado da Cultura (Secult Goiás), dentre outros parceiros na cidade de Goiás. Em Pirenópolis contou com a parceria da Irmandade do Santíssimo, Prefeitura de Pirenópolis, Paróquia do Rosário, Comissão Pirenoppolina de Folclore, Banda Phoenix e Coro e Orquestra do Rosário. Os eventos tiveram grande repercussão e cobertura pelos veículos de comunicação, com entrevista exclusiva no Jornal Nacional.

#### Sessão Solene em homenagem aos 198 anos das cavalhadas
No dia 02 de julho de 2024, o Plenário da Câmara dos Deputados se encheu de cores e emoções ao celebrar os 198 anos das Cavalhadas de Pirenópolis. A homenagem, foi proposta pelo deputado federal por Goiás, Zacharias Calil, através do requerimento 106/2024, apresentado em 05 de fevereiro de 2024, alcançando o número de assinaturas suficientes. A solenidade contou com a presença de diversas autoridades pirenopolinas, estaduais e federais, incluindo a secretária do Entorno do Distrito Federal (SEDF-GO), Caroline Fleury, que representou o governador Ronaldo Caiado e ainda, o ex-governador de Goiás Marconi Perillo, presidente nacional do PSDB.

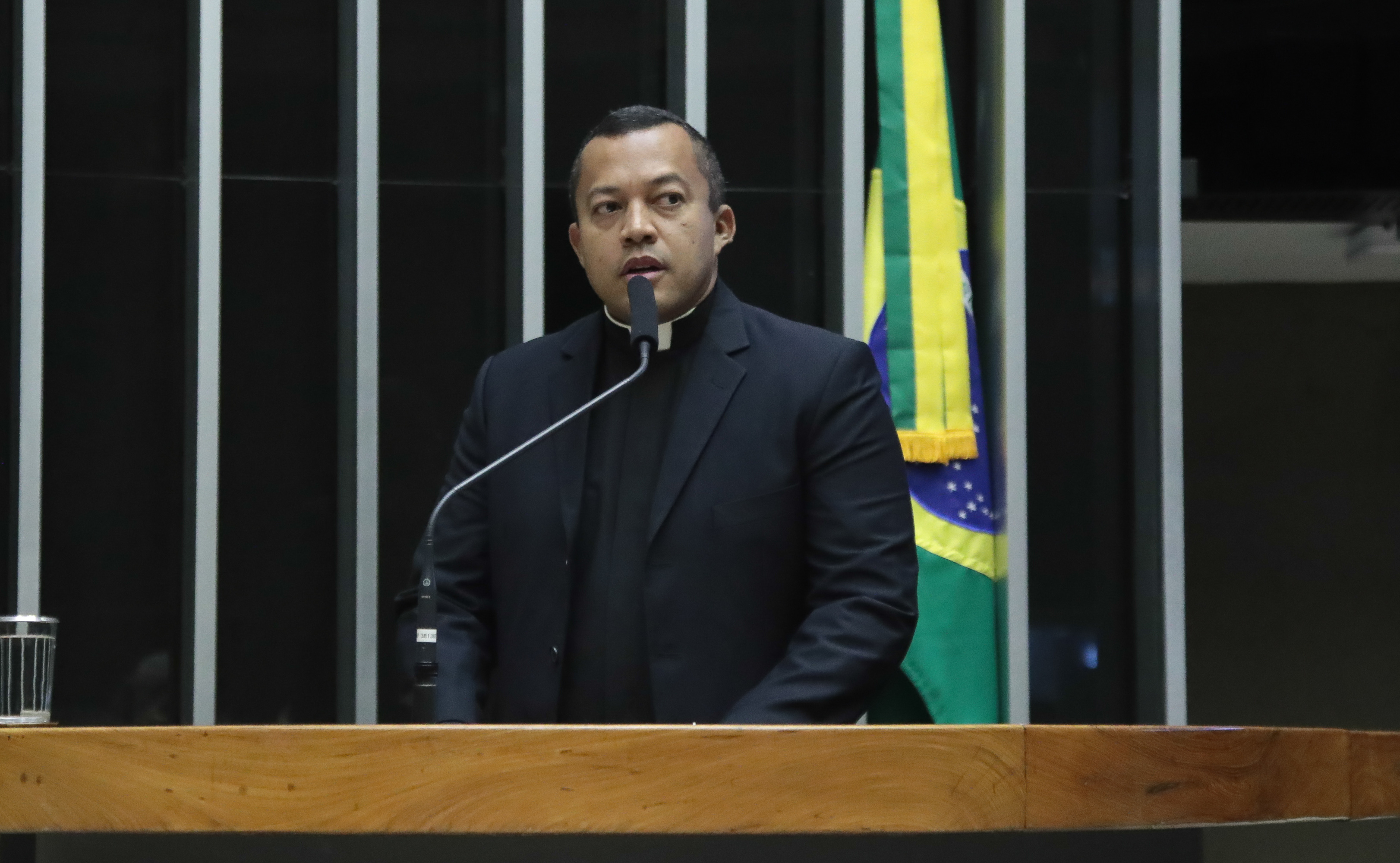
Padre Augusto Gonçalves, discursando na Câmara dos Deputados.

A cerimônia presidida pelo deputado Dr. Zacharias Calil teve início as 11 horas, sob a proteção de Deus e em nome do povo brasileiro. Após aberta, foi composta a mesa por Caroline Fleury, Marconi Perillo, Ronaldo Félix, Pe. Augusto Gonçalves Pereira e a execução do hino nacional pela centenária Banda Phoenix, com solo de José Roberto França Oliveira, tenor do Coro e Orquestra do Rosário que momentos após, ao acompanhamento da Banda e dos presentes, entoaram o Hino do Divino, de Tonico do Padre.
Ao abrir as oratórias, Padre Augusto Gonçalves, o pároco, detalhou a história da festividade e expressou sua gratidão pela homenagem. “As Cavalhadas manifestam a beleza da fé, a importância da história, a riqueza da cultura e o valor das tradições populares, preservando e transmitindo esses valores ao longo dos séculos para as novas gerações”, destacou. Na sequência, Ronaldo Félix, secretário de Cultura de Pirenópolis, lembrou que as Cavalhadas haviam sido reconhecidas como patrimônio imaterial do Brasil desde 2010, pelo Instituto do Patrimônio Histórico e Artístico Nacional (Iphan). Ele manifestou a esperança de que a festa recebesse também o reconhecimento da Organização das Nações Unidas para a Educação, a Ciência e a Cultura (Unesco) como patrimônio imaterial da humanidade. “Essa festa é feita pelo povo e para o povo. É uma celebração que reúne a comunidade. As Cavalhadas não acontecem apenas por conta do poder público, mas sim pela união de todos, como parte das festas do Divino, das quais as Cavalhadas são uma das principais expressões”, explicou.
Em seu discurso, Caroline, que havia crescido na cidade vizinha, Corumbá de Goiás, compartilhou suas memórias: “Sempre participei das Cavalhadas, vivenciando a emoção e todo o preparo que envolve essa comemoração, com o envolvimento de todas as famílias”. Ela enfatizou a importância da valorização cultural, afirmando que as Cavalhadas realmente mereciam o título de patrimônio imaterial da humanidade. “Precisamos interiorizar, respeitar e continuar com as tradições”, concluiu.
Por fim, após a apresentação do Hino de Pirenópolis, o deputado Zacharias Calil ressaltou que a homenagem era justa e merecida. “Sinto orgulho de ter contribuído para a divulgação da nossa cultura”, concluiu.

#### VIII Congresso Eucarístico do Segue-me

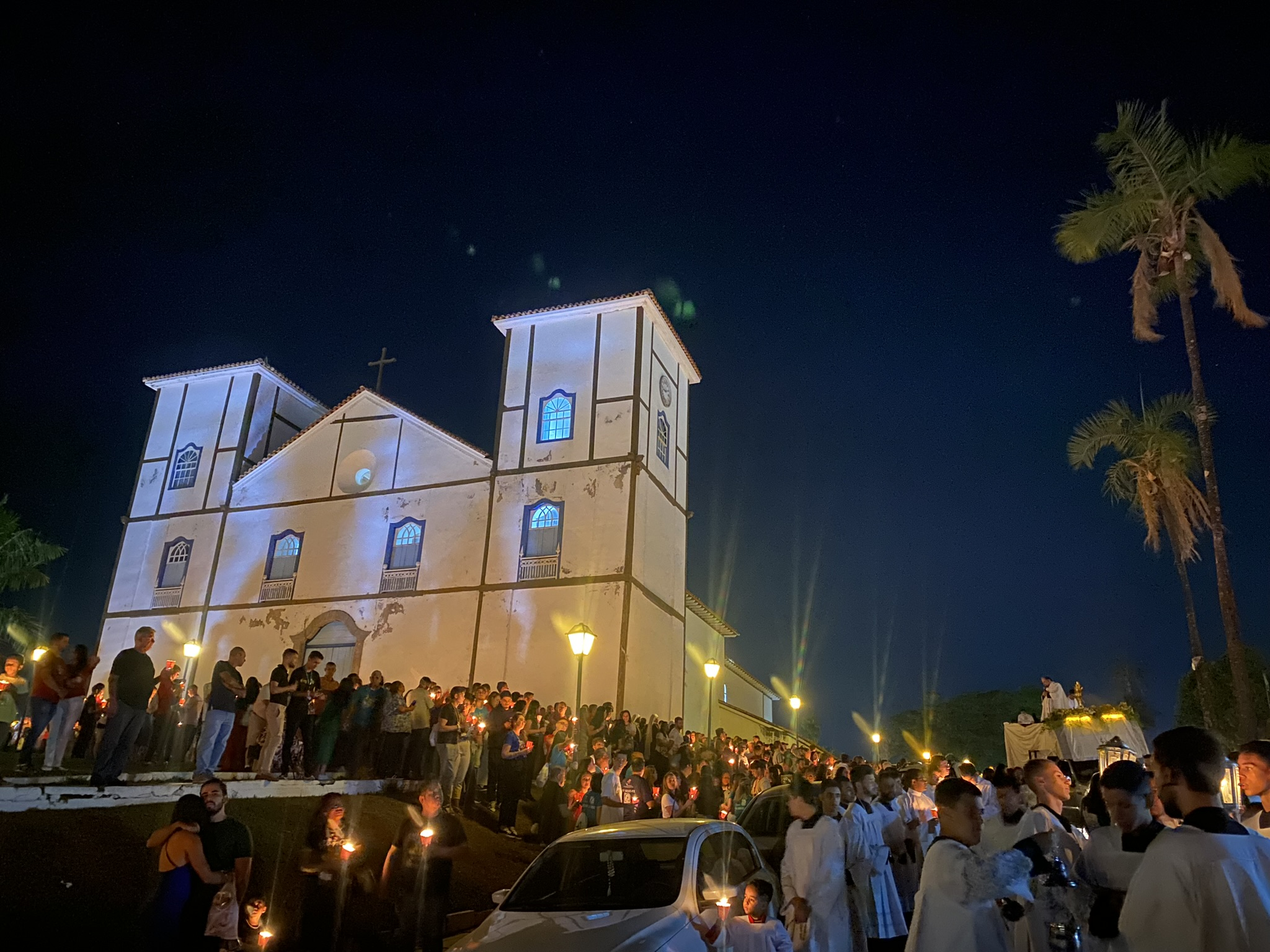
Multidão de jovens durante a saída da procissão do Congresso Eucarístico.

Entre 20 a 22 de setembro de 2024, Pirenópolis sediou através da Paróquia do Rosário, e da Paróquia Santa Bárbara o VIII Congresso Eucarístico do Segue-me. Com o tema “Eucaristia é Deus conosco para amar, adorar, abraçar e possuir”, o  evento foi realizado na Universidade Estadual de Goiás – UEG, polo Pirenópolis, tendo como padroeiro São Charles de Foucauld. O congresso contou com a participação de aproximadamente 850 jovens, além de mais de 350 voluntários, totalizando cerca de 1.200 pessoas envolvidas.
A programação começou na sexta-feira, 20 de setembro, às 19h, com a celebração da Santa Missa, seguida por um show do um artista católico Juninho Cassimiro, cuja identidade foi revelada apenas no dia do evento, fazendo suspense, um costume do Congresso. Após o show, os participantes puderam desfrutar de um momento especial de adoração eucarística.
No sábado (21), o evento se estendeu durante todo o dia, oferecendo palestras, testemunhos, apresentações teatrais, mesas redondas e oportunidades para confissão, todas focadas na valorização do sacramento da Eucaristia. O dia culminou em uma procissão aberta à comunidade, que começou na Matriz do Rosário e seguiu até a Igreja Matriz da Paróquia Santa Bárbara. A procissão foi conduzida por um sacerdote carregando o ostensório em trio elétrico, acompanhado pelos jovens em adoração e cânticos. A noite se encerrou com a “Nightfever,” um momento especial de oração.
No domingo (22), o congresso teve mais palestras e momentos de louvor, finalizando com a Santa Missa ao final da tarde. O Congresso Eucarístico do Segue-me é um evento anual promovido pela Diocese de Anápolis, direcionado à juventude e focado em aprofundar a experiência da Eucaristia como um encontro com Deus. Desde sua primeira edição, o congresso tem se mostrado essencial para a renovação da fé e a união da comunidade jovem. Realizado em diversas cidades, como Jaraguá, Anápolis, Alexânia e Petrolina de Goiás, esta foi a primeira vez que Pirenópolis sediou o evento.

## Características

### Igrejas e Capelas
A área urbana de Pirenópolis é caracterizada pela presença de diversas comunidades onde são celebradas missas, cada uma delas com sua história e significado. No coração do Centro Histórico, destacam-se as históricas Igreja Matriz Nossa Senhora do Rosário, construída em 1728, a Igreja Nossa Senhora do Carmo, datada de 1750, e a Igreja Nosso Senhor do Bonfim, também fundada em 1750. Além dessas, a Praça do Coreto, situada no local onde outrora existiu a Igreja do Rosário dos Pretos, é um espaço emblemático onde também são realizadas celebrações religiosas.
Mantendo a tradição e o respeito à memória local, aos sábados, ocorre a celebração da missa no Colégio Estadual Ermano da Conceição, que abriga parte da história da extinta Igreja de Nossa Senhora da Lapa, localizada no Alto da Lapa. No Bairro do Carmo, destaca-se a Capela da Aldeia da Paz, pertencente às Irmãs Missionárias dos Pobres, e a Capela São Judas Tadeu, que desempenham um papel fundamental na vida espiritual da comunidade.
Outros locais também têm suas capelas e comunidades religiosas, como a Capela Nossa Senhora de Fátima na Vila Zizito, a Capela Santa Luzia na região central da cidade e a comunidade Divino Pai Eterno no Residencial Luciano Peixoto. Essas comunidades religiosas contribuem para a diversidade espiritual de Pirenópolis e mantêm viva a tradição religiosa e cultural da cidade, oferecendo locais de reflexão e celebração para os fiéis e visitantes.
A zona rural de Pirenópolis é pontilhada por 11 capelas, cada uma delas desempenhando um papel fundamental na vida espiritual e cultural das comunidades locais. Essas capelas são: Capela Nossa Senhora Aparecida, situada na Região do Soares. Capela Santa Luzia, que se encontra na Região das Furnas. Capela Santa Mônica, localizada na Região da Chapada. Capela Santa Rita, presente na Região do Barbosa. Capela Nossa Senhora da Abadia, estabelecida na Região do Retiro. Capela Santa Rita, na Região das Contendas. Capela São Benedito, que ocupa um lugar na Região do Engenho de São Benedito. Capela São José Operário, localizada na Região do Mar e Guerra. Comunidade Nossa Senhora Aparecida, na Região do Morro Grande. Capela Bom Jesus, no Povoado de Bom Jesus. Capela Santo Antônio e Capela São Geraldo, no Povoado Santo Antônio. Essas capelas rurais são centros de devoção e celebração para as comunidades que as cercam, proporcionando um espaço espiritual onde os moradores podem se reunir, refletir e fortalecer seus laços religiosos. Além disso, elas também desempenham um papel importante na preservação da cultura e tradições locais, contribuindo para a riqueza espiritual e histórica de Pirenópolis.

### Festas e celebrações
Desde o surgimento da cidade, as celebrações religiosas são grandes expressões da sociabilidade pirenopolina, calcadas na fé católica, no sincretismo, na diversidade símbolos, que organizou uma cultura específica que, até hoje estão relacionadas com a sociedade que é participante, organizadora e preservadora destes costumes, que mantém um vínculo que traz moradores que não mais residem na cidade, a participarem nas celebrações, conforme registros de séculos passados, e até hoje assim, os descendentes da cidade que residem em outras localidades, retornam para manterem as tradições familiares, e associados a estes, turistas e visitantes.
Com influências europeias, sobretudo dos portugueses que povoaram a cidade, ainda hoje, grande parte das celebrações existentes preservam uma religiosidade viva e marcante na memória e história do povo local, nas quais ainda são utilizadas as igrejas, imagens sacras seculares, paramentos próprios e alfaias, Irmandade com sua opas e insígnias, crianças vestidas de anjinhos, a Banda Phoenix executando marchas e dobrados nas procissões festivas, e marchas fúnebres na Semana Santa, a musicalidade do Coro e Orquestra Nossa Senhora do Rosário, entoando composições polifônicas da época, geralmente em latim nos templos existentes. Também é marcante e visível a influência africana no cotidiano paroquial, seja na devoção a padroeira, seja nas casas dos paroquianos, que geralmente têm nas cozinhas uma imagem de São Benedito, seja nos repiques dos sinos que lembram os batuques, a congada, a Banda de Couro, o reinado e o juizado, além das várias pessoas batizadas com o nome de Benedito. A vida do homem do campo também se faz presente nas características dos festejos populares, através das folias, das quermesses, leilões e prendas que geralmente são doadas nestes festejos, na simplicidade e devoção das pessoas.

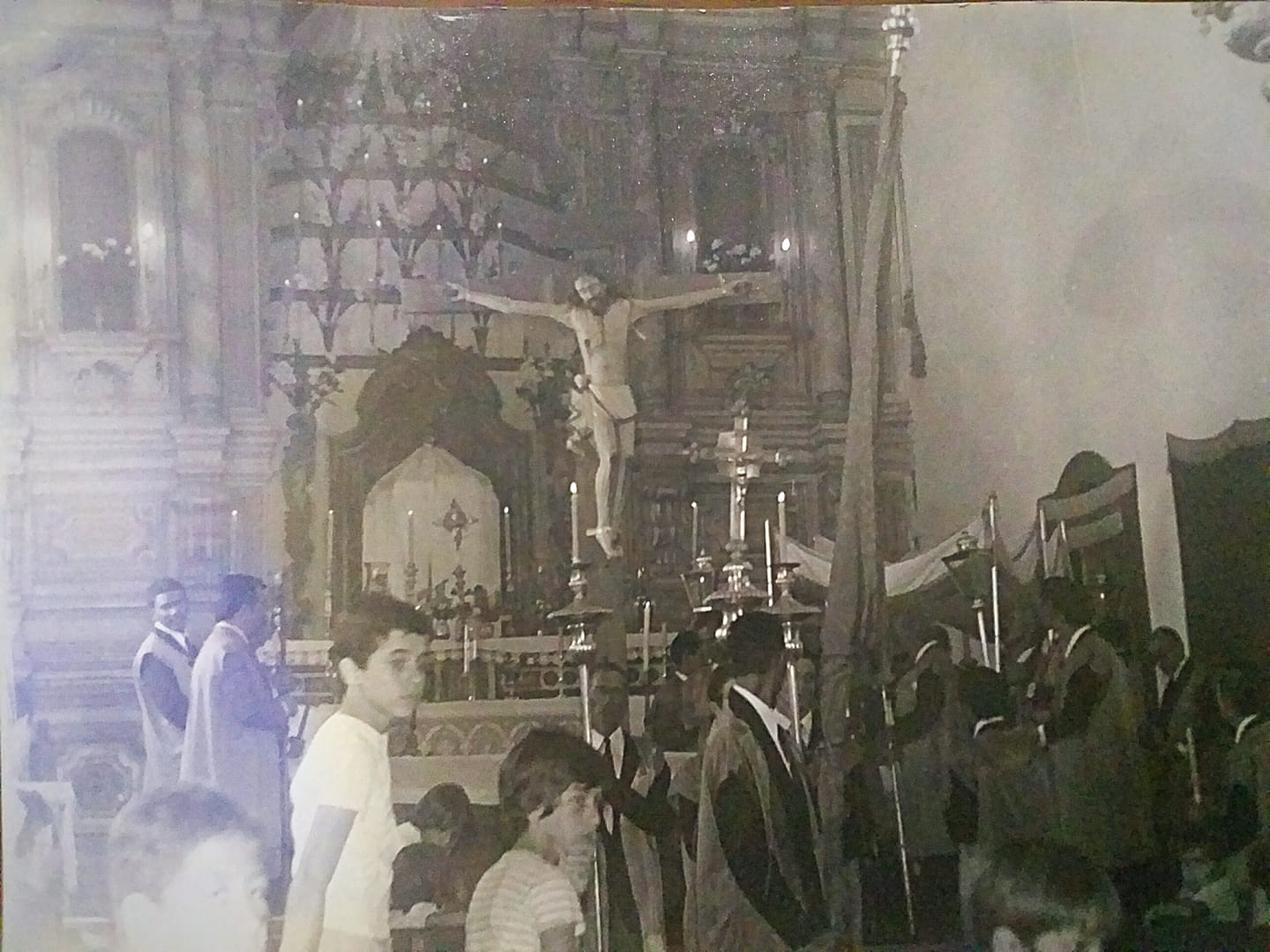
Celebração da Paixão do Senhor, Semana Santa em meados de 1960

Durante séculos, a história reservou a Semana Santa o local de destaque como a maior celebração realizada em Pirenópolis, implementada logo no início do surgimento da cidade pela Irmandade do Santíssimo Sacramento, envolvia demais as irmandades, confrarias, as Bandas de Música, bem como as Orquestras e a comunidade local, costumes que em grande maioria ainda são realizados, até mesmo durante a pandemia do Coronavírus em 2020 e 2021.
Além da Semana Santa, figuraram durante muito tempo entre as celebrações tradicionais: a Festa do Menino Jesus e Festa de São Sebastião em janeiro, Celebrações quaresmais, Festa de Passos, Festa de Dores, Festa de São José, Festa de São Bento e Festa de São Benedito entre março e abril, Corpus Christi, Festa do Sagrado Coração de Jesus, Festa de Santo Antônio, Festa do Carmo, Festa da Boa Morte, Festa da Abadia, Festa do Senhor do Bonfim, Festa do Rosário (a padroeira), Festa do Rosário dos Pretos, Festa de São Judas, Festa de Nossa Senhora da Conceição, Festa de Santa Bárbara, Festa de Santa Luzia, rezas de presépio além da Festa do Divino, que atualmente é a festividade de maior projeção, cuja importância se constatou em 2010 com o registro de tal celebração como Patrimônio Imaterial reconhecido pelo IPHAN, sendo também nela realizado o Reinado do Rosário e o Juizado de São Benedito. Já nas Capelas e comunidades rurais, a devoção maior era: Festa de Santo Antônio e São Geraldo no povoado de Santo Antônio, Festa de Bom Jesus no povoado topônimo, e demais padroeiros das capelas rurais citados na seção Igrejas e Capelas.
Com o passar dos anos, o desenvolvimento e crescimento da cidade, a romanização, Concílio Vaticano II e adaptações aos tempos atuais, as características vêm tomando as feições que hoje são observadas, e assim, muitas celebrações foram simplificadas, adaptadas ou até mesmo suprimidas, sobretudo entre meados de 1970 a 2000, período de extinção de todas Irmandades, exceto a do Santíssimo. Também nesta época, foram introduzidos na Paróquia novos movimentos e novas formas de evangelização, criação de pastorais e eventos voltados para atrair jovens, potencializados a partir de 2006 e na década seguinte, eventos de grande projeção regional como a JJPiri - Jornada da Juventude, além de demais atividades.
A partir de 2012 e nos anos seguintes, há a valorização da cultura e identidade local, com o retorno de celebrações e festas suprimidas em meados de 1970 a 2000, além do ingresso de jovens no Apostolado da Oração, na Irmandade do Santíssimo, no Coro e Orquestra Nossa Senhora do Rosário e na Banda Phoenix, enaltecendo a importância e harmonia entre passado e presente, bem evidenciado durante a pandemia do COVID-19 em 2020 e 2021, realizadas com adaptações e inovações tecnológicas com transmissões.

#### Urbanas

##### Festa de São Sebastião
Tradicionalmente, as celebrações em honra a São Sebastião remontam a séculos passados, marcando o início do novenário anual na paróquia, tanto na sede a cidade, como na zona rural. onde até hoje se realizam folias, com destaques aos povoados de Lagolândia, Goianópolis e Capela do Rio do Peixe, territórios que inicialmente faziam parte da Paróquia do Rosário. Desde o século XVIII, a devoção a São Sebastião tem sido celebrada com uma significativa participação popular, destacando-se pelo esplendor do novenário tradicional, que contava com uma orquestra, e pela presença de uma banda de música na Igreja do Rosário dos Pretos. Nesta igreja, o altar lateral direito era dedicado exclusivamente ao santo, cuja imagem, após a demolição do templo, foi transferida para a Igreja do Bonfim, sendo lamentavelmente furtada em 1978.
Após a triste demolição da Igreja do Rosário dos Pretos, as festividades foram transferidas para a Igreja Matriz do Rosário, tornando-se um evento mais abrangente que inclui quermesse, levantamento de mastro, queima de fogueira e leilões de animais, generosamente doados por fazendeiros locais como forma de cumprir promessas. Esses elementos adicionam uma dimensão festiva e comunitária às celebrações, unindo a fé religiosa e as tradições culturais da região.
A fim de enriquecer ainda mais os festejos e valorizar a rica cultura sertaneja do local, foi incorporado ao evento o desfile de carro de boi. Realizado na manhã do último dia da novena, o desfile percorre as pitorescas ruas do centro histórico, passando pelos principais marcos históricos da cidade. Essa adição não apenas reforça a identidade cultural local, mas também movimenta o turismo, proporcionando uma experiência única aos visitantes[107]. O desfile de carro de boi, com suas tradições e simplicidade, tornou-se um destaque especial, preservando e celebrando a autenticidade da cultura sertaneja durante os festejos em honra a São Sebastião.

##### Semana das Dores e Festa de Passos
As tradições religiosas da Semana das Dores e da Festa de Passos, são realizadas na quaresma desde o século XVIII pelas Irmandades e Confrarias locais, e com o fim destas, evitando a extinção e supressão dessa tradição, a realização foi assumida pela Santíssimo Sacramento, a única existente. Até meados de 1940 em todas as sextas-feiras da quaresma, havia a celebração de missa na Igreja do Bonfim, onde o coro ao acompanhamento da orquestra executavam os Motetos de Passos atribuída ao vilaboense Basílio Martins Braga Serradourada (1804-1874), como parte das celebrações da Festa de Passos, missa hoje inexistente. Entretanto, as festividades de Passos paralisavam entre a penúltima e a última sexta-feira anterior a semana santa para a realização da Semana das Dores, e nela, a realização do Setenário das Dores. 
O Setenário das Dores era uma paraliturgia que memorava durante 7 dias a meditação das sete dores de Maria, sendo realizado no altar de São Francisco de Paula na Igreja Matriz, no qual se encontrava a imagem das Dores, sendo rezado pelo vigário, que ali expunha o Santíssimo Sacramento para a recitação das orações e acompanhado pelo Coro e Orquestra que executava repertório em latim e português com composições de compositores goianos, celebração não mais realizada.
Na sexta-feira das Dores, a sexta-feira anterior ao domingo de ramos, realiza-se a Procissão das Dores, sendo a imagem de Nossa Senhora das Dores conduzida em grande cortejo por logradores tradicionais do centro histórico: Rua Direita, Rua Nova, Largo da Matriz, passando pelo alto do largo, contornando-o em parte e voltando, a Igreja Matriz. Na saída do cortejo, o Coro ao acompanhamento da orquestra executa a jaculatória: Solo das Dores, atribuída ao goiano José Iria Xavier Serradourada (1831-1898). Durante o percurso da procissão, coro e orquestra executa em ordem crescente os 06 Motetos das Dores : (n° 1) Virgo Virginum, (n° 2) - Ó Vós Omnes, (n° 3) - Factum Est, (n° 4) – Dilectus, (n° 5) - Quis Tibi, (n° 6) - Intenderunt Arcum) nos denominados Passos da Paixão onde são feitas orações após os cânticos cantos. Autoria dos Motetos das Dores é atribuída a Basílio Martins Braga Serradourada (1804-1874) e também executado na Cidade de Goiás. Ao retornar a procissão a Igreja Matriz, entoa-se o Hino das Dores, anônimo, encerrando a procissão e preparando os fiéis para a Missa.
No chamado "Sábado de Passos", dia anterior ao domingo de ramos, a imagem do Senhor dos Passos é conduzida em procissão noturna pela Irmandade do Santíssimo, da Igreja do Senhor do Bonfim, para a Igreja do Carmo. Até meado de 1940, a imagem pernoitava na Igreja de N. S. do Rosário dos Pretos (hoje demolida). Tal procissão é conhecida por "Procissão do Desterro", sendo a imagem levada velada pelo encerro, um andor gradeado e recoberto com pano roxo, ficando invisível. À saída da procissão, iluminada por velas em todo o percurso Coro e Orquestra executa no adro da igreja o motete Pater mi (n° 1) e durante o trajeto, o coro a capella canta o Miserere. Já no adro da Igreja do Carmo, antigamente dentro da Igreja do Rosário quando a procissão para lá ia, canta o Senhor Deus e o Vós Senhor, cantados em português e alternado pelo povo. Diversas personalidades locais alternavam-se anualmente como festeiro para realização dessa procissão, a ele cabia providenciar todo aparato necessário bem como a ornamentação das ruas enfeitadas com luminárias entremeadas de ramos de árvores e bananeiras em pé. Nas calçadas, não só os festeiros, mas ainda os moradores da Rua da Aurora, esparramam folhas e também galhos de manjericão e manjerona.
No anoitecer do Domingo de ramos, realiza-se dentro das celebrações da Festa de Passos a "Procissão do Encontro", que consiste em duas procissões que funde-se formando o Encontro. Da Igreja do Carmo sai a "Procissão do Senhor dos Passos"; acompanhada só de homens, a Irmandade do Santíssimo e autoridades religiosas. Mulheres, apenas as integrantes do coro. Ao tomar as vias públicas a procissão para nos Passos da Paixão (pequena capela ou oratório) onde executa-se os Motetos de Passos (n° 1) - Pater Mi, (n° 2) - Bajulans, (n° 3) - Exeamus, (n° 4) - Ó Vós Omnes - Encontro, (n° 5) - Anagariaverunt, (n° 6) - Filieae Jesusalem, (n° 7) - Domine Jesu e (n° ) - Popule Meus. As capelas dos Passos situava-se na casa do coronel Chico Sá na Rua do Rosário no trecho hoje denominado de Rua do Lazer, na mesma rua o passo da casa de Joaquim Pires da Penha. Na Rua Direita o passo da casa de Maria Pereira, mais adiante na mesma rua o passo do major Silvino Odorico de Siqueira. No Largo de Santa Cruz na casa do coronel Chico Sá, e na extinta escola do Prof. Jerônimo José de Siqueira.
Na segunda-feira da Semana Santa, a imagem do Senhor dos Passos, no mesmo andor gradeado e coberto de pano lilás, era reconduzida, de noite, em procissão, à igreja do Senhor do Bonfim, e afinal, recolocada, no seu destino, no local onde foi sempre venerada. Na chegada, cantava-se o Perdão.

##### Semana Santa
As manifestações das tradições religiosas da Semana Santa, em Pirenópolis, são realizadas desde o século XVIII, custeadas por Irmandades, dentre elas, a do Santíssimo Sacramento, agremiação que se abrigavam exclusivamente nas igrejas paroquiais, ou seja, a Igreja Matriz do lugar. Os ritos da celebração da Paixão de Cristo, atos litúrgicos e paralitúrgicos, constituem momento cultural excepcional, de valor emocional e afetivo as pessoas do lugar, e se concebe desde sua origem, com toda pompa barroca como no caso pirenopolino e foi a celebração de maior expressão local, o período em que mais se realizava celebrações, o que possui o maior número de composições próprias, muitas de compositores locais e a manifestação cultural da cidade que mais se manteve em sua integridade, com muitos eventos até hoje sendo realizados.
No Domingo de Ramos, no período da manhã é realizada a tradicional Procissão de Ramos. Desde o início do povoamento de Pirenópolis, é o único momento em que o silêncio e a compunção das cerimônias religiosas, eram de certo ponto quebrado, pois há repiques de sinos, marchas e dobrados festivos interpretados pela Banda de Música. Sabe-se que até meados de 1940, tal procissão era realizada na Igreja Matriz, onde o pároco revestido de paramentos roxo próprios da Missa, mas em vez da casula, levava o pluvial, que deporá terminada a procissão. Assim ocorria a Bênção das Palmas, que os fiéis levavam para casa, guardavam devotamente nos oratórios e eram queimadas, por ocasião de tempestades, acreditandoconjurar o perigo dos raios. Antes da Missa, realizava-se a procissão, só com a presença masculina, com uma das bandas de música existente, Phoenix ou Euterpe, e que percorria o perímetro do Largo da Matriz. O coro da procissão entoava o Glória Laus, respondido de dentro da Igreja por outro coro, que cantava a mesma composição com variação na melodia. Regressando a Igreja, a procissão encontrava fechada a porta principal do templo. Conforme o rito antigo, um Irmão do Santíssimo, de opa vermelha com o pé da grande cruz de prata que abria a procissão, batia três vezes com ela na porta principal, que então era aberta tendo o pároco a frente, cortejado pelos demais membros da referida Irmandade, enquanto a orquestra entoava o Pueri Hebræorum, seguindo a missa cantada.
Atualmente a celebração de ramos, bem como as demais celebrações, seguem o rito promulgado pelo Concílio Vaticano II, e tem início nas janelas abalcoadas daIgreja Nosso Senhor do Bonfim, as janelas ao nível do Coro da referida Igreja, o pároco revestido de paramentos vermelhos próprios da Missa, mas em vez da casula, leva o pluvial, que deporá terminada a procissão. O sacerdote, ao chegar, saúda o povo na forma habitual, recita as orações e asperge os ramos com água benta. Faz-se a proclamação do Evangelho e após, anuncia o começo da procissão.
Ao iniciar o cortejo que à frente vai o turiferário com o turíbulo aceso com incenso, depois, conforme antigo costume local, o cruciferário, um Irmão do Santíssimo com a cruz ornamentada; dois Irmãos que conduzem as lanternas formando a ala dos fiéis nas laterais da rua em fila indiana. Ao centro, o grupo de jovens da Pastoral da Via-Sacra, e posteriormente afastado, a procissão interna com o grêmio da Irmandade do Santíssimo com o pároco, seguido pela Banda Phoenix que executa os tradicionais dobrados e marchas festivas de seu repertório. Ao chegar adro da Igreja Matriz, onde se encontra o altar montado para Missa campal, o sacerdote continua a Missa na forma habitual que não mais conta com a presença do tradicional Coro e Orquestra. Ao anoitecer do Domingo de Ramos e segunda-feira Santa, procede as demais celebrações da Festa de Passos.
Terça-feira Santa, realiza-se ao anoitecer na Igreja Matriz, a meditação das 07 últimas palavras de cristo na cruz, costume este introduzido por Pe. Augusto quando pároco em 2017. Na Quarta-feira Santa realiza-se ao anoitecer na Igreja Matriz a Missa. Até meados de 1940 a Terça e Quarta-Feira santa, eram dias sem cerimônia, mas dedicado ao preparo da Matriz para as próximas celebrações e o desmonte do O Calvário utilizado na Festa de Passos.
Na Quinta-feira Santa às 9 horas era celebrada na Igreja Matriz, conforme o costume antigo antes das reformas litúrgicas, era celebrada a Missa solene In Coena Domini, cantada por uma das orquestra da cidade, que executava grandes peças de compositores nacionais e internacionais, numa verdadeira alusão ao barroco, com toda pompa, flores, a exibição da prataria da Irmandade do Santíssimo, que tudo patrocinava, conforme seu estatuto. Na hora do glória, repicava-se os sinos e campainha, e a partir da consagração, em vez de campainha, assim como hoje, era usada a matraca, cujo som estridente e forte ecoava dentro até o adro da Igreja. Ao fim da celebração, dentro do templo, havia a procissão pequena na qual na qual ia a frente o guião da Irmandade do Santíssimo, carregada a meio-pau, os irmãos formando alas puxados pelo conjunto processional em prata, doados por Dom João V a Irmandade, o pároco que conduzia a reserva eucarística debaixo do pálio de fios de ouro, sustentado por seis varas de pratas levadas pelos Irmãos do Santíssimo, tendo no percurso a execução do Pange Lingua e o Tantum Ergo pelo Coro a capella. Terminava a procissão com a reserva eucarística sendo depositada em uma urna dourada, e alocada no alto do altar-mor, de onde era retirada a imagem da padroeira, Nossa Senhora do Rosário, a Padroeira. Os altares laterais da Igreja Matriz eram desnudos, ficando sem as toalhas, vasos e toda ornamentação. Enquanto a reserva permanecia exposta até o meio dia de sexta-feira santa a Irmandade do Santíssimo assim como hoje organizam uma guarda de honra, com turíbulos queimando incenso, e fazendo soar o som da matraca.
Ao anoitecer de Quinta-Feira Santa, a Matriz lotada presenciava a Cerimônia do Lava-pés, onde o pároco tendo sobre a batina apenas a lava e o cíngulo, e usando, para a ocasião, a centenária bacia e jarro de prata da Irmandade do Santíssimo, lavava, enxugava e beijava os pés de doze meninos, enquanto a orquestra conjuntamente com o coro executava o Dómine Tu Mihi especialmente composto para Irmandade do Santíssimo em 1899 por Antônio da Costa Nascimento, pouco tempo após ele ter sido provedor de tal confraria. Também na ocasião a orquestra executava o mandatum para que o celebrante proferisse o sermão.
As adaptações da reforma litúrgica de 1955 e 1962 a princípio não foram muito bem recebidas pela comunidade local, onde com o princípio da veritas horarium, a Missa In Coena Domini foi transferida para o atual horário, a noite, com o rito do lava-pés dentro da celebração, suprimindo o sermão do mandatum. Atualmente, a cerimônia continua a contar com a participação do Coro e Orquestra Nossa Senhora do Rosário que executa uma Missa de seu repertório, e a vigília com a guarda da Irmandade, permanece até sexta-feira santa. Desde 2008, a Pastoral da Via Sacra encena a prisão de cristo no adro da Matriz após a Missa In Coena Domini.
Na Sexta-Feira Santa as 9 horas começava a cerimônia da Paixão, atualmente chamada de Solene Ação Litúrgica, com a leitura do evangelho da paixão cantada, com o padre com paramentos pretos, na qual tomava parte o padre e o coro, utilizando as composições dos tractus do arquivo do Coro, prosseguindo com a adoração da cruz, utilizando a imagem do Senhor Morto, e pós está a procissão com o Santíssimo, onde a urna utilizada na quinta-feira santa era trazida em solene procissão para o altar-mor enquanto o coro entoava o vexilla regis, e prosseguia a cerimônia da Adoração da Cruz, com seu ritual próprio. No Correr do dia, até o anoitecer, a população ficava a esperar a Procissão do Enterro.
Com a adoção da reforma litúrgica e os atuais horários, novos costumes foram introduzidos, tal como a Via Sacra pelas ruas do centro histórico promovida pela Irmandade do Santíssimo na manhã com a imagem do Senhor dos Passos, suprimida pela encenação promovida pelos jovens desde 2006, que hoje agrada moradores e visitantes. As 15 horas, procede a solene ação litúrgica, utilizando a imagem do Senhor Morto, mas hoje sem a presença do coro e orquestra. Ao anoitecer, procede a maior procissão da paróquia a do enterro, que desde o século XVIII vê se ao som das marchas fúnebres desfilar pelas ruas do centro histórico a imagem utilizada na adoração da cruz, seguida pelo andor de Nossa Senhora das Dores, vestida a imagem de roxo escuro, acompanhada pela figura da Verônica, seguido pelo coro, que entoa o Heu e Pupilli a capella alternada com as marchas fúnebres executadas pela Banda Phoenix.

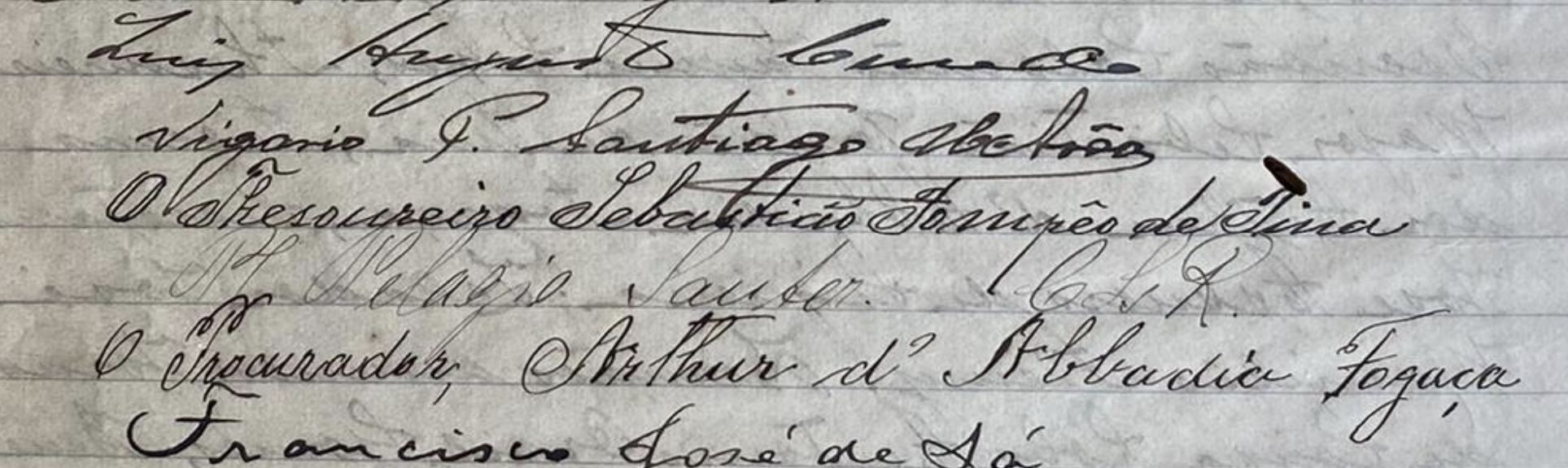
Assinatura de Pe. Pelágio Sauter C.S.R, no livro de Atas 1914-1940 da Irmandade do Santíssimo de Pirenópolis.

No Sábado Santo, antes da reforma a solene Vigília Pascal celebrava-se de manhã com a cerimônia cantada com Coro e orquestra. Ocorria após a celebração a festa popular da queima do Judas e ao meio-dia, repique festivo de sinos da Matriz, queima de fogos, enquanto saia da Igreja do Rosário dos Pretos a Folia do Divino, conhecida como Folia dos Homens, hoje extinta, realizada com grande acompanhamento popular, banda de música e muito foguetório, percorrendo o centro histórico abrindo a Festa do Divino, com a coroa e a bandeira do Divino passando de casa por casa, arrecadando esmolas destinadas ao custeio da Festa.
Ao entardecer realizava-se conforme hoje ainda se faz, a tradicional eleição da Mesa diretora da Irmandade do Santíssimo. Com a adoção da reforma litúrgica, a solene Vigília Pascal é celebrada na Igreja Matriz ao anoitecer, hoje sem a presença do Coro e Orquestra. Após a celebração, realiza-se a Procissão da Ressurreição, sem a presença da Banda de música, que antes era realizada na madrugada do Domingo de Páscoa ao acompanhamento de foguetório, repiques de sinos com a banda executando marchas festivas e dobrados. Este dia passou a ser comemorado com Missa solene cantada, em ação de graças ao aniversário da Irmandade do Santíssimo que em 2018 realizou o jubileu de 290 anos de criação.
Assim como no passado, atualmente ao meio-dia há o repique festivo dos sinos da Matriz, e queima de foguetório com a saída da coroa do Divino, anteriormente conhecida como Folia das Moças, com a mesma finalidade da folia dos homens, entretanto, após a saída da coroa na Igreja, a banda de música prossegue para a queima do judas. Outra cerimônia extinta no domingo de Páscoa, era a Solene Coroação com a entoação do canto do Te Deum pelo coro e orquestra que assim se encerrava a Semana Santa. Atualmente, a chegada da coroa do Divino ocorre na última missa celebrada neste dia, seguindo em cortejo para a casa do imperador para festejos populares.

##### Corpus Christi
Corpus Christi representa uma das datas mais significativas no calendário católico, sendo celebrado na quinta-feira seguinte ao domingo da Santíssima Trindade, o que corresponde a aproximadamente 60 dias após a Páscoa. Esta festa litúrgica é dedicada à celebração do sacramento da Eucaristia, que venera o corpo e o sangue de Jesus Cristo, e celebrada em Pirenópolis desde as primeiras décadas do século XVIII, iniciado pela Venerável Irmandade do Santíssimo Sacramento que até os dias de hoje, essa irmandade continua desempenhando um papel crucial na coordenação das festividades junto à comunidade local.
Ao longo dos tempos, os moradores locais têm contribuído de forma voluntária para as festividades, introduzindo a bela tradição dos tapetes. Feitos com serragem colorida, areia, sementes e flores típicas do cerrado, esses tapetes embelezam as históricas ruas de pedra do Centro Histórico. Destaca-se especialmente a Rua Direita, a mais antiga da cidade e rota tradicional da procissão de Corpus Christi. Esta solene caminhada geralmente tem início ao amanhecer, precedendo a Missa solene. Para que tudo esteja pronto no início do dia, os tapetes são confeccionados por centenas de voluntários, que trabalham incansavelmente desde o anoitecer de quarta-feira até a madrugada de quinta-feira. Esse esforço coletivo é uma expressão marcante de devoção e tradição, enriquecendo a experiência da celebração.
Mesmo em meio às circunstâncias desafiadoras da pandemia de COVID-19 em 2020 e 2021, o costume dos tapetes foi mantido, embora a tradicional procissão tenha sido interrompida. A celebração retomou seu esplendor em 2022, marcando o retorno da procissão tradicional.
Durante o percurso da procissão, é uma prática antiga adornar altares para a adoração ao Santíssimo Sacramento. Em determinados momentos, a procissão faz uma pausa, e neste intervalo, entoa-se em latim o cântico Tantum Ergo Sacramentum. Esta composição, criada no início do século XX por Eugênio Leal da Costa Campos, ganha vida por meio da execução do centenário Coro e Orquestra Nossa Senhora do Rosário.
Além disso, o dia de Corpus Christi é especial para a cidade de Pirenópolis, pois marca o momento em que o Imperador do Divino recebe a Coroa do Divino, iniciando assim seu reinado para a preparação da Festa do Divino do ano seguinte. Este evento adiciona uma dimensão única à celebração, conectando as tradições religiosas e culturais da comunidade.

##### Festa do Carmo
Pressupõe que a Festa de Nossa Senhora do Carmo popularmente conhecida simplesmnete por Festa do Carmo aconteça logo após a finalização das obras de construção da Igreja em 1754, o que justifica a vinda da imagem de Nossa Senhora do Carmo, a qual Jarbas Jaime atribui ser de origem portuguesa. Há no arquivo do Coro e Orquestra Nossa Senhora do Rosário registro de diversas composições musicais copiadas por em meados de 1940 pelo então maestro Sebastião Pompêo de Pina Jr, nos tempos das irmãs carmelitas, quando a paróquia estava sob a liderança dos padres franciscanos. Nesta época, a Festa foi impulsionada com a criação da Confraria do Carmo, autorizada em Roma pelo Prior da Ordem do Carmo em 1947, confraria que hoje é inexistente. Através das irmãs carmelitas foi impulsionado o costume do catolicismo popular de se coroar com crianças, as imagens de Nossa Senhora. Após a mudanças das Irmãs Carmelitas e o fim do colégio nossa Senhora do Carmo, a Igreja, até então usada diariamente, foi fechada.
Em meados de 1990, a Novena do Carmo foi realizada no Salão Paroquial, quando era Pároco o padre Joel Alves Oliveira. Aos poucos, com o restauro da Igreja do Carmo e o retorno das celebrações na igreja, no dia 16 de julho, voltou-se a celebrar a Santa Missa. De 2014 à 2016 foi realizado o Tríduo. A partir de 2017, com anuência do pároco Pe. Augusto Gonçalves Pereira, voltou-se a realização de simples Novena. Em 2019, foi montado um grupo para cantar os cânticos da época áureas da Festa. Em 2020, o Coro e Orquestra Nossa Senhora do Rosário voltou a fazer o saber musical cantando a Santa Missa solene do dia 16 de julho em latim, em cerimônia sine populo na Igreja do Carmo. Em 2021 ainda com restrições da pandemia, foi realizado Tríduo na Igreja Matriz cum populo, com a presença em todos os dias do Coral do Rosário e imposição do escapulário no dia principal da Festa.

## Párocos, administradores paroquiais, delegado paroquial, vigários, colaboradores e coadjutores
| Nº | 'Padre                                                         | Imagem | Período                      | Colaboradores | Observações |
| 1  | Pe. José de F. Vasconcelos (Visitador Diocesano - Interventor) |        | 1732/1733 0–1 anos           | Pe. Francisco Xavier de Oliveira | Em 1732 aparece os primeiros registros de batismos na Igreja Matriz. |
| 2  | Pe. Francisco Xavier de Oliveira (Primeiro pároco encomendado) |        | 1733/1736 2–3 anos           | Pe. Antônio Borges Teixeira | A partir de 1734 aparecem os registros de sepultamentos de padres e Irmãos do Santíssimo na Matriz. |
| 3  | Pe. Pedro Monteiro de Araújo (Primeiro pároco colado)          |        | 1736/1741 4–5 anos           | Pe. Antônio Borges Teixeira | |
| 4  | Pe. Manuel Nunes Colares da Mota                               |        | 1741/1747 5–6 anos           | | Em 1745, foi criada a Prelazia de Goiás, ficando a ela, a Paróquia subordinada. |
| 5  | Pe. Gonçalo José da S. Guedes                                  |        | 1747/1749 1–2 anos           | Pe. Manuel Pereira de Sousa | |
| 6  | Pe. Jerônimo Moreira de Carvalho                               |        | 1749/1754 4–5 anos           | Pe. Manuel Pereira de Sousa, Pe. Manuel da Silva Monteiro e Pe. João Pereira de Azevedo. | |
| 7  | Pe. Custódio Barbosa de S. Miguel                              |        | 1754/1759 4–5 anos           | Pe. Manuel Pereira de Sousa, Pe. Bernardo da Cunha Peixoto, Antônio Rodrigue Fontoura e Pe. Joaquim Gomes de Lima. | |
| 8  | Pe. Luiz Manoel de M. Mascarenhas                              |        | 1759/1766 6–7 anos           | Pe. Manuel Pereira de Sousa, Pe. José Cardoso Mariano, Pe.João Pires Ribeiro, Pe.José Pereira Camacho e Pe. Carlos Francisco Tôrres. | |
| 9  | Pe. José Pires dos Santos                                      |        | 1766/1771 4–5 anos           | Pe. Manuel de Albuquerque, Pe. Francisco Xavier da Luz, Pe. Antônio Bueno da Veiga, Pe. Antônio Correia de Sant'Ana, Pe. José Caetano de Lobo e Pe. José Joaquim de Lima. | |
| 10 | Pe. Manoel de Silva Contelo                                    |        | 1771/1773 1–2 anos           | Pe. Manuel Pereira de Sousa, Pe. Manuel Maia e Pe. Custódio Barbosa de S. Miguel. | |
| 11 | Pe. Dr. Domingos Rodrigues de Carvalho                         |        | 1774/1778 3–4 anos           | Pe. Carlos Francisco Tôrres, Manuel Pereira de Sousa, José Vieira de Magalhães, Fernando José Leal, Joaquim Gomes de Lima e Antônio Correia de Sant’Ana. | |
| 12 | Pe. Antônio Fernandes Barreto Valqueira                        |        | 1778/1780 1–2 anos           | Pe. Carlos Francisco Tôrres e Manuel Ribeiro de Oliveira de Fontoura. | |
| 13 | Côn. José Correia Leitão                                       |        | 1780/1784 3–4 anos           | Pe. Bernardo Teles de Queiroz, Manuel Pinheiro de Oliveira, Joaquim Gomes de Lima, Manuel Pereira de Sousa e Francisco Xavier Guimarães. | |
| 14 | Pe. Bernardo Teles Queiroz                                     |        | 1784/1788 3–4 anos           | | |
| 15 | Pe. Joaquim Gomes de Lima                                      |        | 1788/1790 1–2 anos           | Pe. Bernardo José Ferreira de Campos, Pe. Francisco Pinto Guedes, Pe. Antônio Coreia de Sant'Ana, Pe. Francisco Inácio de Faria Vivas e Pe. Custódio Barbosa de S. Miguel. | |
| 16 | Pe. Antônio Correia de Sant’Ana                                |        | 1791/1795 3–4 anos           | | |
| 17 | Pe. Vicente Ferreira Brandão                                   |        | 1795/1797 1–2 anos           | | |
| 18 | Pe. Dr. José Caetano Ferreira de Aguiar                        |        | 1797/1800 2–3 anos           | | |
| 19 | Pe. Vicente Ferreira Brandão                                   |        | 1800/1803 2–3 anos           | | |
| 20 | Pe. Côn. Roque da Silva Moreira                                |        | 1803/1805 1–2 anos           | Pe. Joaquim Gonçalves Dias Goulão. | |
| 21 | Pe. José Gomes de Lima                                         |        | 1805/1807 1–2 anos           | Pe. Francisco Pinto Guedes, Pe. Antônio Luiz de Amorim e Pe. Luiz Manuel dos Santos. | |
| 22 | Pe. Joaquim Gonçalves Dias Goulão                              |        | 1807/1810 2–3 anos           | Pe. Antônio Rodrigues Santiago. | |
| 23 | Pe. Francisco Xavier dos Guimarães Brito e Costa               |        | 1810/1816 5–6 anos           | Pe. Manuel Amâncio da Luz, Pe. Dr. Luiz Manoel dos Santos, Pe. Jerônimo José de Campos, Pe. Francisco Pinto Guedes e Pe. Francisco Inácio de Farias Vivas. | |
| 24 | Pe. Joaquim Gonçalves Dias Goulão                              |        | 1816/1822 5–6 anos           | Pe. Luiz Gonzaga de Camargo Fleury, Pe. Bento Francisco de Paula e Pe. Manuel Pereira de Sousa (2º deste nome) | |
| 25 | Pe. Francisco José da Silva Sortes                             |        | 1822/1824 1–2 anos           | | |
| 26 | Pe. Joaquim Gonçalves Dias Goulão                              |        | 1824/1840 15–16 anos         | Pe. Silvestre Alves da Silva, Pe. Manuel Amâncio da Luz e Pe. Manuel Pereira de Sousa | Em 1826, a Prelazia de Goiás é elevada a Diocese. |
| 27 | Pe. Manuel Amâncio da Luz                                      |        | 1840/1842 1–2 anos           | | |
| 28 | Pe. Luiz Manoel de Guimarães                                   |        | 1842/1844 1–2 anos           | Pe. Manuel Amâncio da Luz e Pe. Luiz Manuel de Guimarães. | |
| 29 | Pe. José Joaquim do Nascimento                                 |        | 1844/1898 53–54 anos         | Pe. Marcelino Teixeira Chaves, Pe. Antônio dos Santos Mendonça, Pe. Francisco Inácio da Luz e o Pe. Antônio Justino Machado Taveira. | |
| 30 | Pe. Francisco Xavier da Silva                                  |        | 1898/1899 0–1 anos           | Pe. João Keerondir CSSR e Pe. Roberto Hansmaier CSSR. | |
| 31 | Pe. João Marques de Oliveira                                   |        | 1899/1900 0–1 anos           | | |
| 32 | Pe. Francisco Xavier Savelli                                   |        | 1900/1902 1–2 anos           | Pe. Francisco da Cunha Peixoto Leal. | |
| 33 | Pe. Carlos José Bohrer                                         |        | 1902/1909 6–7 anos           | | |
| 34 | Mons. Bruno Alberdi Zugadi                                     |        | 1909/1917 7–8 anos           | | |
| 35 | Pe. Santiago de Uchôa                                          |        | 1917/1934 16–17 anos         | Pe. Samuel Galbusara, Pe. Antonio Colbachinni; Pe. José Quintiliano Leopoldo e Silva e Pe. Pelágio Sauter C.Ss.R em missão. | Em 1932, a Diocese de Goiás é elevada a Arquidiocese. |
| 36 | Pe. João Piau                                                  |        | 1934/1935 32 dias            | | |
| 37 | Pe. Mons. Francisco Xavier da Silva                            |        | 1935/1935                    | | |
|    | Vacante                                                        |        | 1935/1935                    | | |
| 38 | Pe. Samuel Galbusera                                           |        | 1935/1935                    | | |
|    | Vacante                                                        |        | 1935/1935                    | Na ausência de pároco: Pe. Luiz Maria Zepherino realizou os atos solenes da Festa do Divino e Coração de Jesus, Cônego Abel Ribeiro Camelo celebrou a Festa dos Pireneus e Boa Morte. | |
| 39 | Pe. Francisco Salles Péeclat                                   |        | 1935/1935 10 dias            | | |
|    | Vacante                                                        |        | 1935/1935                    | Na ausência de pároco: Pe. Dr. Castelli realizou os serviços religiosos por 10 dias. | |
| 40 | Pe. Antonio Colbachini                                         |        | 1935/1936 52 dias            | | |
|    | Vacante                                                        |        | 1936/1936                    | | |
| 41 | Mons. Domingos Pinto de Figueiredo                             |        | 1936/1937 1 ano e 147 dias   | Em 1936, Pe. Daniel Marti Filho, C.Ss.R e Pe. João Baptista André, C.Ss.R ajudaram nas celebrações da Semana Santa, Festa do Divino e missões populares entre 03 a 22 junho. Mons. Francisco Xavier da Silva e Pe. Francisco Salles Péeclat abrilhataram a Festa do Rosário. Em 1937 os missionários Salesianos Pe. Pedro Pinto, Pe. João Piau, Pe. Nelson Pombo, Pe. Angelo Jayme Venturelli celebraram a Festa de São Sebastião. Pe. Luiz Maria Zeferino e Pe. Pinheiro de Lemos celebraram a Semana Santa. | |
| 42 | Pe. Santiago de Uchôa                                          |        | 1937/1941 3 anos e 208 dias  | | Em abril de 1941, a Igreja Matriz foi tombada como Patrimônio Histórico pelo IPHAN. |
| 43 | Pe. José da Trindade da Fonseca e Silva                        |        | 1941/1941 139 dias           | Pe. Osvaldo Sergio Seabo, Mons. Domingos Pinto de Figueiredo e Dom Emanuel Gomes de Oliveira realizaram a Festa Pireneus. | |
| 44 | Fr. Cipriano Bassler, OFM                                      |        | 1941/1943 1 ano e 324 dias   | Fr. Pedro Fr. Pedro Schaffner, OFM e Fr. Saturnino Benzing, OFM. | A pedido de Dom Emanuel Gomes de Oliveira, provenientes do Comissariado do Mato Grosso, a Ordem dos Frades Menores se instalou em Goiás, assumindo em 09 de setembro a Paróquia. Frei Cipriano, retirou-se paróquia para se tornar o comissionado em no estado. |
| 45 | Fr. Saturnino Benzing, OFM                                     |        | 1943/1944 210 dias           | Pe. Antônio Bibiano de Siqueira, C.Ss.R, Pe. Agostinho Jorge Polster, C.Ss.R, e Pe. Fernando Albertino, C.Ss.R realizaram as missões populares entre 01 a 14 de setembro de 1943. | |
| 46 | Fr. Filipe Antonio Kennedy, OFM                                |        | 1944/1950 6 anos e 6 dias    | Fr. André Antonio Quinn, OFM, Fr. Anselmo Donohue, OFM, Fr. João Baptista Vianney Krieg, OFM, Fr. saturnino Benzing, OFM. Fr. João Antonio Jousou, OFM, Fr. Kenneth Antonio OFM, Fr. Flaviano Tobin OFM, Fr. Cristovão. Fr. José Bradlley, OFM. | Chegada dos padres americanos da Província do Santíssimo Nome de Jesus de Nova York, e das Irmãs Carmelitas de Belo Horizonte. |
| 47 | Fr. Gregorio O’Donnel, OFM                                     |        | 1950/1952 2 anos e 301 dias  | Fr. João Antonio Jousou, OFM, Fr. Wifredo Wiseman, OFM | |
| 48 | Fr. João Antonio Jousou, OFM                                   |        | 1953/1956 3 anos e 60 dias   | Fr. Wuifredo Wiseman, OFM, Fr. Miguel Brennam, OFM. Dom Emanuel e Pe. Carlos Planger celebraram a Festa dos Pireneus em 1953. Dom Emanuel e Cônego Trindade celebraram a Semana Santa em 1954. | Os franciscanos deixaram a Paróquia em 03 de janeiro. |
| 49 | Côn. Tennyson de Oliveira                                      |        | 1956/1956 50 dias            | | |
| 50 | Nelson Rafael Fleury                                           |        | 1956/1958 1 ano e 347 dias   | Pe. Ferdinando de Luca e Pe. Luiz Maria Zeferino. | Em 1956, foi criada a Arquidiocese de Goiânia, ficando a ela, a Paróquia subordinada. |
| 51 | Côn. Tennyson de Oliveira                                      |        | 1958/1959 1 ano e 25 dias    | | |
| 52 | Pe. José Galvão Ramos                                          |        | 1959/1959 169 dias           | | |
| 53 | Fr. Primo Carrara do Coração de Maria, OAR                     |        | 1959/1967 7 anos e 89 dias   | | Em 1966, foi criada a Diocese de Anápolis, ficando a ela, a Paróquia subordinada. |
| 54 | Pe. Francisco de Assis F. Junior                               |        | 1967/1968 -1 anos e 354 dias | | |
| 55 | Pe. Joaquim Xavier de Lima                                     |        | 1968/1969 0 anos             | | |
| 56 | Pe. Sebastião                                                  |        | 1968/1969 0–1 anos           | | |
| 57 | Côn. Tennyson de Oliveira                                      |        | 1969/1979 9–10 anos          | | |
| 58 | Fr. Vitório, OFM                                               |        | 1980/1981 0–1 anos           | | |
| 59 | Pe. Primo Carrara do Coração de Maria                          |        | 1982/1993 10–11 anos         | | |
| 60 | Pe. Joel Alves de Oliveira                                     |        | 1993/1999 5–6 anos           | Pe. Primo Carrara | |
| 62 | Pe. Luiz Virtuoso                                              |        | 1999/2006 6–7 anos           | | Em 05 de setembro de 2002 ocorreu o incêndio da Igreja Matriz de Pirenópolis. |
| 62 | Pe. Oscar de Vasconcelos de Souza Filho                        |        | 2006 /2008 1–2 anos          | Pe. Joel Alves de Oliveira, Pe. Wôlnei Ferreira de Aquino, Pe. Anevair José da Silva e Pe. Éder Martins Pereira. | Em 30 de março de 2006 ocorreu a reinauguração da Igreja Matriz de Pirenópolis. |
| 63 | Pe. Anevair José da Silva                                      |        | 2009/2015 5–6 anos           | Pe. Joaquim Oliveira Neto, Pe. Paulo Assiol Alves Bittencourt, Pe. Antônio Carlos Pereira Vieira, Pe. Minta José Vellamattathil, Pe. Danilo Malta dos Santos, Pe. Carlito Bernardes Júnior, Pe. Wellison Borges de Lima. | Em 2010, a Festa do Divino foi registrada como Patrimônio Cultural pelo IPHAN. |
| 64 | Pe. Augusto Gonçalves Pereira                                  |        | Desde 2015 9 anos e 225 dias | Pe. Paulo Assiol Alves Bittencourt, Pe. Wellington Gonçalves Pereira, Pe. Adair Cândido Correa | Em 2019, A Irmandade do Santíssimo bem como as celebrações por ela iniciadas foram declaradas Patrimônio Cultural do município |